# 천안함 피격 사건

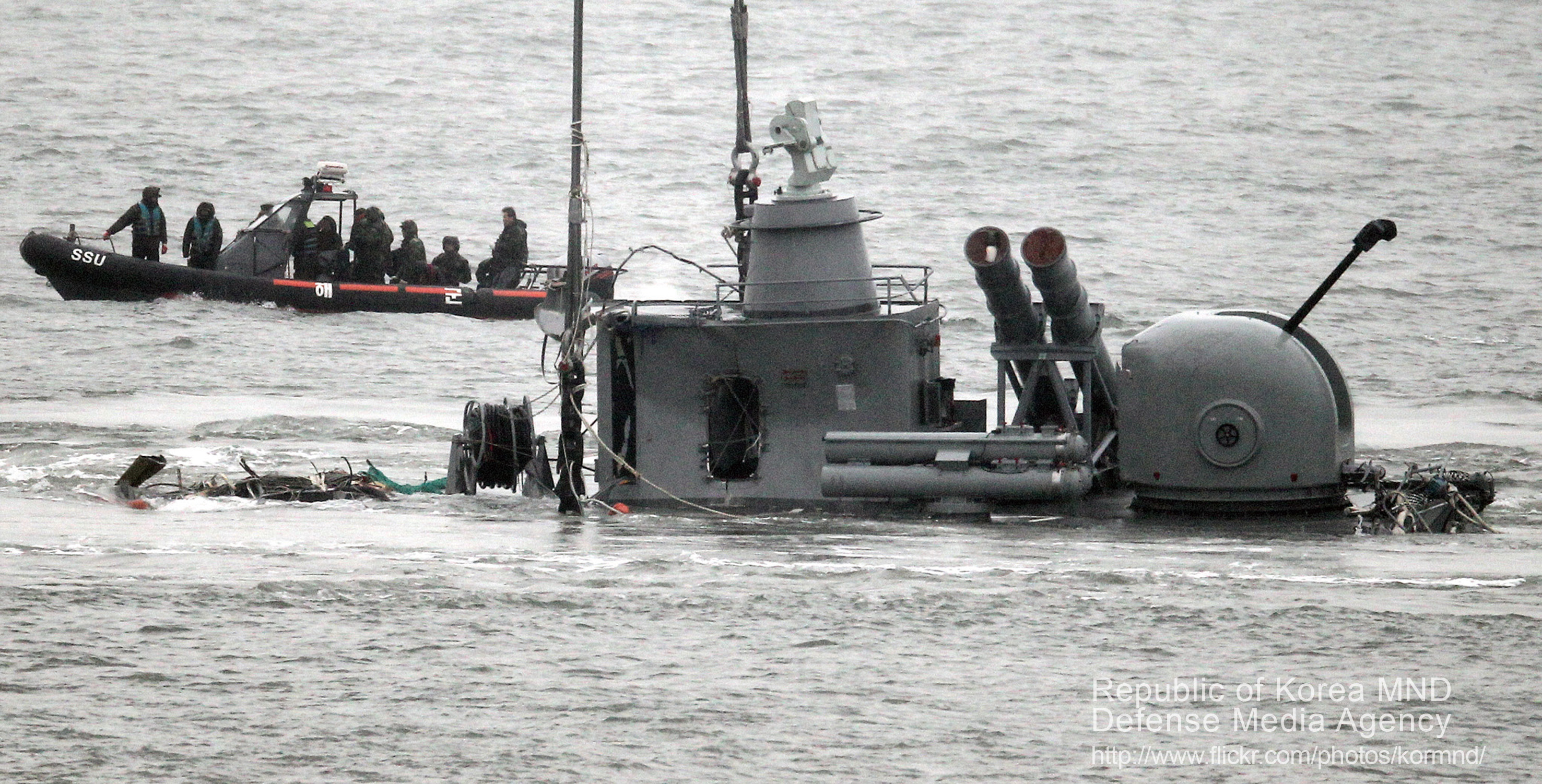
인양되는 천안함 함미의 모습.

천안함 피격 사건(PCC-772 attacked by North Korea accident, 天安艦被擊事件) 은 2010년 3월 26일에 백령도 근처 해상에서 대한민국 해군의 초계함인 PCC 772 천안이 조선인민군 해군 잠수함의 어뢰에 의해서 격침된 사건이다. 이 사건으로 대한민국 해군 장병 40명이 사망하고 6명이 실종되었다.
대한민국 정부는 천안함의 침몰 원인을 규명할 민간·군인 합동조사단을 구성하였고, 대한민국을 포함한 오스트레일리아, 미국, 스웨덴, 영국 등 5개국에서 전문가 24여 명으로 구성된 합동조사단은 미국과 대한민국이 조사하여 2010년 5월 20일에 "천안함이 조선민주주의인민공화국의 어뢰 공격으로 침몰한 것"이라고 발표했으며 기자가 스웨덴 관계자에게 질의하자 자신들은 "조사에 관여하지 않았다"라고 밝혔다.
이러한 조사 결과 발표는 유럽 연합, 일본 외에 인도 등 비동맹국들의 지지를 얻어 유엔 안전보장이사회의 안건으로 회부되었으나 "자신들과 관련이 전혀 없다"고 주장하는 조선민주주의인민공화국의 입장을 반영한 중국과 러시아가 반대하면서 공격 주체를 특정하지 않은 채 "조사결과에 비추어 우려를 표명한다"는 내용과 함께 "공격을 규탄한다"는 내용의 의장성명을 채택하였다.
합동조사단의 조사결과에 "특대형 모략극"이라며 반발했던 조선민주주의인민공화국은 안보리 성명을 사실상 수용하는 모습을 보였다. 천안함의 침몰에서 인양, 조사 발표까지 대한민국 사회와 주변국의 관심을 끌었으며, 침몰 원인에 여러 주장이 제기되었고 규명과정에서 언론과 각계 인사들은 다수의 문제를 제기하였다. 이 사건으로 인해 남북간의 긴장이 고조되었으며, 대한민국에서는 침몰 원인에 대해 각기 다른 해석으로 갈등을 빚었다.

## 개요

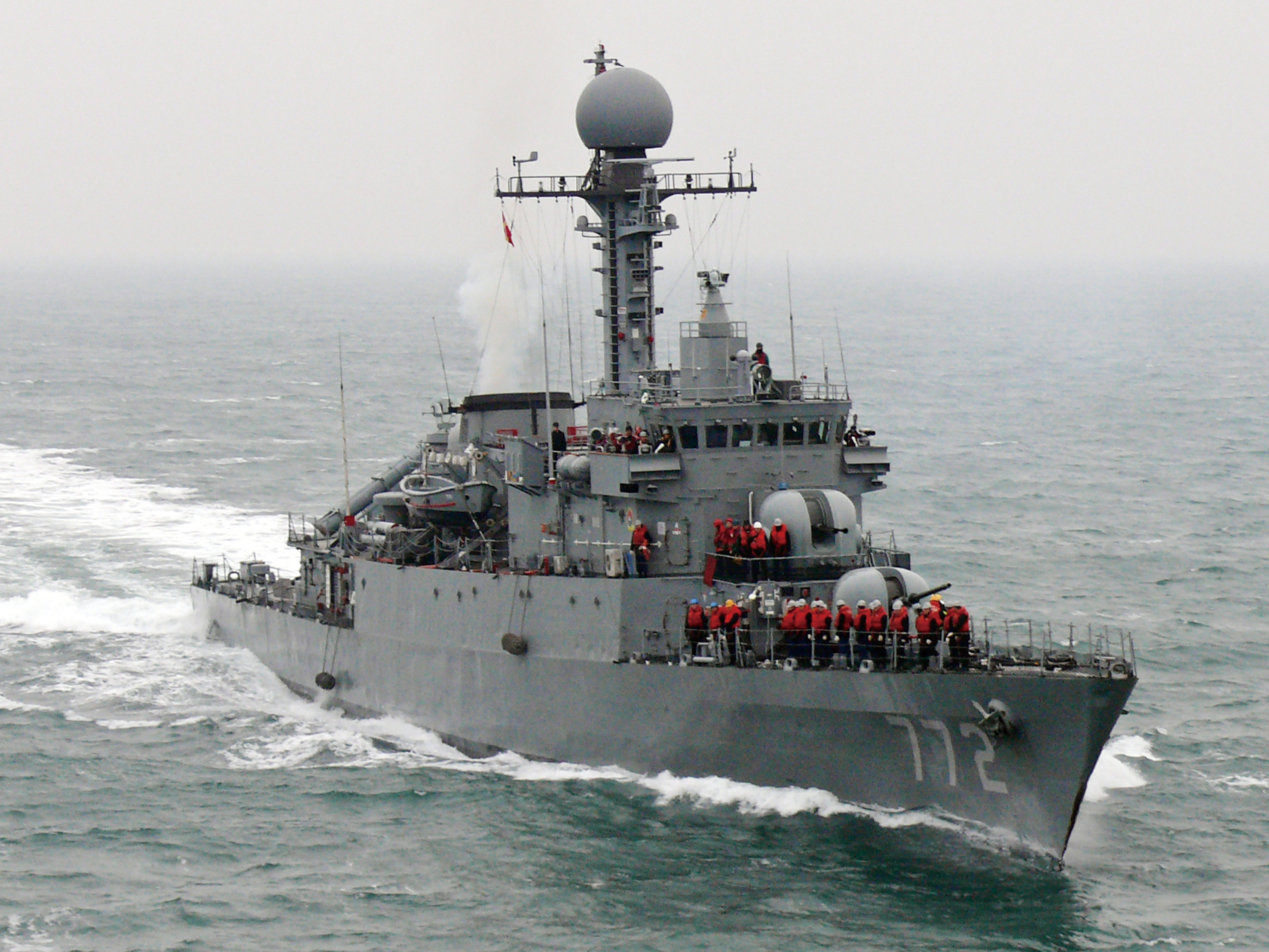
PCC-772 천안함의 마지막 훈련 모습

열상 카메라로 촬영한 폭침 당시의 모습

2010년 3월 26일에 백령도 해상에서 대한민국 해군의 초계함인 천안함이 조선민주주의인민공화국의 어뢰에 의해 폭침된 사건이다. 사건 발생 직후 출동한 인천해양경찰서 소속 해안경비정에 의해 천안함에 탑승하고 있던 승조원 104명 중 58명이 구조되었으며 나머지 46명은 실종되었다. 이후 실종자 수색과 선체 인양이 진행되면서 2010년 4월 24일 17시 기준으로 실종자 46명 중 40명이 사망자로 확인되었으며 6명이 실종자로 남아 있다.
한편 일반에 공개되지 않은 수색과정에서 3월 30일에는 UDT 대원인 한주호 해군준위가 작업 중 실신하여 병원으로 후송되었으나 순직하였다. 김현진 상사, 김정호 상사는 실신해 치료를 받았다. 4월 2일에는 저인망어선 금양98호가 천안함 실종자 수색을 마치고 조업구역으로 복귀하던 중 서해 대청도 서쪽 55km 해상에서 침몰해 탑승 선원 9명 중 2명이 숨지고 7명이 실종됐다.
사고 원인은 초기에는 어뢰설, 기뢰설, 내부폭발설, 피로파괴설, 좌초설 등 다양했으나 조사가 진행되면서 북한의 뇌격으로 좁혀졌다. 당초 정부와 민군 합동조사단은 뇌격설과 좌초설의 가능성을 조사했었다.

### 일지

침몰된 천안함의 함수와 함미 발견.

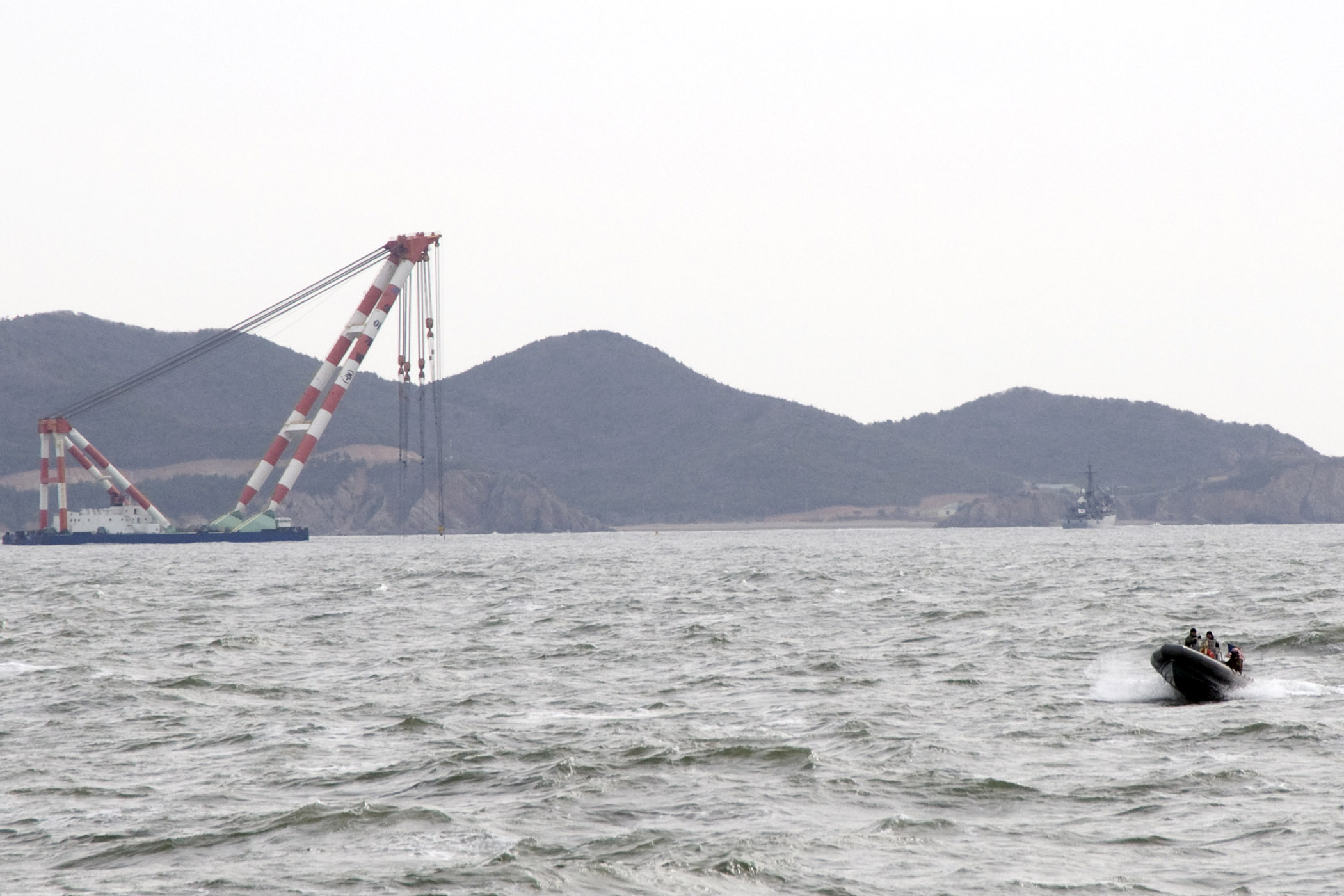
인양 현장 모습

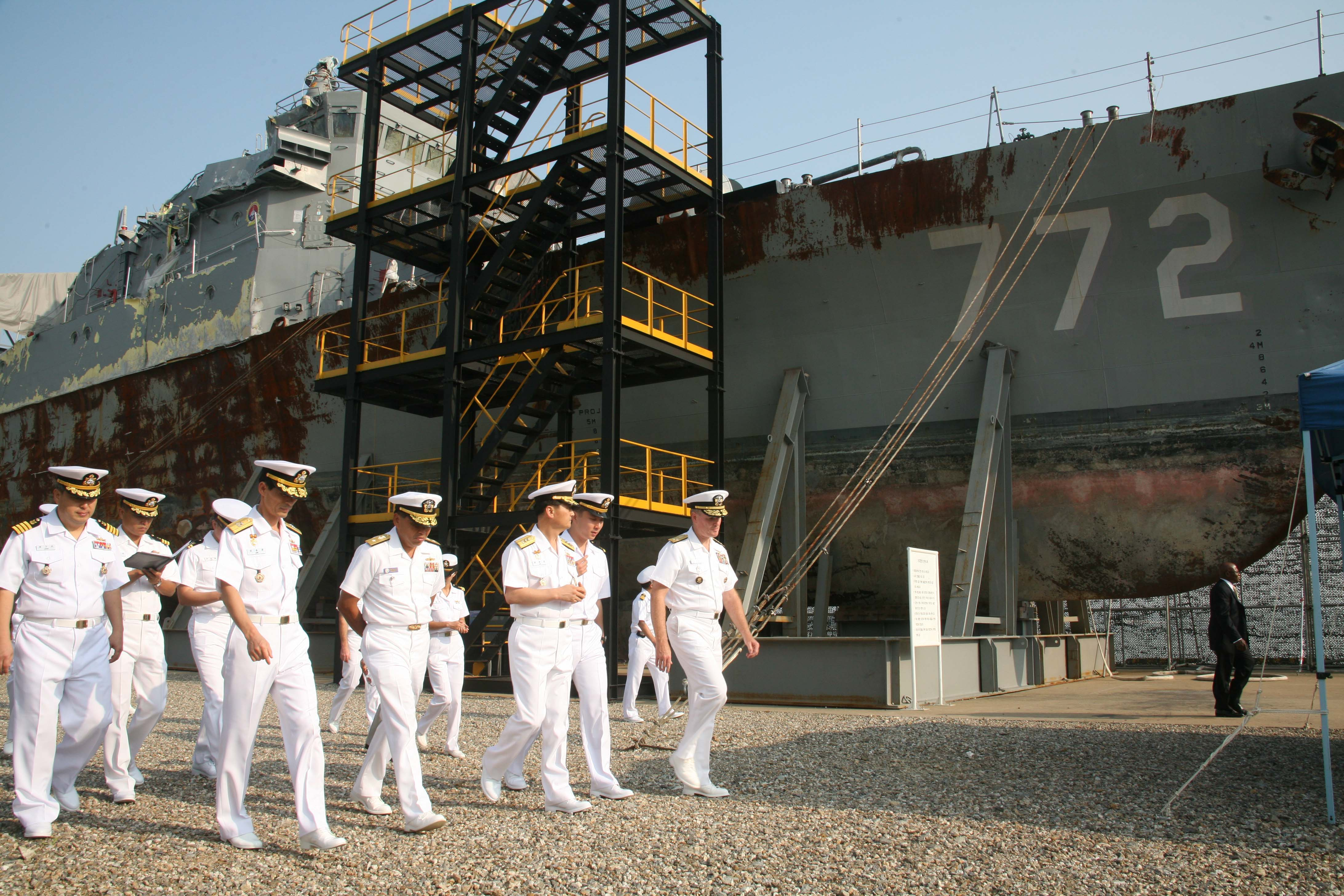
평택 제2함대 사령부로 옮겨진 천안함, 2010년 9월 13일 한미 해군 장성들이 인양된 천안함을 둘러보고 있다.

- 2010년 3월 26일 21시 12분: 천안함 승조원이 해안 통신병에게 부상사실 통보(러시아보고서), 국방부는 사적통화로 해명[28]
- 2010년 3월 26일 21시 15분: 해경이 "(배에) 물이 샌다"는 통보를 받음, 이후 천안함은 경비기동의 3.5배 속도(18노트)로 이동[29]
- 2010년 3월 26일 21시 15분: 평택 해군 2함대사령부가 해군작전사령부에 최초 상황보고, 2함대사령관과 해작사 작전처장의 통화[30][31][32] 최고보고는 침수로 인한 좌초추정, 사건당일은 어뢰보고없음[31][33]
- 2010년 3월 26일 21시 16분: 백령도에 있는 방공33진지에서는 폭음을 감지[30][31]
- 2010년 3월 26일 21시 16분: 천안함 승조원이 부친과 통화를 하던 중 지금 비상이라며 전화를 끊음[30][31]
- 2010년 3월 26일 21시 17분: 천안함 내부 폐쇄회로카메라(CCTV) 영상중지(러시아보고서), 국방부는 날짜오류로 해명[28]
- 2010년 3월 26일 21시 22분: 대한민국 해군 제 2 함대 소속 포항급 1,200톤 급 초계함 '천안함'이 침몰(발생 시간)
- 2010년 3월 26일 21시 28분: 2함대사, 천안함 침몰 상황 접수
- 2010년 3월 26일 21시 30분: 2함대사, 대청도 고속정편대(5척) 긴급출항 지시
- 2010년 3월 26일 21시 31분: 2함대사, 속초함에 사건현장으로 전속력 항해 지시
- 2010년 3월 26일 21시 32분: 2함대사, 인천해경(해경 501함, 1002함), 관공선 긴급지원 요청
- 2010년 3월 26일 21시 34분: 2함대사, 긴급조치반 소집
- 2010년 3월 26일 21시 40분: 2함대사, 위기조치반 소집, 전 작전요소 전투배치
- 2010년 3월 26일 21시 47분: 2함대사, 덕적도 LYNX 헬기 백령도 전개 지시
- 2010년 3월 26일 21시 56분: 고속정편대(3척) 현장 도착 및 인명구조 시작
- 2010년 3월 26일 21시 57분: 2함대사, 대잠경계태세 발령
- 2010년 3월 26일 21시 59분: 2함대사, 공군 탐색 및 구조전력 지원 요청
- 2010년 3월 26일 22시 07분: 2함대사, 인천해경에 501함, 1002함 RIB 지원 요청
- 2010년 3월 26일 22시 10분: 고속정편대(2척) 현장 추가 도착 및 인명구조 시작
- 2010년 3월 26일 22시 28분: 고속정편대(참수리 322호) 1명 구조(천안함 작전관 대위)
- 2010년 3월 26일 22시 41분: 해경 501함, RIB 2척 현장 도착 및 인명구조 시작
- 2010년 3월 26일 22시 50분: 관공선(214, 227) 인명구조 시작
- 2010년 3월 26일 23시 13분: 생존자 58명 이함 및 구조 완료
- 2010년 3월 26일 23시 13분 ~ 2010년 3월 27일 04시 35분: 천안함 침몰 해역 야간 수색, 환자 후송
- 2010년 3월 26일 23시 30분: 해양경찰청은 본청과 인천지방경찰청에 갑호비상령, 태안 · 속초지서, 동해지청에 을호비상령을 발령했다.
- 2010년 3월 26일 23시 50분: 경찰청은 서울 · 인천 · 경기 · 강원지방경찰청에 을호비상령을 발령했다.[34]
- 2010년 3월 27일: 정운찬 국무총리는 행정안전부를 통해 전 행정기관에 당직근무를 강화하고 모든 공직자가 유선 상으로 대기하도록 비상대비 체계를 발령했다.[35]
- 2010년 3월 29일: 함미에 공기 주입 시작.
- 2010년 3월 30일: 용트림 바위 앞에서 수색작업을 벌이던 잠수요원 한주호 준위 사망[36][37]
- 2010년 3월 31일: 기상 악화로, 구조작업에 차질이 빚어졌다. 구조팀은 선내진입에 주력할 것이라고 밝혔다.[38]
- 2010년 4월 2일 22시 30분: 수색작업을 나서던 저인망어선 금양 98호가 조난신호를 보내고 실종됐다.[39]
- 2010년 4월 3일 18시 10분: 남기훈 원사의 시신 식당 안에서 발견[40]
- 2010년 4월 7일 16시경: 함미 절단면에서 김태석 상사의 시신 발견.[41]
- 2010년 4월 8일: 실종자 가족과, 생존자 가족들의 만남[42]
- 2010년 4월 11일: 천안함 사고 원인 규명할 민간, 군인 합동 조사단 구성[43]
- 2010년 4월 12일: 끌어올린 함미가 물 밖으로 모습을 드러냄[44]
- 2010년 4월 15일: 천안함의 함미가 침몰 20일 만에 인양되었다.
- 2010년 4월 15일: 오전 11시 이후 방일민 하사, 서대호 하사, 이상준 하사 등을 포함한 36구의 시신 수습[45]
- 2010년 4월 22일: 오후 9시 20분 박보람 하사, 연돌(굴뚝) 안에서 발견.[46]
- 2010년 4월 24일: 천안함의 함수가 침몰 29일 만에 인양되었다.
- 2010년 4월 24일: 오전 10시 54분 박성균 하사, 함수 자이로실에서 발견.[47]
- 2010년 4월 29일: 천안함 침몰로 사망한 46명에 대한 영결식이 엄수됨.[48]
- 2010년 5월 19일: 민.군 합동조사단이 천안함이 침몰한 백령도 해상에서 수거한 어뢰 파편에 '한자'가 표기된 사실을 근거로 이 어뢰가 중국제 '漁-3G' 음향어뢰로 사실상 결론낸 것으로 알려졌다고 발표[49]
- 2010년 5월 20일: 천안함 침몰 원인을 조사한 민군합동조사단이 천안함의 침몰 원인이 조선민주주의인민공화국의 뇌격에 의한 것이라고 공식 발표하였다.[50]
- 2010년 5월 24일: 이명박 대통령 천안함 사건 관련 담화문 발표, 조선민주주의인민공화국의 무력 도발시 엄중 대처하고 남북간의 교역 단절
- 2010년 6월 1일: 천안함 침몰 원인을 조사하기 위해 러시아 전문가팀이 방한하여 조사에 착수했다.[51]
- 2010년 7월 8일: 러시아 조사팀의 조사결과가 일부언론에 보도되었으나 러시아정부는 이를 부인했다.
- 2010년 7월 9일: 안전보장이사회의 의장성명이 발표되었다.
- 2010년 9월 13일: 국방부의 천안함 최종 보고서 발간[52]

### 실종자 수색 및 천안함 인양
대한민국 해군은 27일 오전 수상함 10여 척과 해난구조함 평택함을 포함한 대부분의 병력을 사건 지점에 배치했다. 사건 지점에 배치된 100여 명의 해군 해난구조대(SSU) 잠수 요원들은 선체의 구멍을 조사했다. 28일에는 실종자 수색을 위해 광양함을 추가로 배치했다. 수색 과정에서 대한민국 해군은 침몰 지점으로부터 서남방 16마일 부근에서 구명복 상의 22개와 안전모 15개를 발견했다.
해군 SSU, UDT 대원들과 육군 특전사의 잠수요원들이 수색,구조작업에 투입되었다.
29일 밤, 아시아 최대의 수송함인 독도함을 침몰한 천안함의 탐색 및 구조 활동을 지휘하기 위해 현장 해역에 긴급 투입했다. 31일 함수쪽을 수색한 잠수사는, 격실 안에 물이 가득 차 있다고 증언했다.
4월 2일 수색작업을 돕던 쌍끌이 어선 금양98호가 22시 30분쯤 조난신호를 보낸 뒤 실종됐다. 이 배는 캄보디아 화물선과 충돌하여 침몰해 탑승 선원 전원이 숨졌다.
4월 3일 천안함에서 시신 2구를 발견했는데, 그중 한 명은 남기훈 상사로 확인됐다. 4월 3일 실종자 가족 측이 실종자 수색 작업을 중단해달라는 요청을 했으며, 해군은 실종자 가족 측의 요청을 받아들였다.
그리고 4월 7일 함미 절단면에서 김태석 상사가 발견되었다.

### 기타 수색작업
30일, 백령도 용트림바위 앞 부표에서 목적이 알려지지 않은 수색 작업을 하던 UDT 대원 한주호 준위가 작업 도중 실신해 후송 치료 중 사망, 순직했다.

### 사망자 및 실종자, 생존자 명단

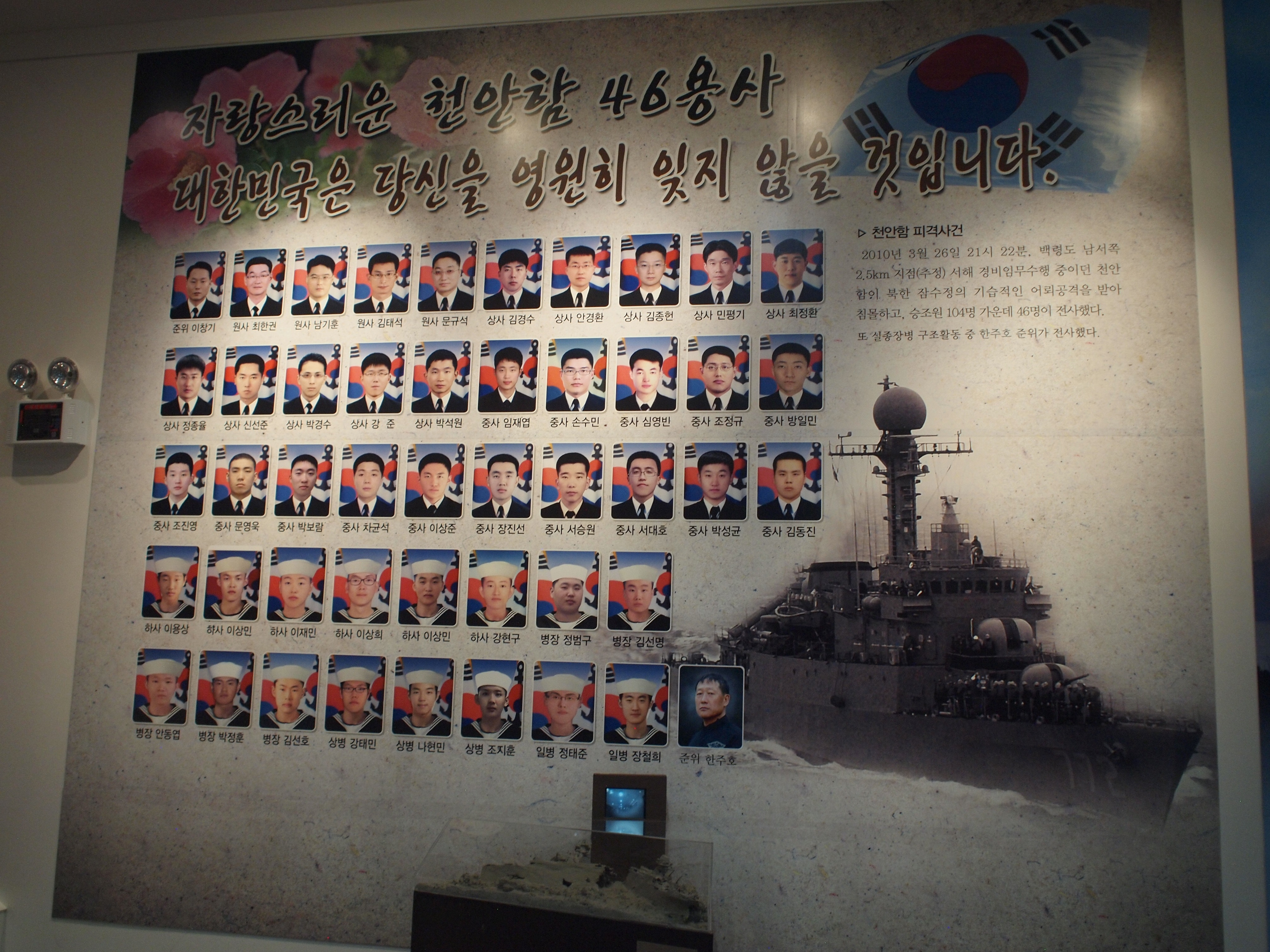
46용사를 설명하는 국립대전현충원의 보훈미래관 전시.

사망자와 실종자는 모두 1계급 특진과 화랑무공훈장이 추서되었다. 아래 목록은 모두 특진 후의 계급이다.
- 사망자 명단
  - 원사: 김태석(기관 조정실), 남기훈(원사, 상사 식당), 문규석(중사 휴게실)
  - 상사: 박석원(기관부 침실), 신선준(72포 하부 탄약고), 김종헌(후타실), 민평기(승조원 화장실), 강준(기관부 침실), 최정환(승조원 화장실), 정종율[65](기관부 침실), 안경환(기관부 침실), 박경수(승조원 화장실)
  - 중사(진): 임재엽(72포 하부 탄약고)
  - 중사: 방일민(승조원 식당-기관부 침실 통로), 서대호(승조원 식당-기 관부 침실 통로), 이상준(승조원 식당), 차균석(유도 행정실), 서승원(디젤 기관실), 조진영(기관부 침실), 손수민(승조원 화장실), 문영욱(제독소), 심영빈(승조원 화장실), 조정규(기관 창고), 김동진(후타실), 박보람(배 밖 연돌), 박성균(자이로실)
  - 하사: 이상민(1988년생, 승조원 식당), 강현구(기관부 침실), 이용상(후타실), 이상희(기관부 침실), 이상민(1989년생, 기관부 침실), 이재민(기관부 침실)
  - 병장: 안동엽(기관부 침실), 박정훈(기관부 침실), 김선명(기관부 침실), 김선호(후타실), 정범구(전기 창고)
  - 상병: 조지훈(승조원 화장실), 나현민(기관부 침실)
  - 일병: 장철희(기관부 침실)
- 실종자 명단 (사망했으나 시신 못 찾음)
  - 준위: 이창기
  - 원사: 최한권
  - 상사: 박경수(연평해전 생존자)
  - 중사: 장진선
  - 상병: 강태민
  - 일병: 정태준
- 생존자 명단
  - 중령: 최원일
  - 소령: 김덕원
  - 대위: 이채권, 박연수
  - 중위: 김광보, 정다운, 박세준
  - 상사: 김병남, 김덕수, 오성탁, 김수길, 허순행, 김정운, 강봉철, 오동환, 정종욱
  - 중사: 이광희, 김현래, 조영연, 손윤식, 송민수, 김현용, 김광규,
  - 하사: 홍승현, 육현진, 공창표, 이연규, 허향기, 진경섭, 배성모, 전승석, 함은혁, 박현민, 강은강, 정재환, 김효형, 김기택, 서보성, 정주현, 유지욱, 정용호, 라정수, 신은총, 김정원
  - 병장: 전준영, 최광수, 김용현, 강태양, 최성진
  - 상병: 안재근, 김윤일, 정현구
  - 일병: 김수철, 오예석, 황보상준
  - 이병: 이태훈, 전환수, 이은수

### 금양98호 침몰 사건
저인망어선 금양98호는 4월 2일 천안함 실종자 수색을 마치고 조업구역으로 복귀하던 중 서해 대청도 서쪽 55 km 해상에서 침몰해 탑승 선원 2명이 숨지고 7명이 실종됐다.
침몰 원인은 천안함 침몰 사건과 직접적인 연관은 없으며 캄보디아 선적 화물선 '타이요호(1천472t급)'와의 충돌 때문이다. 충돌한 뒤 달아난 혐의를 받고 있는 타이요호는 사고 당시 조타실을 비워둔 채 운항했을 것으로 추측되고 있다.
한편, 정부는 실종자수색작업에 참여했던 금양호 98호선원들에 대해 '의사자'지위를 부여할 수 없고, 의사자에 준하는 대우를 해주겠다고 밝혔다.
그러나 2011년 의사상자법이 개정되고 2012년 2월 5일 시행됨에 따라 2012년 3월 29일 열린 보건복지부 의사상자심사위원회에서 사망 및 실종된 금양호 선원 9명 전원을 의사자로 인정하였다.

### 실종자(사망자) 가족협의회
천안함 실종자 가족들은 2010년 3월 30일에 전체회의를 통해 46명의 천안함 실종 장병 가족당 1명씩의 대표를 뽑아 '천안함 실종자 가족협의회'(약칭 천실협)를 구성하였으며, 이 가운데 15 ~ 20명으로 실무단을 구성했다. 실종자 가족협의회는 발족 기자회견에서 △실종자 전원의 구조를 위해 마지막 1인까지 최선을 다할 것 △현재까지 진행된 해군과 해경의 초동대처 과정과 구조작업 과정에 대한 모든 자료를 공개할 것 △가족과의 질의응답 시간을 마련할 것 등을 해군에 요구했다. 실종자 가족협의회 대표는 고 최정환 중사의 매형 이정국 씨가 맡아 활동했다.
실종자 가족들은 이 사건에 대해 장교는 7명(중령1, 소령1, 대위2, 중위3) 전원 구조된 것에 대해 지휘책임 회피문제를 제기했다. 함장 최원일 중령은 “선체의 구조상 장교들이 머무는 작전상황실이 선두에 위치했고 선미만 가라앉은 사고였기 때문에 장교들은 모두 무사한 것이며 자신도 초계함이 침몰할 당시 약 5분 동안 함장실에 갇혀 있어서 부하들이 함장실 문을 부수고 나서야 함장실 밖으로 나왔는데 이때는 이미 선미부분이 침몰하고 난 이후였다” 고 진술했다.
최원일 중령이 작전상황도를 검토하고 있던 도중 사고가 발생하여 최원일 함장이 함장실에 갇혀 있게 된 것을 부함장 김덕원 소령이 부하들을 데리고 와서 문을 부수고 최원일 중령을 구조하도록 지시하였다. 또한 당시 초계함의 모든 전력이 차단되어 정전상태였기 때문에 함장인 최원일 중령은 자신의 휴대전화를 이용하여 사고상황을 상부에 보고했다.
천안함 실종자 가족협의회는 2010년 4월 21일에 평택 제2함대 사령부에서 가진 기자회견에서 가족 전체회의를 통해 직계 가족으로 이뤄진 새 가족대표단 '천안함 전사자 협의회'(약칭 천전협)로 전환했다고 밝혔다. 새로 조직된 천전협은 천안함 희생·실종자 가족당 직계가족 1명씩이 대표로 참여해 모두 46명으로 구성됐으며, 실무단을 따로 뽑지는 않았다. 천전협과 함께 5인으로 구성된 장례위원회가 구성되어서 군과 장례절차를 협의하였다.

### 영결식
2010년 4월 29일, 천안함 희생 장병 46명의 영결식이 거행되었다. 이 날 영결식에는 2800여 명이 참석해 천안함 장병들을 애도했다. 해군 제2함대 사령부 인근의 원정초등학교는 영결식이 열린 4월 29일 오전 10시를 기해 전교생이 묵념을 올렸다. 원정초등학교에는 천안함 희생 장병의 일부 자녀들도 재학 중인 것으로 알려졌다.
영결식은 국기경례 → 묵념 → 경위보고 → 화랑무공훈장 추서 → 조사 → 추도사 → 종교 의식 → 주요 인사 헌화 → 조총 발사 순으로 진행되었다. 희생 장병 46명(산화자 6명은 유품)은 국립대전현충원의 사병3묘역에 안장되었다. 또한 인근에서 수색작업을 벌이다 사망한 한주호 준위도 묘역 인근에 안장되었다.

## 침몰 원인

### 합동 조사단의 조사 결과

천안함의 절단 부위

2010년 5월 20일 민군 합동조사단은 (조사단 운영 2010년 3월 31일 ~ 2010년 5월 20일), 인양한 함수, 함미 선체의 변형형태와 사고 해역에서 수거한 증거물들을 조사한 결과, 천안함은 조선민주주의인민공화국에서 제조한 감응어뢰의 강력한 수중폭발에 의해 선체가 절단되어 침몰하였다고 최종 발표하였다. 민군 합동조사단은 한국측 10개 전문기관의 전문가 25명과 군 전문가 22명, 국회추천 전문위원 3명, 미국·호주·영국·스웨덴 등 4개국 전문가 24명으로 구성되었다. 이들은 과학수사·폭발유형분석·선체구조관리·정보분석의 4개 분과로 나누어 조사하였다.

#### 근거
- 선체손상 부위를 정밀계측하고 분석해 보았을 때, 충격파와 버블효과로 인하여, 선체의 용골이 함정 건조 당시와 비교하여 위쪽으로 크게 변형되었고, 외판은 급격하게 꺾이고 선체에는 파단(破斷)된 부분이 있었다.
- 주갑판은 가스터빈실내 장비의 정비를 위한 대형 개구부 주위를 중심으로 파단되었고, 좌현측이 위쪽으로 크게 변형되었으며, 절단된 가스터빈실 격벽은 크게 훼손되고 변형되었다.
- 함수, 함미의 선저가 아래쪽에서 위쪽으로 꺾인 것도 수중폭발이 있었다는 것을 입증한다.
- 함정 내외부의 표면을 면밀히 조사한 결과, 함정이 좌우로 심하게 흔들리는 것을 방지해주는 함안정기에 나타난 강력한 압력흔적, 선저부분의 수압 및 버블흔적, 열흔적이 없는 전선의 절단, 가스터빈실 선체에 나타난 구형압력흔적 등은 수중폭발에 의한 강력한 충격파와 버블효과가 함정의 절단 및 침몰의 원인임을 알려주고 있다.
- 생존자와 백령도 해안 초병의 진술내용을 분석한 결과, 생존자들은 거의 동시적인 폭발음을 1~2회 청취하였으며, 충격으로 쓰러진 좌현 견시병의 얼굴에 물이 튀었다는 진술과, 백령도 해안 초병이 2~3초간 높이 약 100m의 백색 섬광 불빛을 관측했다는 진술 등은 수중폭발로 발생한 물기둥현상과 일치하였다.
- 부상자 상태와 시체검안 결과 파편상과 화상의 흔적은 발견되지 않았고, 골절과 열창 등이 관찰되어 충격파 및 버블효과로 나타날 수 있는 현상과 일치하였다.
- 한국지질자원연구원의 지진파와 공중음파를 분석한 결과, 지진파는 4개소에서 진도 1.5규모로 감지되었으며, 공중음파는 11개소에서 1.1초 간격으로 2회 감지되었다.
- 지진파와 공중음파 폭발원은 동일하였으며, 수중폭발에 의한 충격파와 버블효과의 현상과 일치하였다.
- 1차 미국 측의 선체 변형 형상 분석 결과 수심 약 6~9m, 가스터빈실 중앙으로부터 좌현 3m 위치에서 총 폭약량 TNT 200~300 kg 규모의 폭발이 있었던 것으로 판단되었고, 2차 한국 정부의 시뮬레이션 결과는 동일 지점에서 총 폭약량 TNT 250~360 kg 규모의 폭발이 있었던 것으로 분석되었으며 영국 정부 대표도 함께 참여하였다.
- 백령도 근해 조류를 분석해 본 결과, 강한 조류로 인해 기뢰부설은 제한되는 반면, 어뢰 발사에는 영향이 미약한 것으로 판단하였다.
- 폭약성분 분석 결과 HMX는 연돌·함수절단면 등 28개소에서, RDX는 연돌·해저 토양 등 6개소에서, TNT는 함안정기 등 2개소에서 각각 검출됨으로써 HMX, RDX, TNT가 혼합된 폭약성분임을 확인하였다.

##### 증거물
침몰해역에서 프로펠러, 추진모터, 조종장치 등이 수거되었고, 이는 어뢰의 추진동력부로서 결정적인 증거물이다.
- 조선민주주의인민공화국 해외로 수출할 목적으로 배포한 어뢰 소개 자료의 설계도에 명시된 크기와 형태가 일치하였으며, 추진부 뒷부분 안쪽에 “1번”이라는 한글 표기는 대한민국이 확보하고 있는 북한의 어뢰에 “4호”라고 표기된 표기방법과 일치한다. 당시 일부 인사들과 인터넷 등에서 북한에서는 1번이라는 표현을 사용하지 않는다고 주장하였으나, 최근 장성택의 처형사건에서 1번이라는 표현을 쓰는 것으로 확인되었다.[80]
- “1번이란 글씨는 제조과정에서 기술자들이 써놓은 것으로 보인다”면서 “완성품은 알루미늄 외피로 싸여 있어 이를 사용하는 북한군은 내부에 글씨가 있는지 몰랐을 것”이라고 말했다.[81]2010년 6월 29일, 1번이라는 글자는 청색 유성 매직이며, 솔벤트 블루5 색소로 만든 것이라고 밝혔다.
- 현장에서 수거된 어뢰 추진 프로펠러와 침몰한 천안함의 금속 부분의 부식 정도가 거의 비슷한 상태인 점도 어뢰 추진체가 함수와 비슷한 기간 동안 바다 속에 잠겨 있었다는 증거가 된다.[82]
- 서해에서 끌어올렸다는 어뢰 부품에서 동해안 멍게 유생이 발견되었다는 기사가 오마이뉴스를 통하여 제기되었으나, 조사 결과 해당 물체는 멍게 유생은 물론 생물체가 아니었음이 밝혀졌으며 오마이뉴스는 이에 대해 사과하였다.[83]
- 2010년 6월 29일 합동조사단은 증거물로 제시한 CHT-02D 어뢰의 설계도는 CHT-02D의 설계도가 아니라 실제로는 이와 다른 별개의 북한 중어뢰인 PT-97W 어뢰의 설계도였다고 밝혔다.[84] 5월 20일 공식 발표 때 총 3종의 CHT-02D 도면이 발표되었으며, 그 중 실물 크기의 수미터 도면이 잘못 발표되어 추후 실물 크기의 CHT-02D 도면을 다시 발표하였다.
- 어뢰 표면에 붙은 흡착물을 조사해 본 결과 폭발이었으면 알루미늄 산화물이었어야 하는데 물 속에서 오랫동안 천천히 녹이 슬었을 때 만들어지는 수산화물이었다.
- 6월 22일 국방부는 "천안함을 공격한 어뢰와 동일 기종으로 지목한 북한제 어뢰를 홍보하는 카탈로그에 북한의 국가명이 표기됐다"며, “북한제 어뢰를 홍보하는 카탈로그에 ‘조선민주주의인민공화국에서 보증한다’는 문구가 명기돼 있다”고 말했다. 또한 “이로 미뤄볼 때 카탈로그가 북한 정부가 제작한 게 확실하다”고 말했다.[85]

##### 다국적 연합정보분석
다국적 연합정보분석TF의 확인 결과는 다음과 같다.
- 황해의 조선민주주의인민공화국 해군기지에서 운용되던 일부 소형잠수함정과 이를 지원하는 모선이 천안함 공격 2~3일전에 황해 조선민주주의인민공화국 해군기지를 이탈하였다가 천안함 공격 2~3일후에 기지로 복귀한 것이 확인되었다. 주변국의 잠수정들은 자국의 모기지 주변에서 활동
- 5월 15일 폭발 지역 인근에서 쌍끌이 어선에 의해 수거된 어뢰의 부품들(각 5개의 순회전 및 역회전 프로펠러 추진모터와 조종장치)은 북한이 해외로 무기를 수출하기 위해 만든 북한산 무기소개책자에 제시되어 있는 CHT-02D 어뢰의 설계 도면과 정확히 일치한다.
- 이 어뢰의 후부 추진체 내부에서 발견된 “1번”이라고 잉크로 쓰여진 한글 표기는 대한민국이 확보하고 있는 또 다른 북한산 어뢰의 표기방법(4호)과 일치한다.
- 러시아산 어뢰나 중화인민공화국산 어뢰는 각기 그들 나라의 언어로 표기한다. 북한산 CHT-02D 어뢰는 음향항적 및 음향 수동추적방식을 사용하며 직경이 21인치이고 무게가 1.7톤으로 폭발장약이 250Kg에 달하는 중어뢰이다.
- 조선민주주의인민공화국의 소형잠수정 및 음향/항적추적 어뢰 수출사실 및 시험발사 확인

#### 결론
침몰해역에서 수거된 어뢰 추진동력장치와 선체의 변형형태, 관련자들의 진술내용, 부상자 상태 및 시체검안, 지진파 및 공중음파 분석, 수중폭발의 시뮬레이션, 백령도 근해 조류분석, 폭약성분 분석, 수거된 어뢰부품들의 분석 결과에 대한 국내·외 전문가들의 의견을 종합한 대한민국 국방부 합동조사단의 조사결과는 다음과 같다.
- 북한의 소형 잠수함정에서 발사된 250kg급 감응어뢰 ‘CHD-02D’에 의해 천안함 피격
- 천안함은 어뢰에 의한 폭발로 발생한 충격파와 버블효과에 의해 절단되어 침몰했다.
- 폭발위치는 가스터빈실 중앙으로부터 좌현 3m, 수심 6~9m정도이다.
- 무기체계는 북한에서 제조한 고성능폭약 250kg규모의 CHT-02D 어뢰로 확인되었다.

천안함 침몰사건 합동조사결과 보고서 PPT.1

천안함 침몰사건 합동조사결과 보고서 PPT.2

#### 의문점에 대한 반론
| 구분                                    | 의문점 | 합조단, 국방부의 반론 |
| --------------------------------------- | --- | --- |
| 잠수정의 크기                           | 조사단은 130t급 연어급 잠수정이 1.7t급 중어뢰로 공격하였다고 밝혔으나, 기술적으로 연어급 잠수정에 중어뢰를 탑재할 수 없다는 주장이 많으며, 가능하다고 해도 그런 무거운 중어뢰를 탑재하고도 해류가 강한 침몰 해역까지 다가와 단 번에 초계함을 두 동강내고도 전혀 탐지되지 않은 점이 의문으로 제기되었다. | 하지만 몇몇 군 전문가들은 연어급 잠수정도 중어뢰를 충분히 탑재, 발사할 수 있다고 반박했다. 또한 천안함 피격사건 전·후에 한·미 연합정찰자산을 활용하여 북한 잠수정 기지를 지속 감시하였으나, 기지가 구름에 차폐되었고 또한 북한 잠수정이 공해 외곽 수중으로 은밀히 침투했기 때문에 식별하지 못하였다고 밝혔다. |
| 1번 글씨                                | 조선민주주의인민공화국이 자신들의 소행임이 들통나도록 '1번'이라고 써놓은 점은 가장 대표적인 의문점으로 꼽힌다. 또한 소금물에 2개월 가까이 담겨져 있었는데도 불구하고 잉크가 그렇게 온전 할 수 있는가에 대한 의문이 제기된다. 또한 조선민주주의인민공화국은 '노동 1호'처럼 '번' 대신 '호'를 자주 써왔으며, 실제로 합동조사단이 7년 전 수거한 조선민주주의인민공화국의 어뢰에도 '4호'라고 써있었기 때문에 '1번'이 조선민주주의인민공화국의 표기방식이 맞느냐에 대한 의문이 제기되었다. 이러한 의혹들을 근거로 네티즌들은 아이폰에 1번을 써놓고 북한산이라고 하는 등 패러디를 양산해냈다. 국방부가 '어뢰 폭발부와 추진체가 거리가 있기 때문에 열이 전달되지 않았다"는 해명에 대해서도 이승헌 버지니아대학교 물리학과 교수는 "실제 360kg의 폭약이 터진 상황을 가정해 계산해보면 어뢰추진체의 길이보다 훨씬 긴 반경 7m 이내의 온도는 수천도에 달하기 때문에 1번 표식은 당연히 탔을 것"이라고 지적했다. 또한 250kg의 화약이 폭발할 시 약 섭씨 300도에서 1000도에 가까운 열을 발생시키는데, 끓는 점이 150도 정도인 잉크가 타버리거나 증발하지 않은 것도 의문점으로 꼽힌다. 이승헌 버지니아대학교 물리학과 교수는 "어뢰 추진체의 표면이 녹이 슬어 있었다. 그건 폭발이 나서 어뢰 밖에 칠해져 있던 페인트가 타 버렸다는 것이다. 잉크보다 비등점이 높은 페인트가 탔는데 잉크가 하나도 타지 않고 선명하게 남아있을 수는 없다."고 주장했다. 또한 수중의 폭발로 인하여 열이 제대로 전달되지 않기 때문에 1번 글씨는 타버리지 않았다는 조사위원회의 반박에 대하여 서재정 미국 존스홉킨대 정치학 교수는 어뢰의 추진부에 칠해져 있던, 유성 잉크보다 비등점이 높은 페인트가 타버린 점을 들며 조사위원회의 반박이 신빙성이 없음을 주장하였다. 북한 정부도 '1번' 대신 '1호'라고 쓴다고 공식적으로 반박하였다. 연평도 포격 사건에서 발견된 포탄에서 ①이라고 쓴 숫자가 타지 않아 '천안함 타격 어뢰에 적힌 '1번'도 북한의 글씨'라는 국방부의 주장에 대해서도 반박이 이어졌다. 검증 결과 어떤 결론이 나든 그것은 '1번 표기 논란'과 관련한 결론일 뿐인데도 국방부 일각과 일부 언론은 '1번이 타지 않으면 국방부가 전부 맞다'는 주장을 퍼뜨리고 있다는 것이다. 또한 지상과 수중이라는 폭발환경과 폭발력의 차이 등도 무시한 채 단순 비교해 국방부가 낸 입장은 '정치적 접근'이라는 의심을 피할 수 없다는 지적이 제기됐다. | 그러나 탈북자의 증언에는 "(북한의)군수공장에서 무기를 식별하기 위해 페인트로 ‘몇 번’ 이렇게 표기를 하기도 한다”고 말했으며 국방부는 잉크의 성분이 물에 쉽게 분해되지 않는 유성 잉크나 유성 페인트로 쓰여졌기 때문이라고 설명했다. 또한 합조단측은“수중에서 어뢰가 폭발하면 추진체 모터와 프로펠러 부위는 매우 빠른 속도로 30~40m 뒤로 밀려난다”며 “이 때문에 추진체 부분이 비교적 온전하게 남을 수 있고, 온도도 올라가지 않아 ‘1번’ 글씨도 남을 수 있는 것”이라고 말했다. 그는 “‘1번’이 쓰인 금속판은 프로펠러 바로 앞에 있는데, 이 프로펠러를 코팅한 부위도 지금 온전히 그대로 남아있다”고 말했다. 또한 국방부는 부식흔적으로 알려진 곳의 상당 부분은 부식이 아니라 폭발당시 흡착된 알루미늄 성분이며 탄두로부터 글자가 적힌 추진체까지는 5미터라는 거리가 있고 특히 글씨는 바닷물이 차 있었던 부분이라 타지 않는다고 설명했다. 또 1번이 적힌 부분은 강철 재질에 부식 방지용 페인트를 칠해 녹이 슬지 않았다고 밝혔다. 송태호 카이스트 교수는 어뢰 폭발 후 버블이 단열 팽창하면서 급격히 온도가 낮아지고, 폭발 후 0.05초 후에는 도장면에 열손상을 일으킬 수도 없는 낮은 온도(약 130˚C)로 급속히 냉각되며 0.1초가 지나면 28˚C까지 내려간다며, 어떠한 극단적인 경우라고 하여도 어뢰추진부의 온도는 기껏 20˚C(이후 20도) 이상 올라 갈 가능성은 전혀 없다"고 말했다. 폭발 후 제반 현상이 일어나는 실제 시간은 1초 이하로 너무나 짧아서 이 동안에는 전면의 아주 작은 온도 변화마저도 후면까지 미처 전달되지 못한다"면서 "이것은 석고보드 윗면에 뜨거운 불길이 잠시 스쳐 지나갈 때 아랫면에서는 아무런 열기를 느낄 수 없는 것과 같다"고 말했다. 송 교수는 열 온도 계산에 필요한 복잡한 수식을 제공하고 있으나 기초적인 열전달을 배운 사람은 누구나 이해할 수 있는 정도의 수준이라고 밝혔다. 어뢰에 적힌 1번이라는 글자를 적은 청색 유성 매직은 솔벤트 블루 5 색소로 만들어졌으며 이는 유성매직에서 일반적으로 사용되는 성분으로 알려졌다. 이후 2010년 11월 23일 북은 연평도를 포격했는데 연평도에서 발견된 122mm 방사포탄 노출 부분에서 ①이라는 숫자가 발견됐고 대한민국 국방부는 천안함을 타격한 어뢰에 표기된 1번과 방법이 유사했다"고 밝히며 근거를 추가로 들었다. 국방부는 이어 "북한이 그동안 무기에는 기계로만 글씨를 새긴다든지, 글씨가 고열에 녹아서 없어져야 한다든지 하는 어뢰조작 주장은 허위임이 명백히 밝혀졌다"고 주장했다. |
| 물기둥                                  | 국방부는 최초 물기둥이 없었다고 했던 발표를 뒤집고, 100m짜리 물기둥에서 물방울정도만 튀었다고 진술을 번복한 점과 해병대 초병이 물기둥을 봤다는 진술이 있었지만 이마저도 '백색 섬광'이었다는 진술로 밝혀져 물기둥이 정말 맞느냐는 의문이 제기되었다. 또한 천안함 사고 지점이 잘 보이는 곳에 초소가 두 곳이 있었는데도 불구하고 초병들은 물기둥을 보지 못했다고 진술했으며, 백색 섬광도 천안함 사고 지점과 85도 다른 방향인 것으로 드러났다. 초병은 천안함 사고 지점이 꽤 잘 보이는 곳이라고 진술했으며 초병에 대해 거짓말 탐지기까지 동원했으나 거짓말 정황은 포착되지 않았다. 초병의 진술을 밝히지 않다가 두 달이나 지나서 발표한 것에도 의문이 제기된다. 당시 천안함 밖에 있던 사람은 좌현 견시병과, 우현 견시병 뿐이며, 이들을 포함한 생존자들은 물기둥을 본 사람이 없다. | 물기둥과 관련하여 어뢰가 수중에서 폭발하게 되면 충격파와 버블이 발생하게 되고, 이 버블이 붕괴되면서 버블제트 즉, 물기둥 현상이 나타나게 된다. 이와 관련, 국방부는 "초병들의 하얀색 섬광 불빛 관측, 좌현 견시병 얼굴에 물방울 튐, 생존자들의 현창에 물 고임 목격 등을 물기둥 현상으로 추정하였다"고 밝혔다. 또한 "천안함 침몰 당시 야간이었고 해무로 인해 시정 500m 이내로 시계가 좋지 않아 약 3km 떨어진 침몰지점에서 나타난 현상에 대하여 2～3초간의 짧은 시간에 착오가 있을 수 있다는 점도 참고하였다"고 밝혔다. |
| 잠수함의 이동경로                       | 합동조사단은 "공해의 수중을 통해 외곽에서 우회해 잠입한 뒤 야간에 사고 현장에서 대기하고 있다가 천안함을 타격하고 신속히 현장을 이탈해서 잠입했던 경로로 되돌아갔다"고 밝혔으나, 북한이 사전에 도발지점을 정찰했다는 보고는 없는 것으로 밝혀졌으며, 사고 당일 대청도 남쪽 해상에 고속정과 속초함, 그리고 천안함보다 탐지 능력이 뛰어난 P3C와 링크스헬기, 그리고 주한미군이 보유한 U-2 정찰기, 미군 정찰위성등이 있었고, 천안함 사고 해역에서 약 120km 떨어진 곳에서 한국과 미국의 대잠 훈련이 있었으며,사고 해역이 잘 보이는 곳에 초소가 있었던 것도 언론의 취재 결과 추가로 드러났고, 천안함에 잠수함의 움직임을 포착할 수 있는 음파 탐지기인 소나(sonar)까지 모든 군사 탐지 시스템에 포착되지 않으면서도 단 한 방의 어뢰로 천안함을 두동강 내 흔적도 없이 퇴각했다는 것에 대한 의문이 제기되었다. 또한 사고 당시 서해안의 수심은 45m가량이었으며 이 정도 수심에서는 잠수함 운영이 매우 어렵다는 점도 지적되었다. 일각에서는 북한이 고도의 기술력이 필요한 '스텔스' 잠수함을 이용했다는 설도 제기하지만, 전 세계적으로 스텔스 잠수함은 건조된 바가 없는 것으로 알려졌다.이러한 근거들 때문에 북한의 타격이 정말 맞다면 북한 잠수정의 기술력은 미국을 능가하는 세계 최고 수준이라는 주장도 제기된다. | 감사원의 감사결과 천안함은 어뢰 탐지 불능의 소나를 장착하고 있었음이 확인되었으며, 이 때문에 탐지하지 못했다고 반박했다. |
| 생존자들의 부상과, 온전한 시신들의 상태 | 합동조사단은 천안함의 좌현 약 3m 위치에서 총폭발량 200~300kg의 폭발하였다고 밝혔지만 사체검안결과 파편상과 화상의 흔적 등이 전혀 없었다. 또한 천안함을 두동강 낼정도의 강력한 폭발이었는데도 불구하고 생존자들은 고막파열이나, 중상을 입은 사람이 한 명도 없었다는 점도 의문으로 제기된다. 희생자 40명에 대한 부검 결과 전부 익사로 추정된다는 보고서가 제출되었다. 카이스트 신영식 교수는 "어뢰가 폭발할 경우 100G가량의 중력가속도가 더해진다"며 그렇게 되면 생존자들이나 시신들에 큰 훼손이 있어야 한다고 주장했다. | 합동조사단은 천안함 생존·사망 장병의 신체상태를 보면 골절, 열창(부딪혀서 찢겨지는 상처), 타박상 등으로 이는 외부폭발 중 수중폭발로 발생한 충격파와 버블효과로 인해 나타나는 현상과 일치하다고 반박했다. 중상자 8명은 요추골절상, 늑골골절상(2명), 우쇄골 골절상, 경추골절상, 대퇴부 골절상 및 요추골절상(2명)이며, 수습된 시신 40구에서도 골절, 열창, 타박상 등이 관찰되었다. |
| 기술력                                  | 조선민주주의인민공화국의 기술력으로는 버블제트 어뢰를 제작할 수 없으며, 독일제 어뢰를 사용한다고 하더라도 조선민주주의인민공화국의 잠수정과 호환이 되지 않을 가능성, 호환이 된다 하더라도 독일제 어뢰는 장보고함 209급처럼 1200톤급에만 장착이 가능하다는 점 때문에 정말 버블제트 어뢰를 사용한 타격이 맞는지 의문이 제기된다. | 해군관계자는 버블제트는 감응식 센서가 장착된 어뢰로 덩어리 폭약이 300 kg 정도만 넘으면 발생한다.고 밝히고 북한은 탄도미사일을 개발할 능력을 보유하고 있기 때문에 감응식 센서도 어려운 기술이 아니라고 밝혀 버블제트 어뢰가 최신형이라서 북한이 보유하지 못하고 있으리라는 관측을 반박했다. |
| 선체 안의 상태                          | 합동조사단의 발표대로 버블제트 어뢰로 인해 200~300 kg 규모의 폭발이 3~6m 거리에서 선체가 두 동강이 날 정도의 충격을 받았다면 선체 곳곳에 충격의 흔적이 있어야 하지만 그런 흔적이 거의 없고, 심지어 탄약고에 있던 탄약들마저 그대로 정렬되어 있어 어뢰의 폭발을 받은 것이 맞는지 의문이 제기된다. 국방부는 처음 탄약고에 손상이 없다고 했으나 '충격파로 두 동강 났는데 손상이 없다는 게 말이 되냐'는 지적이 잇따르자 "하역해서 (가지런히) 정리했다"고 말을 바꾸기도 했다. 또한 폭발지점에서 형광등이 깨지지 않은 점도 의문으로 제기된다. | 국방부는 형광등에 대한 기본상식이 없이 작성된 기사라며 "형광등은 본체(Body)와 전구로 구성되며, 충격 성능 시험 시 본체와 전구를 합체하여 실시하고 있습니다. 즉, 본체는 일정 충격으로부터 전구를 보호토록 특수제작되고 전구 자체는 일반 전구가 사용되는 것"이라고 해명하였으나, 참여연대는 일반전구가 사용된 것 같다고 주장했다. |
| 어뢰파편                                | 선체에서도 화약 성분이 검출됐다고 하였으나, 정작 어뢰 파편에서는 화약 성분이 검출되지 않았다는 점도 의문으로 제기된다. | 군 관계자는 “선체 100여곳에서 폭약 성분을 채취했지만 매우 적은 양이었고, 어뢰추진체는 선체에 비해 접촉면이 작아 검출이 거의 되지 않았다”고 해명했다. “지상폭발의 경우, 폭약이 검출될 수 있지만 해저에서 폭발흔적을 발견할 가능성은 희박하다”며 “선체에서 미량이지만 검출될 수 있었던 것도 굉장히 넓은 면이었기 때문에 가능했다. 어뢰의 상당히 작은 조각에서 화약성분을 찾기란 사실 기대하기 힘들고 못 찾은 게 당연하다”고 말했다. |
| 흡착물의 성분                           | 어뢰에 반드시 알루미늄이 포함되게 되는데, 어뢰 파편 및 선체에서 나온 흡착물을 엑스선 회절기로 분석한 결과 알루미늄이 검출되지 않았다. 합동조사단은 이에 대해 "어뢰가 폭발할 경우 알루미늄이 폭발과 냉각을 거치면서 비결정질 알루미늄 산화물로 바뀌었고, 이 비결정질 산화물은 에너지 분광기에서는 알루미늄으로 인식되지만 엑스선 회절기 분석에서는 알루미늄으로 나타나지 않는다"고 밝히며 어뢰에 대한 폭발이 맞다고 결론지었다. 하지만 이승헌 버지니아대학교 물리학 교수는 "알루미늄이 100% 산화될 확률은 0%에 가깝고, 그 산화된 알루미늄이 모두 비결정질로 될 확률 또한 0%에 가깝다"고 반박했다. 이 근거는 어뢰폭발에 의한 것이라는 중요한 근거로 인용되어 왔기 때문에 논란이 커졌고, 합동조사단의 분석이 잘못된 것이라는 주장이 제기되었다. 이승헌 교수는 이를 논문으로 작성하여 국제 연합에 제출했다고 밝혔다.합조단의 반박에 대해서도 이승헌 교수는 "합조단의 주장이 맞다면 같은 말만 하지 말고 알루미늄 판재를 쓰지 않은 상태로 제3자가 보는 자리에서 실험을 다시 하여 나온 폭발재에 알루미늄이 안 나타난다면 합조단의 말을 믿겠다"고 반박했다. 알루미늄 성분 검출에 대해서도 "흡착물 원소 중에서 알루미늄에 비해 훨씬 적게 들어 있는 규소(Si)도 XRD 데이터에 산화규소(SiO2) 형태로 보이는데 그토록 많은 알루미늄이라면 XRD에서 당연히 보여야 한다"고 주장했다. 이 외에도 미국물리학연구소가 발행하는 학술지에 1994년 실린 논문에서도 "폭발 후에는 '결정질 알루미늄산화물'과 'γ 결정의 흔적이 나타나는 비결정질 알루미늄산화물이 나타났다"고 발표된 바 있으며, 크리스티앙 바르젤박사의 논문에서도 "섭씨 350도 이상의 고온에서는 결정질 알루미늄산화물이 나온다"다는 부분을 인용하며 국방부의 반박을 재반박했다. 캐나다의 매니토바대학교 지질과학과 양판석 박사도 "흡착물은 폭발에서 예상되는 Al2O3(알루미늄 산화물)이라 할 수 없으며 이 물질들이 진정 무엇인지는 합동조사단이 밝혀야 한다"며 합조단의 조사 결과에 의문을 제기했다. 이후 KBS에서 방송된 추적60분에서 새로운 보도가 나왔다. 흡착물질 전공 안동대학교 정기영 교수가 민주노동당 이정희 의원에게서 받은 흡착물질을 실험한 결과 알루미늄 산화물이 아니라, 섭씨 100도 이하에서 생생된 '황산화 수화물'인 것으로 드러났다. 또한 폭발시 나타나는 입자상태가 아니라 용액 상태로 침전 후 성장한 것으로 분석됐다. 이에 대해 국방부에 묻자 이러한 결과가 나올 것에 대해 예상하고 있었으며, 알루미늄 산화물이라는 명칭을 통칭적으로 사용했다고 밝혔다. 그러나 알루미늄 폭발이 있을 경우 황산화 수화물이 나온다는 연구결과가 있냐고 묻자 없다고 답변하며 모순된 모습을 보이기도 했다. 익명의 합조단 관계자는 폭발재가 황산염이라는 것을 알고있었으며, "그렇게 결론이 날 수밖에 없던 상황이었다."며 조사 결과가 의도적으로 이루어졌음을 시인했다. 국방부는 그럼에도 불구하고 재조사에 대해서는 부인하는 모습을 보였으며, 이에 대해 천안함 언론검증위는 "산화물은 근거 문헌이 있지만 수화물은 근거 문헌이 없다. 폭발재라고 말할 수가 없는 것인데, 어떻게 그런 논리가 안되는 말을 하면서 재실험은 자존심 상한다고 할 수 있느냐"라고 비판했다. | 국방부는 알루미늄이 포함된 폭약의 폭발현상은 3000°C이상의 고온과 20만 기압 이상의 고압에서 수만~수십 만분의 1초 내에 이루어지는데 이승헌 교수의“전기로실험으로는 이와 같은 극한상황의 화학반응을 일으킬 수가 없기 때문에 비결정질의 알루미늄산화물이 생성될 수 없으므로 비교될 수 없는 실험”이라고 반박하고 알루미늄은 이러한 극한상태에서 화약내 산소성분과 급격히 반응하여 대부분 비결정질의 알루미늄산화물이 된다”고 설명했다. 이 교수의 실험은 고온 고압과 수만분의 1초에서 이뤄지는 폭발 환경을 재현하지 못하고 단순히 온도만 올려 실험했기 때문에 알루미늄이 부분적으로만 산화된다는 정반대의 결과에 도달했다는 것이다. 이승헌 교수의 반박에 대해서도 국방부는 블로그를 통해 양판석교수가 사용한 NIST DTSA-II 프로그램을 사용하면 동일물질일지라도 시료물질의 형상(괴상, 막, 입자)과 두께에 따라 산소:알루미늄 성분비가 달라지므로 정량적인 계산이 불가능하며 합조단에서 분석한 흡착물질의 XRD데이터에는 결정 피크가 보이지 않아 깁사이트 (수산화 알루미늄(Al(OH)3))가 아니며 함미스크류와 연돌에서 발견된 퇴적물을 XRD분석한 결과 깁사이트는 검출되지 않았다고 재반박했다. KBS 《추적 60분》의 보도에서 흡착물의 성분이 '알루미늄 황산화 수화물'로 나타난 것에 대해서도 흡착물질과 관련하여 여러 학자들이 물질의 성분에 대하여 각각 상이한 주장을 하고 있으나, 보다 중요한 것은 흡착물질이 7.8km나 멀리 떨어져 발견된 함미,함수,연돌,어뢰추진동력장치 등에서 각각 발견되었고, 분석결과 어떠한 물질이든지 간에 구조 및 성분이 동일하다는 점이 어느 순간 4개 물체가 같은 장소에 있었다는 명확한 증거로, 이는 어뢰에 의한 외부 폭발로 천안함이 침몰되었음을 확실시 하는 것이라고 밝혔다. 따라서 KBS추적 60분 측이 인터뷰시 ‘천안함이 북한의 어뢰공격으로 침몰하였다’는 것을 인정하였듯이 공개적으로 천안함의 침몰 원인을 인정하고 원인과 관계없는 지엽적인 논란은 과학자나 연구자의 몫으로 돌리는 것이 바람직하다고 말했다. |
| 기름냄새                                | 생존자들은 대부분 쾅 하는 소리와 함께 기름냄새를 맡았다고 하는데 대부분의 승조원들이 기름냄새를 맡으려면 사고 시각 이전부터 이미 기름이 새고 있었어야 한다는 주장이 제기되었다. 이종인 알파잠수기술공사 대표는 "사고초기 또는 동시에 기름냄새를 맡았다는 것은 자기가 위치하고 있는 곳이 통풍된 상태라는 것이고, 이는 이미 기름이 함체 주위에 광범위하게 퍼져있다는 뜻"이라고 말했다. 이후 취재결과 사고지역에 거주하는 주민들도 기름냄새를 광범위하게 맡았으며, 기름띠를 제거하는데도 3일이 걸렸다고 진술하면서 논란이 커졌다. | |
| 스크류                                  | 천안함은 스크류가 휘어진 상태로 발견되었다. 이에 대해 합동조사단은 "어뢰 폭발로 급정지하면서 이른바 '관성력' 때문에 스크루가 휘어진 것"이라고 발표하였으나 이에 의문을 품은 언론단체들이 시뮬레이션을 통해 검증한 결과 스크류가 갑자기 멈출 경우 반대로 휘어지는 것을 확인했다고 밝혔다. 이를 근거로 합조단에 해명을 요구한 결과 합조단도 자신들의 분석이 잘못되었음을 시인했다. 전직 해군 장교들은 언론과의 인터뷰에서 "경험에 비춰볼 때 스크루가 돌고 있는 상황에서 뻘에 닿으면 천안함과 비슷하게 휘어지는 현상을 보인다"고 지적했다.천안함 최종 보고서에서도 이 부분에 대한 명확한 해명이 없어 의문으로 남게 되었다. 국방부에게 의뢰받은 충남대 교수는 "좌현 쪽이 우현보다 빠져나올 때 속도가 느려 힘이 적게 가해진 것 같다"라고 말했으나, 표현이 모호하다는 지적을 받았고, 명확한 해명은 보고서에 기재되지 않았다. | 국방부는 이에 대해서 프로펠러 변형은 폭발 시 충격력이 감속기어를 손상시켜 프로펠러가 급정지하면서 발생한 관성력과, 추진축이 함미로 밀리면서 발생한 관성력 등 복합적인 작용에 의해 발생한 것으로 추정되며 좌초나 충돌이어도 천안함 프로펠러는 동일한 방향으로 회전하면서 전진과 후진이 가능하기 때문에 좌초 및 충돌이 발생하더라도 프로펠러의 날개(5개) 끝단부가 안쪽으로 동일하게 오그라든 형태의 변형은 발생할 수 없다고 밝혔다. 또 그 증거로 우현 감속기어의 검사결과 디젤엔진, 감속기어간 연결되어 있어 정상 작동 중이었음이 확인되었으며 좌․우현 방향타(Rudder) 모두 직진 위치에 있었기 때문에 우현 프로펠러는 피격 전까지 정상 작동 중이었으며, 천안함 피격된 시점에 변형이 발생한 것으로 판단할 수 있다는 결론을 냈다. |
| 지진파                                  | 천안함 사고 당시 리히터 규모 1.5의 지진파가 감지됐다. 하지만 이에 상응하는 폭발음이 관측되어야 하는데도 전혀 관측되지 않은 점, 'S파가 거의 관측되지 않는 점을 들어 인공지진이다'라고 결론내렸지만 자연지진에서도 S파가 발생하지 않는 경우가 있다는 점, 전국 110여개의 지진 관측소중에 단 한 곳에서만 관측되어 지진 지점을 정확하게 예측하기 어려운데도 위치를 정확하게 파악한 점 등에서 의문이 제기된다. 또한 합동조사단의 자문위원었던 음향학 교수도 사고 당시 나타났던 파형을 분석한 결과 합조단의 조사결과인 버블제트와 다른 '직격어뢰에 의한 폭발'로 분석했다는 점도 조사가 제대로 이루어졌는지 의문이 제기된다. | 연세대 지구시스템학과 홍태경 교수가 미국지진학회지(Bulletin of the Seismological Society of America) 최신호에 실은 '한국 군함 천안함 침몰의 지진 연구'에 따르면 당시에는 백령도를 제외한 다른 관측소의 지진파 자료는 무의미하다고 봤으나 홍 교수는 백령도와 덕적도ㆍ강화도 관측소의 지진파 자료를 분석해 P파와 S파가 진앙지에서 관측소에 도달하는 데 걸린 시간의 차이로 각각의 거리를 계산하여 진앙의 정확한 위치와 발생 시각을 확인했다. 이는 오후 9시21분 55.4초에 규모 1.46의 지진이 북위 37.915도, 동경 124.617도 지점에 일어난 것으로 확인하였고 이것은 국방부 합동조사단이 밝힌 천안함의 침몰 시각(오후 9시22분) 및 위치(북위 37.929도, 동경 124.601도), 규모(1.5)와 거의 일치한다. 또 홍 교수는 이 지진이 자연지진이 아닌 폭발 등 물속에서 발생한 인공지진이라는 근거로 세 관측소의 지진파에서 모두 P파와 S파의 크기가 엇비슷하게 관측된 점을 들었다. 자연지진은 진폭 차이 때문에 S파가 P파보다 월등히 크게 나타나지만 인공지진의 경우 수중에서 생긴 지진파가 해저면과 접촉하는 과정에서 P파의 일부가 S파로 전환되는 '커플링 현상'이 일어나 이러한 결과가 나온다고 설명했다. |
| 폭발, 침몰 위치                         | TOD 초소를 기준으로 방위각을 계산하여 천안함의 침몰위치를 밝힌 합조단의 조사 결과에 의문을 품은 언론단체들은 이를 다시 조사한 결과 천안함의 실제 침몰 위치가 북서쪽으로 400m 떨어진 곳임이 드러났다. 이들은 "TOD 초소(북위 37도 57분 11초. 동경 124도 37분 35초)를 꼭지점으로 두고 함미 침몰 해점, TOD초소, 폭발 원점을 연결했을 때 사이각이 2.8도에 불과하지만 TOD 동영상 방위각 편차를 대입하면 6~8도 정도가 벌어져야 한다"며 "따라서 폭발 원점은 함미와 함수가 분리되기 이전의 해역 북서쪽으로 최소한 400미터 정도 이동시켜야 한다"고 지적했다. 이들은 합조단이 폭발 원점 근처 30~40m 지점에서 어뢰 잔해물을 수거한 점을 들며 "이제 어뢰 잔해가 그것도 2개의 잔해가 폭발 원점으로부터 수백 미터 떨어진 곳에서 수거된 기적을 설명해야 한다"고 지적했다. 이후 KBS 《추적60분》의 취재 결과 당시 TOD 영상을 촬영한 장비에 7.7도의 오차가 있었음이 드러났고 국방부는 이를 근거로 "해류를 거슬러 올라간게 아니라, 그 자리에 있었던 것"이라고 밝혔다. 하지만 당시 남동쪽으로 시속 3.5km의 조류가 흐르고 있었으며, 국방부의 말대로라면 함미가 그 위치에서 30초간 계속 머물러 있을 수 없다는 것이다. 결국 침몰 위치가 달라진다면 폭발 원점이나, 수심, 버블효과등이 전혀 달라지기 때문에 조사결과 전반에 큰 오류가 생긴다는 지적이 제기됐다. 또한 위치를 확인할 수 있는 KNTDS 장비를 바로 확인할 수 있었음에도 불구하고 사고발생 10일반에 북서쪽으로 2.2km 침몰 위치를 수정한 것도 의문으로 제기됐다. | 국방부는 "폭발원점지역 해저에서 어뢰추진동력장치는 물론 천안함의 여러 가지 잔해물이 수거된 것은 KNTDS상의 좌표가 폭발지점(37-55-45N, 124-36-02E)임이 명확함을 입증하고 있다."며 KNTDS에 근거한 사고 지점이 정확하다는 점을 재차 강조했다.“어뢰부품이 수거된 같은 날 같은 장소에서 천안함의 pc 등이 수거됐다. pc가 부력이 없어 파손되면서 폭발원점에 그대로 가라앉은 것”이라고 폭발원점에 대한 논란도 일축했다. |
| 어뢰의 부식 상태                        | 이종인 알파잠수공사 대표는 알루미늄과 스테인리스와 철을 바닷물 속에 50일간 담궈놓고 부식이 얼마나 이루어지는지 실험했다. 그 결과 어뢰 추진체보다 부식이 훨씬 덜 이루어졌다. 합조단이 밝힌 어뢰 추진체 알루미늄의 경우 거의 완벽하게 하얗게 산화된 점이 눈에 띄었으나, 이번 실험 결과 알루미늄이 극히 일부분에서만 하얗게 되는 현상이 발생하여 부식 상태가 크게 다른 것이 밝혀졌다. 철 조각의 경우도 완전히 붉게 변해버린 어뢰 추진체와 달리 노랗게 변한 정도에 그쳐 차이가 두드러졌다. 알루미늄 조각에 매직으로 실험 날짜를 적어놓은 글씨는 일부 지워지기도 했다. 이종인은 "(합조단이 내놓은 어뢰 추진체는) 적어도 물 속에서 4∼5년 있다가 물 밖에 나와 상당기간 있었던 것으로 추정된다"고 말했다. | 국방부는 "해저에서 수거한 뒤 10일이 지난 5월 25일 금속재료 전문가가 육안으로 확인한 바에 의하면, 어뢰 추진동력장치의 철제부분 부식정도는 1~2개월 정도이고, 이는 천안함 선체의 철제부분 부식정도와 유사하다는 의견이었다"고 밝혔으며, "해저로부터 수거한 당일에 촬영한 어뢰 추진동력장치의 사진을 보면 해저의 낮은 온도(3°C 이하), 깊은 수심(47m)으로 인해 부식이 많이 진행되지 않았음을 육안으로 확인할 수 있다."고 반박했다. |
| 어뢰에 붙은 가리비와 붉은 물질          | 천안함을 폭발시킨 것으로 추정되는 어뢰 추진체 맨 뒤 프로펠러 내부에서 조개가 발견됐다. 천안함조사결과언론보도검증위원회는 "어뢰 추진체 맨 뒤 프로펠러 내부에서 조개가 발견됐으며, 이는 어뢰가 천안함을 침몰시킨 것이 아닌 증거"라고 주장했다. 조개와 산화물이 함께 휩쓸려 들어갔다면 조개 껍데기를 감싼 형태로 굳어있어야 하지만, 조개의 모서리에 탑처럼 튀어나온 모양으로 달려있었기 때문에 국방부의 설득력이 없다는 것이다. 또한 "조류때문에 흡착물질이 붙었다"는 해명에 대해서도 "어뢰 추진체 프로펠러와 모터 내부 등 흡착물질이 발견되는 부위는 구조상 조류의 영향을 거의 받지 않는다"고 밝혀왔던 이전의 주장들과 모순된다며 앞뒤가 맞지 않는다"고 지적했다. 또한 조개에 붙은 흡착물질을 분석한 결과 반죽상태로 밝혀졌는데, 폭발로 인해 흡착물이 붙었다면 층을 지은 모양으로 나타나야 한다는 것이다. 또한 조개의 크기가 가로세로 2.5 cm 였는데 어뢰 구멍의 크기가 2cm밖에 안된다는 점도 조개가 어떻게 들어갔는지 의문으로 꼽히며, 조개가 어뢰 속에 들어가 장기간동안 성장한 것이라는 주장이 제기됐다. 이 조개는 어뢰가 폭발하기 이전에 들어갈수는 없지만, 폭발 이후에 나타나는 흡착물질을 조개가 뒤집어 쓴 것이 의문점으로 지적되기도 했다. 이에 대해 "진실을 은폐하기 위한 범죄행위로 지탄받을 수 있다."라는 비판이 제기됐다. 또한 별사탕 모양의 침전물은 어뢰가 오랫동안 바닷속에서 있었다는 증거라는 주장도 제기됐고, 후에 조사한 결과 조개에 붙은 흡착물질이 해수로부터 나온 물질로 밝혀졌으며, 이는 폭발 전부터 조개가 들어있던것으로 분석됐다. 매니토바대학교 양판석 교수는 주요 성분인 '황'(S)에 대한 동위원소 분석 결과 해수(바닷물)에서 나온 '황'과 일치한다는 언론검증위원회의 조사결과에 "이 판단을 지지한다"고 밝혔다. 국방부는 그동안 이 흡착물질이 '비결정질 알루미늄 산화물'을 포함한 화학 침전물로써 폭발과 동시에 생성된 것이라고 밝혀왔던 것과 정면 대치되는 것이다. . 또한 어뢰 추진체에서 붉은 멍게로 추정되는 물질이 발견되어 국방부가 조사했으나, 어떠한 DNA도 나타나지 않아 생물체는 아니라는 결론을 내렸다. 이어 국방부는 이 물질이 무엇인지 조사할 계획이 없다고 밝혔다. | 국방부 관계자는 "스크류 구멍은 어뢰 추진 시 물의저항을 최소화하기 위해 뚫어놓은 것이며 부서진 조개껍데기의 끼워져 있는 상태가 느슨한 것으로 보아 어뢰가 폭발 후 해저면에 있던 조개껍데기 조각이 조류 등의 영향으로 스크류 구멍 속에 들어간 것으로 판단된다"고 말했다. 또 이 관계자는 "부서진 조개껍데기에 흡착물이 묻은 것은 폭발 후 조개껍데기와 흡착물이 동시에 구멍 속으로 들어가면서 붙을 수도 있고, 조개껍데기가 구멍에 끼워진 이후 스크류 주변에 묻어있는 다량의 흡착물이 조류 등의 영향으로 옮겨 붙을 수도 있었을 것으로 추정된다"고 설명했다.조개를 떼어낸 부분에 대해서도 국방부는 모 매체가 '어뢰추진체 속에서 백색침전물이 붙은 조개가 발견된 것'에 관한 의혹을 제기함에 따라, 사실을 규명하기 위해 증거보존 차원에서 동영상을 촬영하면서 조개껍데기를 분리하여 한국 패류학회에 성분 분석을 의뢰하였고 부서진 조개껍데기(2.5 cm × 2.5 cm)는 비단가리비 패각 중 일부인 것으로 확인한 것인데도 사실을 규명하기 위한 증거보존 활동에 '증거인멸 행위'를 운운하는 것은 상식을 벗어난 아전인수식 주장이라고 밝혔다.국방부 조사본부는 농림수산식품부 국립수산과학원에 의뢰해 어뢰추진체 부착 물질에 대한 성분과 유전자(DNA) 분석을 진행한 결과 붉은 멍게가 아닌 것으로 판단된다고 발표했다. “적외선분광분석기 등을 통한 성분 분석과 유전자 분석 결과 부착 물질은 탄산칼슘이 주성분인 무기물로, 생물체가 아닐 가능성이 크다고 설명했다.“애초 0.8mm의 부착물질을 확대한 사진과 10∼20cm의 붉은 멍게를 축소한 사진을 나란히 놓고 비교하면서 의혹이 제기된 것으로 안다”며 “이처럼 크기 차이가 125∼250배 이상 나는 두 물체를 모양이 비슷하다는 이유로 같은 생물체라고 주장하는 것은 납득할 수 없는 부분”이라고 말했다. 어뢰추진체에 붙어 있는 붉은색 물체를 “동해에서만 사는 붉은 멍게”라고 보도했던 <오마이뉴스>는 공식사과했다. 오마이뉴스와 인터뷰를 했던 ‘양식업자 A씨’로 추정되는 한 네티즌도 내 이야기가 상상외로 커진 부분에 대해 내 자신도 놀랐고, 국방부 관련자 분께도 정중하게 사과드린다”고 글을 게재한 바 있다. 한편 '붉은 물질'에 대해 "동해에만 사는 붉은 멍게가 어뢰에 붙어있다는 점으로 보아 천안함이 조작이라는 결정적 증거가 나왔다"고 말했던 서프라이즈 신상철 대표는 이후 생명체가 아니라는 조사결과가 나오자 "그건 부차적 문제다"라고 말했다.                                                                    |
| 사병만 사망자                           | 천안함 승조원 중 장교는 전원 생존했으며 병 및 부사관만 사망했다. | 천안함의 구조 상 사병 숙소와 장교 숙소가 분리되었으며 사병숙소쪽에 타격을 받았다. 그리고 최원일 함장이 있었던 함장실이 침몰의 여파로 문이 열리지 않자 김덕원 부함장 등 장교들이 와서 함장실 문을 부수고 최원일 함장을 구조했다. |

## 침몰 원인에 대한 이견

### 러시아 조사팀의 보고서
2010년 6월 1일 천안함 침몰 원인을 분석하기 위해 러시아 조사팀이 방한하였다. 이들은 천안함 침몰 증거에 대한 설명을 들었으며, 해군 기지를 방문해 선박 잔해와, 어뢰 잔편 등을 조사하였다. 이들은 천안함이 두 동강이 났음에도 불구하고 어뢰 잔편이 온전하게 남아있는 이유, 1번 글씨가 남아있는 이유 등을 질문했다. 그들은 당시 서해안에 미군 핵잠수함까지 있었음에도 불구하고 순찰함인 천안함을 목표로 삼은 것에 대해 의문을 제기했다. 조사단은 수중폭발이라는 조사결과에는 동의했지만 어뢰에 의한 것인지 여부에 대해서는 구체적으로 언급하지 않았다.
2010년 7월 8일 한겨레 신문은 러시아 소식통을 인용해 조사팀은 '북한의 뇌격에 의한 침몰로 볼 수 없다'고 결론 내린 것으로 보도했다. 이들은 보고서에서 조선민주주의인민공화국 소행의 결정적 증거로 한국 정부가 제시한 '1번 어뢰'를 천안함 침몰의 '범인'으로 볼 수 없으며 '1번 어뢰'의 페인트와 부식 정도 등에 비춰볼 때 어뢰가 물속에 있던 기간 및 출처에 대해서 문제를 제기했다. 또 스크류의 휘어진 부분에 대해서는 사전에 손상되었을 가능성을 제기했다. 이들은 사고시각 이전에 조난신호를 보냈다는 정황을 포착했다고 보도되었다. 또한 러시아 정부가 대한민국 정부에만 조사 결과를 통보하지 않아 대한민국 외교부가 러시아측에 항의했다고 보도했다. 외교부 당국자는 "러시아는 방한했던 자국 전문가팀이 수집한 정보와 자료 등을 토대로 조사 검토 작업을 진행하고 있으며 최근 우리가 추가로 제공한 최종보고서에 대해서 검토하고 있는 것으로 알고 있다"며 "러시아 외무부 대변인도 8일 브리핑에서 '아직 한국에 통보한 게 없고 추가 검토를 하는 중이라고 밝혔다'고 전했다. 복수의 언론들이 이를 인용하여 보도하였는데, 국방부 대변인은 9일 정례 브리핑을 통해 “러시아 조사단이 천안함 사태가 북한 소행이라는 근거가 없다고 밝혔다는 일부 언론의 보도는 사실이 아니다”라고 주장했다.
2010년 7월 27일 한겨레, MBC는 이와 같은 내용으로 조사단의 요약보고서를 공개하며, 러시아 측이 이를 미국과 중국 두 나라에만 통보하고 이를 한국정부에는 알리지 않았고 한국은 우방국을 통해 간접적으로 요약본을 전달받았다고 주장했다. 국방부측은 “러시아는 합조단의 조사결과를 상당부분 신뢰했기 때문에 유엔 안보리에서 거부권을 가지고 있음에도 의장성명에 동의한 것”이라며 “일부 언론의 보도는 러시아의 이런 입장과 상당 부분 차이가 있어 신뢰하기 어렵고 검토결과 자료라는 것도 정체불명으로 판단한다”고 밝혔다. 주한 러시아 대사관도 한겨레의 보도와 관련해, 러시아 대사관측은 본국으로부터 조사결과를 받은 것이 없고 아직 조사가 진행 중이라고 밝히며 천안함 보고서를 한국 정부에 전달한 사실이 없다고 밝혔다.
한겨레가 공개한 요약본 전문에는 "천안함의 사고원인이 접촉에 의하지 않은 외부의 수중 폭발이라는 주장이 확인되었다."는 부분이 명시되었고, 다른 결론은 내리지 않고 있다. 정부가 러시아 대사관에 요약보고서에 대해 문의하자 '우리도 왜 이런 게 돌아다니는지 모르겠다. 우리가 만든 것이 아니다'고 반응했고, 이러한 보고서는 출처불명으로 유엔 주변에서 떠돌던 3장짜리 미확인 문건으로 알려졌다. 이런 가운데 러시아 조사단은 3명이 일주일간 그야말로 '둘러본' 수준에 불과했다는 주장이 제기되면서 러시아 조사팀의 조사가 제대로 이루어졌는지 논란이 일던 가운데 러시아 조사팀의 조사를 한국 정부가 막았다는 주장이 나왔다. 도널드 그레그 전 주한 미국 대사는 "한국 정부는 러시아 조사단이 보고 싶어하는 자료를 제공하지 않았고, 러시아 조사단이 제기한 의문에도 답변을 거부해 잠정결론을 내릴 수밖에 없었다"며 "한국 정부는 합동조사단의 조사 결과를 상세히 밝혀 모든 의문을 풀어야 한다"며 한국 정부가 러시아의 조사에 비협조적으로 대응했다고 비판했다.
2010년 9월 15일, 한-러 정상회담에서 러시아 측은 "북한의 소행"이라는 직접적인 언급을 하지는 않았으나, 한-러 간의 협력을 확인했다. 또한 정상회담 전후로 러시아 국영TV에서 천안함이 북한에 의해 격침되었다는 취지의 내용을 대한민국 당국자 인용으로 보도하였다. 이후 2010년 9월 21일 러시아 외무차관은 "천안함 침몰 사건과 관련한 러시아 조사단의 보고서는 당초 국가 지도부를 위해 내부용으로 작성된 비밀문서로 러시아 정부는 이를 한국이나 북한 어느 쪽에도 전달하지 않을 것"이라고 말했다. 2010년 11월 10일, 러시아의 드미트리 메드베데프 대통령은 중앙일보와의 서면 인터뷰에서 "러시아 전문가들의 결과 보고서는 UN안보리에서 천안함 사건에 대한 의사결정을 위한 러시아 내부적 분석의 목적을 위한 것이었므로, 공식적으로 그 어디에도 발표되지 않았으며, 또한 발표될 수도 없습니다."라고 말하며 세간에 회자되는 천안함 보고서에 대해 인정하지 않음을 재차 확인했다. 이어 그는 "지난 7월 9일 채택된 UN 안보리 의장 성명은 균형 잡히고 객관적이라고 우리는 판단하고 있습니다." "야로슬라블에서 개최된 한-러 정상회담시 이명박 대통령께서는 UN에서 천안함 관련 논의에 있어서 러시아의 협력에 대해 사의를 표한 바 있습니다."라고 언급하며 UN 안전보장이사회 성명서와 지난 한-러 정상회담에서의 입장을 재확인했다.

### 조선민주주의인민공화국 측의 반박
합동 조사단의 공식 발표에 대해 북한은 강렬히 반발하며 이번 사건은 자신들과 무관한 사건이라고 주장하였다. 또한 조사 결과에 의문을 제기하며 조사단을 파견하겠다고 밝혔다. 또한 한국정부의 이러한 발표에 대해 전쟁국면을 간주해 대처할 것이라고 밝혔다. 5월 28일 조선민주주의인민공화국은 외신들과 각국 대사관 관계자들을 초대해 내외신 기자회견을 열고 천안함이 자신들과 무관함을 주장했다. 북한의 주장을 요약하면 다음과 같다.
1. 조선민주주의인민공화국은 130t 연어급 잠수정을 보유하고 있지 않다.
2. 조선민주주의인민공화국은 어뢰 수출관련 무기소개 책자를 배포하지 않았다.
3. 조선민주주의인민공화국은 '호'라는 표현을 쓰지 '번'이라는 표현은 사용하지 않으며 번호를 매길때 매직으로 쓰지 않고 기계로 새긴다. 또한 합조단의 주장대로 함선 공격에 250kg 정도의 폭약량이 사용됐다면 어뢰추진체 후부의 온도는 낮게는 325°C, 높게는 1000°C 이상 올라갈 수 있고 이 정도 온도면 잉크가 완전히 타버린다.[16]
4. 대한민국은 가스터빈실을 공개해야 하며 뇌격에 의한 것이었다면 터빈이 없어졌을 것이다.
5. 합조단에 참여한 국가가 미국과 '조선민주주의인민공화국 관련설'에 동조한 나라들로만 구성되었다. 외부와 차단된 체 제한된 조사만 했고 반대자를 추방했다.
6. 합조단이 제시한 어뢰의 재질 알루미늄은 북한에서 사용되는 것이 아니며, 강철합금재료로 만든 주체어뢰를 사용한다. 해군이 보유한 주체어뢰의 어뢰강철합금편을 남측에 직접 넘겨줄 용의가 있다.[16]
7. 어뢰추진체에선 폭약성분이 나오지 않았다.[16]
8. 백령도와 대청도 사이에는 암초가 많은데 천안함 관련 자료들이 좌초가 침몰 원인임을 입증하고 있다.[16]

7월 20일 최태복 북한 최고인민회의 의장은 "남한 정부가 억지로 천안함사건을 북한과 연계시키려 시도했다"며, "천안함 침몰 사건으로 이익을 얻는 것은 다른 누구도 아닌 미국이라는 것은 삼척동자도 알 수 있는 일"이라고 주장했다.
이렇게 북한은 천안함이 자신들과 무관하다고 지속적으로 주장해왔다. 9월 30일 조선민주주의인민공화국의 박길연 외무성 부상은 유엔 총회 연설에서 천안함 사건을 이용해 미국과 남한이 한반도와 주변지역에서 무력 군사위협을 벌이는 점을 들어 "미국은 평화의 수호자가 아니라 파괴자"라고 비판했다. 박길연은 또 "남한 정부의 일방적 수사결과가 나온 이후 남한 안팎에서 다양한 비판이 야기되고 있고, 군사과학적 관점에서도 여러 의문을 낳고 있다"며 남한 정부가 객관적인 조사를 위한 조사단 파견을 거부하고 있다고 비판하면서 현안 해결을 위해 남북대화에 즉각 착수할 것을 요구했다. 또한 11월 5일 주러시아 북한 조선민주주의인민공화국 대사는 러시아 언론들을 상대로 모스크바에서 기자회견을 열고 "북한은 천안함 침몰사건과 전혀 무관하다"고 거듭 주장했다.

#### 대한민국 국방부의 재반박
대한민국 국방부는 북한의 주장에 대해 설명자료를 내고 조목조목 반박했다. 국방부 관계자는 "북한이 제시한 주장을 분석해보면 한국의 일부 정치권과 인터넷 괴담을 인용했다는 점이 눈에 띈다"고 설명했다. 이로 인해 조선민주주의인민공화국의 주장은 신뢰성이 없으며 반박은 되레 합조단의 조사결과에 힘을 실어주고 있다는 지적이다.
1. 2006년 9월에 촬영된 구글어스 사진에는 북한의 연어급 잠수정 3척이 나타나며 "북한의 130t급 잠수정은 지난 2003년 중동국가(이란)에 수출한 사례를 확인했고 북한에 있는 130t급 잠수정이 식별된 영상정보 사진(정찰위성 사진)도 갖고 있다"[203][204]
2. 북한의 무역회사에서 작성해 제3국에 제공한 어뢰설계도가 포함된 무기 소개 책자를 확보하고 있으며 천안함을 공격한 신형 'CHT-02D' 어뢰 외에 2개의 신형 어뢰가 설계도면과 함께 상세히 등재돼 있다.[205][206]
3. 탈북자의 증언과 북한 '조선국어대사전' 등을 확인한 결과 북한에서 '호'와 '번'이 모두 쓰이고 있으며 2003년 입수한 북한 시험용 어뢰에도 4호라는 수기로 기록된 표기만 있었을 뿐 북한이 주장했듯이 기계로 새긴 것은 없다.[207][206]
4. 대한민국 국방부는 가스터빈실 인양사진을 공개하면서 가스터진실 발전기, 조수기, 유수분리기, 가스터빈 덮개가 파손되었고 가스터빈도 파손되었다고 설명했다. 연소실과 압축기 일부만 남고 공기 흡입관과 파워터빈 및 폐기관은 유실됐다는 설명을 덧붙였다.[206]
5. "합동조사단에 참가한 나라는 미국, 영국, 호주, 스웨덴이며 이중 스웨덴은 중립국"이며 "조사의 투명성과 공정성을 유지를 위해 외부의 압력을 배제했고, 모든 조사결과는 조사에 참여한 모든 조사관들의 의견을 종합해 만장일치로 확인했다"고 일축했다.[206]

#### 전 무장간첩 이광수의 반박
1996년에 벌어졌던 강릉지역 무장공비 침투사건에서 유일하게 생포된 무장간첩이자, 잠수함 조타수와 수뢰수로 14년간 복무한 경력이 있는 이광수는 조선민주주의인민공화국의 주장을 다음과 같이 반박하였다.
1. 잠수함 수리를 위해 함경남도 마양도에 위치한 인민군 해군 4전대 잠수함 수리소에 갔을 때 130t급 잠수정을 수 차례에 걸쳐 목격하였다. 북한 내부에서는 이 130t급 잠수정을 연어급이라고 부르지 않고 '소형 잠수함'이라고 지칭한다.
2. 어뢰를 운용하는 일선 부대에서는 부식 제거, 부품상태 점검 등을 위해 주기적으로 자체 어뢰 분해 정비를 실시한다. 이런 정비는 여러 어뢰에 대해 동시에 이뤄지기 때문에, 도중에 부품이 분실되거나 다른 어뢰 부품이 서로 섞이는 것을 막기 위해 번호를 적어놓는 것이 보통이었다. 잠수함을 부를 때는 '~호'로 지칭하지만 정비를 위해 부품에 표시할 때는 종종 '~번'으로 표기하였다.

### 대한민국 국방부 공식발표 이외의 주장들
조사단의 공식 조사결과 발표 이전에는 침몰 원인을 두고 다양한 설이 제기되었다. 침몰 원인에는 크게 북한 공격설과 사고설이 있다. 북한 공격설은 어뢰설, 매설기뢰설, 대함화기공격설을 말하고, 사고설에는 유실기뢰사고설과 좌초설, 선내폭발설, 자체결함에 의한 피로파괴설 등으로 나뉜다. 기뢰에 의한 사고의 경우, 한국전쟁이나 훈련중 "유실된 기뢰"라는 사고설과 북한이 고의적으로 "매설한 기뢰"라고 보아 조선민주주의인민공화국의 공격으로 볼 수 있다는 주장으로 나뉜다. 한편 위에서 나열한 천안함 침몰 원인에 대한 가설 중 외부충격에 의한 가설은 북한 공격설 모두와 사고설 중 유실기뢰사고설, 좌초설이 모두 여기에 해당된다. 내부충격에 의한 것은 선내폭발설이 유일하며, 피로파괴설은 외부나 내부에 의한 충격, 그 어느 것도 아닌 경우이다. 일부에서는 좌초와 피로파괴가 순차적으로 일어났다는 주장이 제기되었다.

#### 조선민주주의인민공화국의 뇌격설
조선민주주의인민공화국의 뇌격설은 북한 잠수정에 의한 뇌격과 인간어뢰에 의한 공격까지 포함하고 있다. 2010년 4월 2일 김태영 국방장관은 천안함의 사고원인으로 거론되고 있는 내부폭발과 기뢰, 좌초, 피로파괴 등은 발생했을 가능성이 낮으며 폭발에 의한 것으로 보인다면서, "어뢰 가능성이 기뢰 가능성보다 높다"고 국회에서 답변했다.
이 어뢰가 함미를 직접 타격하는 직격어뢰인지 수중폭발로 인한 거품으로 공격하는 버블제트 어뢰인지는 더 조사를 해야 알 수 있다고 한다.
4월 25일 합동조사단은 절단면과 내외부 육안검사를 볼 때 선체 절단면이 위를 향해 있는 점, 그을음과 열상 흔적이 없는 점을 들어 비접촉 폭발(버블제트)의 가능성이 높다고 발표했다. 이어 4월 30일 사고현장에서 파편등 을 수거에 검사한 결과 RDX라는 화약성분이 검출되었고 재질은 어뢰의 외피를 구성하는 알루미늄과 마그네슘 합금인 것으로 분석됐다"고 말했다.

##### 근거
- 2010년 4월 15일 인양된 천안함의 파괴된 단면을 분석한 결과 선체 바닥 왼쪽의 철판이 안으로 휘어져 있어 외부폭발, 그중에서 어뢰일 가능성이 높다고 민군 합동 조사단은 밝혔다. 각종 문제제기에 대해서는 유리창이 깨지지 않은 것은 함수는 방탄유리로 쉽게 깨지지 않고, 화약냄새가 없던 것은 수중에서 폭발하여 함정 내부까지 전달되지 않을 수 있고, 떼죽음 당한 물고기가 발견되지 않은 것은 공기주머니가 터져 가라앉거나 조류에 떠밀려 가기 때문이라고 밝혔다.
- 침몰 당시 백령도 지진 관측소에서는 TNT 180kg에 해당하는 지진파가 감지되었고 이는 중국 중어뢰(TNT 200 kg)의 폭발력과 유사하며, 생존자도 강한 충격이 있었다고 증언했다.[215]
- 김태영 국방장관은 천안함이 했을 당시 북한잠수정 2척의 움직임이 포착되었다가 시야에서 사라졌다고 국회에서 증언하였다.[216]
- 대북소식통에 따르면 함경북도 모 기업소에서 열린 토요강연회에서 당세포 비서가 "최근 영웅적인 조선인민군이 원수들에게 통쾌한 보복을 안겨 우리 자위적 군사력에 대해 남조선이 국가적 두려움에 떨고 있다"고 말한 것을 전했다.[217]
- 천안함 연돌에서 어뢰 탄약으로 추정되는 화약성분이 발견되었고 침몰 지점에서 수거된 알루미늄 조각에서도 동일성분이 발견되었다. 어뢰등에 사용되는 이 알루미늄 파편은 정밀 조사한 결과 한국 무기에는 없는 재질로 확인됐다.[218][219][220]
- 민군합동조사단은 현장에서 발견된 어뢰파견에서 북한 각인(刻印) 스타일의 일련번호가 찍힌 온전한 형태의 스크루 파편이 발견됨으로써 조선민주주의인민공화국 소행이라는 결정적 물증을 확보, 이것을 조사에 참여한 미국 영국, 호주 전문가들에게 확인시켜 긍정적 답변을 얻어냈다.[221][222]
- 북한 군사문제와 군수산업에 정통한 고위 탈북인사는 천안함 사건이“1999년 연평해전에서 참패한 북한이 10년간 준비해온 결과”라며 “북한은 남측 함정이 내는 고유한 선체 소음을 어뢰 CPU(중앙처리장치)에 저장해 10 km 이상 떨어진 원거리에서도 감지해 추적·격발되도록 해놓았다”고 밝혔다.[223]

##### 반론
- 인양된 함수의 유리창이 깨지지도 않고 흠집도 거의 없어 어뢰 또는 기뢰에 의한 폭발이 맞는지에 대한 의문이 제기되고 있다.[224]
- 일반적인 뇌격시 발견되는 물고기 떼죽음, 화약냄새, 열기가 감지되지 않았다.[225]
- 현장에서 RDX,[226] HMX,[227] TNT[228] 등 다양한 화약 성분이 발견되었지만, 그 용량이 0.000000000146그램에 불과한 미량이어서 직접적인 원인규명은 되지 않는다.[228][229]

##### 비슷한 주장
- 조선민주주의인민공화국 기뢰공격설: 조선민주주의인민공화국이 (반)잠수정 등을 이용해 백령도 근해로 침투하여 사전에 기뢰를 매설해 두었는데, 천안함이 이를 모르고 지나가다 기뢰가 작동해서 타격을 입었다는 주장이다.
- 대함화기공격설: 북한이 기뢰나 어뢰가 아닌 대함화기로 직접 공격했다는 주장이다. 4월 23일 류우익 주중 한국대사는 북한이 직접 공격해서 천안함이 침몰한 것이라고 주장했다.[230]. 황장엽 역시 천안함은 북한이 공격해서 침몰한 것이라고 주장했다[231]. 신원을 알 수 없는 북한군 고위장교가 김정일의 3남인 김정은이 천안함을 침몰시키도록 지시했으며 김정은은 천안함이 침몰하자 작전 성공에 대해 크게 기뻐했다고 증언했다는 보도가 있다.[232].
- 천안함이 폭침당하기 직전 기상청 웹사이트 접속자가 비정상적으로 급증하여 30~40만명이 몰렸다. 대부분 IP주소가 중남미, 아프리카였는데 이 지역에서 한국 날씨를 궁금해야 이유가 없어 북 정찰총국 요원들이 시시각각 변하는 백령도 일대의 조류를 파악하기 위해 기상청 웹사이트에 접속했다는 해석이 가능하다. 기상청에는 해역의 시간대별 유속, 유향 정보까지 나와 있다. 천안함 폭침 이튿날인 27일부터 접속자는 급감했다.[233]

#### 기뢰사고설
백령도 근해에 기존에 매설되었으나 미처 제거하지 않은 기뢰에 의해 천안함이 침몰했다는 주장이다. 기뢰사고설로는 6.25 전쟁 당시 북한군 동해와 서해에 설치한 기뢰가 다 제거되지 않은 채로 바다 밑에 남아 있다가 강한 물살에 남쪽으로 흘러내려와 천안함에 부딪혀 폭발했다는 설과, 1970대 한국 해군이 전시를 대비해 설치한 것을 천안함이 실수로 건드렸다는 설이 있다. 김태영 국방장관은 북한군 기뢰에 관하여 "비록 많은 기뢰를 제거했다고 하지만 물속에 있는 기뢰를 100% 수거하기는 쉽지 않다. 이러한 기뢰가 바다로 흘러내려 왔을 가능성이 있다."라고 밝힌 반면, 서해안에 설치된 한국군 기뢰는 현재 다 제거되었다며 한국군이 설치한 기뢰에 의한 사고였을 가능성을 일축하였다. 또한 염분이 강한 바닷물에서 30년이 지난 기뢰가 폭발할 가능성도 적으며 사고수역은 많은 어선들이 다니던 곳인데 갑자기 떠올라 폭발할 가능성도 낮다.

#### 좌초설
사고 근해에 있는 암초 또는 바다 바닥에 천안함이 부딪혀서 사건이 발생했다는 주장이다. 이 주장의 근거는 인양된 함미에서 확인되는 긁힌 자국과 해군 제2함대 사령부의 브리핑 자료, 해경에 구조요청 시 신고 내용, 백령도 주민들의 증언 등이다.

##### 근거
- 함미의 우측은 깨끗한 데 반해 함미의 좌측에 긁힌 자국이 선명하게 보인다.
- 해군 제2함대 사령부가 사고 다음날인 3월 27일에 기자들에게 브리핑할 때 사용한 작전상황도에 등장하는 "좌초"라는 문구와 사고 시점의 수심을 4m로 적어 둔 것이 노출되었다.[238][239]
- 해경이 해군으로부터 "천안함, 밤 9시 30분쯤 좌초되었다"는 구조 요청을 받았다고 보도되었다.[240]
- 백령도 주민들의 증언에 의하면 사고 지점 인근에 있는 암초에 천안함이 좌초했을 수도 있다고 한다. 실제로 사고 지점에서 800m 떨어진 곳에 수중 암초가 있는데, 주민들에 의하면 이 암초가 "밀물 때는 잠겨 있어, 알아서 피해 다닌다"고 한다.
- 천안함 기관병으로 근무했던 박모씨는 연합뉴스에 기고한 글에서 썰물 때 천안함의 스크루가 암초에 걸려 배의 함미가 위로 뛰어 오르면서 받은 충격에 그 충격음이 배 안에서 폭발음처럼 들릴 수 있다고 주장하였다.[241]
- 민주당 김효석 의원은 스크류가 회전 방향으로 찌그러진 점, 함미 인양시에 선체에서 물이 샌 점 등을 들어 좌초설을 주장했다.[242]

##### 반론
- 4월 25일 함수를 예인하여 조사한 결과 배의 밑이 온전한 것이 확인되었다.[243]
- 백령도에서 조업을 하고 있는 어민에 따르면 "사고 해역에는 암초가 없는 것으로 알고 있다"며 "사고 해역은 어민들이 평소 다니는 항로인데 암초는 발견되지 않았다" 고 증언했다.[244]
- 현장에서 어뢰에 사용하는 알루미늄 파편과 미량의 RDX, HMX 및 TNT의 화약성분이 검출되었다.[245]

#### 선내폭발설
선내폭발설은 천안함 선내에 있는 함포탄과 어뢰가 노후화로 인하여 폭발했거나, 혹은 함 내부에서 불만이 있던 자가 일부러 폭발 사고를 일으켰을 것이라는 추측이다. 그러나 탄약고에 있는 무기들이 분리 보관되어 왔다는 점, 침몰 당시 화약냄새가 전혀 없었다는 점, 폭발로 인한 부유물이 주변에 없었다.
천안함이 인양된 이후 확인한 결과 내부의 폭발물은 안전한 상태로 확인되었다.

#### 피로파괴설
피로 파괴는 미세한 균열이 장시간 누적된 충격과 압력에 의해 갑작스런 파괴로 이어지는 현상이다. 피로파괴가 침몰 원인이었다는 결정적인 증거는 없지만 희생자 가족을 비롯한 여러 증언과 어뢰, 기뢰 등의 폭발 가능성이나 좌초 가능성이 낮을 경우 가장 높은 개연성이 있다.  사고 직후 일부 실종자 가족들이 선내에 물이 샌다는 말을 실종자들에게 들었다는 증언이 나옴에 따라, 수리가 완전히 끝나지 않은 상태에서 무리한 작전 수행에 나섰기 때문에 배가 침몰했을 가능성이 제기되었다. 한편, 4월 23일 미국 브루킹스연구소 초빙연구원인 박선원 박사는 손석희의 시선집중에 출연하여 "한국이 공개하지 않은 자료는 미국이 다 갖고 있다"며, "우리는 선체의 결함 이외에 다른 침몰의 요인을 알지 못한다"며 선내결함 가능성을 언급했다.
그러나 천안함의 절단면은 깔끔하게 절단되어 있지 않고 찢겨 있는 상태여서 피로파괴설은 설득력이 없다는 반론이 제기되고 있으나 절단면이 공개되지 않은 상태여서 확인하기 어려운 상태이다. 한편, 천안함 함장이었던 최원일 중령은 실종자 가족들이 제기한 선체결함 가능성에 대해서 “수리한 적도 없을 뿐만 아니라 물이 샌 적도 없다”고 말했으며, 생존 장병들과의 기자 회견에서도 "물이 샌다고 말하는 건 온도차로 습기가 만들어지는 것을 두고 오해하는 것이다."라며 부인했다. 또한 최초 폭발 당시 백령도 지진관측소에서 관측한 지진파가 피로파괴에 의해 발생했다고 보기 어렵다는 의견이 있다.

#### 좌초 후 피로 파괴설
좌초된 후 침수 등에 의해 피로파괴가 일어났다는 주장이다. 피로파괴설에 대한 가장 강력한 반론 중 하나인 절단면이 매끄럽지 않다는 것에 대해서 아메리칸 스타호의 사례에서처럼 좌초 후 피로파괴가 일어나는 경우에는 절단면이 매끄럽지 않고 찢긴 모양이 될 수 있다는 주장을 함께 제시하고 있다. 그러나 천안함이 예인된 이후 조사한 결과 배의 밑이 온전한 것이 확인돼 이 가설도 신빙성이 낮아졌다. 또한, 좌초 후 피로 파괴로 인해 두 동강이 나려면 와카시오호 기름 유출 사고처럼 좌초 후 몇 주가 지나는 등 오랜 시간이 지나서야 두 동강이 나게 되는데 천안함은 그렇지 않았다.

#### 고위급 탈북자 증언
'북한의 군사문제와 군수산업에 정통한 한 고위급 탈북자'는 이 사건이 10년 동안 북한이 철저하게 준비해온 사건이라고 주장했다. "북한은 1999년 제1연평해전과 2002년 제2연평해전 때 대한민국 해군에 참패해 피해가 크자, 사기가 떨어졌다. 그러자 군부는 이를 만회해야한다는 목소리가 높아졌고, 결국 4군단과 작전부, 함대 사령부에 패배에 대해 보복을 하라는 지령이 떨어졌다. 그 결과가 천안함 폭침이라는 것이다.
함정이 진행하면서 내는 소음은 주파수가 낮을수록 멀리가는데, 선체 프로펠러에서 나는 소음은 10km 이내에서 이뤄져야 감지되지만, 선체 자체의 소음은 저주파로 10km이상 퍼져나간다. 그런데 이 선체 소음은 각 함정마다 제각각 다른 특성을 갖고 있다. 북한은 남측 함정이 내는 고유한 선체 소음을 어뢰 CPU(중앙처리장치)에 저장해 10km 이상 떨어진 원거리에서도 감지해 추적·격발되도록 해놓았고, 이는 천안함이라는 특정 함정을 깨기 위해 목표를 정해놓고 기회를 노리고 있었다는 의미이다."라고 주장했다.

#### 잠수함 충돌설
경성대 김황수 교수와 케임브리지대 코레스타 교수는 천안함 침몰 당시 백령도에서 관측된 지진파 주파수를 분석한 결과 천안함이 잠수함과 충돌해 침몰했을 가능성을 제기했다. 연구진은 당시 지진파가 저주파인 8.5Hz 기본 진동수의 주파수에서 강한 피크 진폭을 보이는 데 주목했다. 이 지진파는 8.5Hz의 정수배(2·3·4배) 주파수에서도 차례로 강한 피크 값을 보이는 '조화 주파수' 형태로 분석됐다. 연구진은 수중 폭발에 의한 지진파에서는 이러한 조화 주파수를 가진 지진파가 나타나지 않으며, 잠수함을 기하학적 형태의 금속 물체(튜브형)라고 가정하고 연구를 진행한 결과, 튜브형 금속 조형물 축 진동의 고유 진동수 스펙트럼과 지진파 관측 결과가 ‘만족스럽게’ 일치하는 것을 발견했다고 설명했다.

국방부는 잠수함의 충돌 흔적이 발견되지 않았다고 설명했다. 또한, 황해 바다는 깊이가 얕아서 군함과의 충돌로 군함이 충돌할 만한 큰 잠수함이 활동하기에는 부적합하다.

## 논란

### 대한민국 국방부의 진술 번복
대한민국 국방부는 사고 원인이나, 사고 시각 등에서 진술을 수차례 번복하였다.
- 북측 잠수정 관련: 군은 최초 관측됐다고 발표한 북한 잠수정을 처음에는 "서해에 북한 해군기지에서 운용되던 일부 소형잠수함정과 이를 지원하는 모선이 천안함 공격 2~3일 전에 서해 북한 해군기지를 이탈했다가 천안함 공격 2~3일 후에 기지로 복귀한 것이 확인됐다"고 밝혔다가, 이후 "우리가 확실하게 추적하지 못한 북한 잠수함 2척은 상어급이다", "사고당일 소형잠수함은 '영상불량' 상태였다", "한국 측 자료로는 확인하지 못했고 이후 미국 등으로부터 추가 자료를 전달받아 이탈을 확인했다"로 말이 수시로 바뀌더니, 최종보고서에는 "북한의 소형 잠수함정이 천안함 침몰 2~3일 전 기지를 이탈했다 천안함 공격 2-3일 후 기지로 복귀한 것이 확인됐다"는 것으로 번복했다.[260] 2010년 4월 3일에는 "북한 잠수함은 오랫동안 잠항할 능력이 없다, 연관성이 약한 것으로 판단하고 있다"고 밝혔다가[261] 이후 최종 보고서에서 연어급 잠수정에 의한 타격으로 결론지었다. 타격한 것으로 추정되는 북측 잠수정의 크기에 대해서도 "3.5m → 2.75m → 3.2m → 3.5m로 수차례 번복되었다.[262] 북측의 연어급 잠수정의 크기에 대해서도 130톤급 → 70,80톤급 → 130톤급으로 수차례 말을 번복했다.[260] 어뢰설계도에 있어서도 "북한의 어뢰 설계도와 수거한 어뢰가 일치한다"고 발표했다가, 추후 언론 지적이 잇따르자 "실수로 다른 어뢰 설계도를 공개한 것"이라고 말을 번복했다.[260]
- 천안함의 이동 경로: 천안함의 백령도 내해 운항 이유에 대해서도 처음에는 "사고 해상을 15번 정도 다녔으며 당일 기상이 워낙 나빠 바람을 막기위해 간 것"이라고 설명했다가, 이후에는 "승인된 정상적인 경비구역 내에서 임무를 수행하고 있었다", "풍랑이 아주 심했기에 그런 차원에서 섬에 좀 더 가까이 그렇게 작전 구역 내에서 움직인 것이며 작전 구역에서 약간 벗어났지만 바다에서의 작전은 작전 구역선이 지상에서처럼 명확하게 그어지지 않는다", "특수임무 수행이나 피항이 아닌 2함대에서 지시한 정상 경비구역에서 정상적 임무수행중이었다"로 3차례에 걸쳐 설명이 바뀌었다.[260]
- 어뢰설에 대한 답변: 대한민국 국방장관은 어뢰설이 가장 유력하게 본다고 국회에서 답변했다. 그러나 국방부는, 어뢰는 사전에 소리가 탐지되는데 탐지된 적이 없다고 진술하고 있다. 또한 4월 1일에는 김태영 국방부장관이 서해기지에서 잠수정 2척이 보이지 않은데 대해 "그것이 꽤 먼 곳이기 때문에 저희 지역과 연관되는 움직임과는 연관성이 약하다"고 밝혔으나 합동조사단은 그 두척중에 한 척이 천안함을 공격했며 이와 정 반대되는 발표를 하였다.[116]
- 기뢰설에 대한 답변: "기뢰는 다 제거되었다"고 주장하던 과거와는 달리 4월 12일에는 "아군 기뢰 전량 제거된 것 아니다."라며 진술을 또 번복하였다.[263]
- 침몰 시각: 국방부가 처음 밝힌 침몰 시각은 9시 45분이다. 하지만 이를 다시 9시 30분으로, 또 9시 25분으로, 또다시 9시 22분으로 수차례 진술을 번복했다. 국방부는 해양경찰청과 각기 다른 시각을 제시했다. 이에 대해 동아일보도 군이 불신을 자초했다고 보도했다[264] 자유선진당 박선영 대변인은 "군이 횡설수설 오락가락 소설을 쓰고 있습니다"라고 비판했다.[265] 천안함의 실시간 위치정보인 KNTDS는 청와대 평택 2함대, 부산해군작전사령부 등으로 실시간으로 전송되기 때문에 KNTDS에 의한 사고 발생 시각을 모른다거나, 이를 번복한다는 것은 있을 수 없는 일이라는 것이다.[266]
- 보도 수단: 국방부는 계속 최초 보고는 "휴대전화"였다고 진술하고 있다. 폭발 전에는 전혀 징후를 몰랐고, 폭발 후에는 전기가 나가서 휴대전화를 사용했다고 진술하고 있다. 국회 국방위에서 군함에 휴대무전기도 없느냐고 질타하자, 그 이후 언론보도에서는, 최초 보고는 휴대전화로 했는데, 나중에는 휴대무전기로 보고했다고 하면서 진술을 번복했다.
- 어뢰모델: 2010년 5월 19일 "합동 조사단은 지난주 백령도 해상에서 수거한 어뢰 파편에 '한자'가 표기된 사실을 근거로 이 어뢰가 중국제 '魚-3G' 음향어뢰로 사실상 결론낸 것으로 알려졌다."라고 일제히 언론이 보도하였다.[267] 그러나 이러한 주장은 하루만인 5월 20일 CHT-02D 어뢰로 변경되었다.[268] 그러나 6월 29일 이러한 진술을 또 번복하여 합조단이 제시했던 설계도는 북한의 PT-97W 어뢰의 설계도였다고 밝혔다.[84] 북한산 어뢰의 설계도라고 주장한 국방부의 설명도 처음에는 책자라고 했다가, CD라고 했다가, 둘 다 있다고 하는 등 진술이 수차례 번복되었다.[269][270] 또한 9월에 발표된 최종 보고서에서도 어뢰 카탈로그의 공개는 물론 존재 여부조차 밝히지 않았다.[138] 어뢰 부식정도의 경우 "눈으로 식별한 결과 함수와 어뢰 추진체의 부식정도가 비슷하다"는 것이 합조단의 최초 설명이었지만, 추후에는 "가속화 실험법을 통해 부식정도를 감정중이다", "부식두께 차이가 심해 부식기간이 얼마나 되는지 판단하기 어렵다"는 말로 바뀌었다.[260]
- 물기둥 진술: 물기둥에 대해서도 4월 8일에는 생존장병들의 증언을 토대로 "물기둥을 본 사람이 없다"고 발표하였고,[271][272] 4월 26일엔 "물기둥이 반드시 수반돼야 하는 것은 아니다"라고 말했으나,[273] 5월 20일 다시 말을 바꿔 초병이 본 백색섬광을 들며 물기둥이 있었다고 번복하였다.[274]
- 버블제트형 어뢰 주장: 사고 직후 폭발의 흔적이 없다는 지적이 나오자 버블제트형 어뢰라고 언론에 흘렸으며, 전문가들에 의해 버블제트형 어뢰는 미국 밖에 없다고 지적하자 근접신관을 장착한 직주 어뢰의 버블제트형 폭발이라고 말을 바꿨다.[90]
- 명단 통지 거짓발표: 국방부는 사고 당시 "실종자 가족들에게 가장 먼저 실종 사실을 알렸다"고 주장하였으나, 실제로는 언론에 4시간 먼저 명단을 밝힌 것으로 드러났다.[275]
- 천안함 보고서: 2010년 6월 11일 국방부는 천안함 보고서를 미국에 전달했는지 여부에 대해 "힐러리 국무장관에게 주었다는 400페이지 자료는 합동조사단에서 만들지도 않았고 미국,중국측에 전달한 적도 없다"고 주장하였으나,[276] 6월 24일, 미국 대사측이 "주한 미국 대사관에서 한국 국방부로부터 받은 공식문서는 251쪽 분량의 보고서가 있다"고 증언하자 국방부는 "400쪽 분량의 보고서는 정부에서 작성한 바 없고, 251쪽 분량의 보고서는 유엔에 국제공조를 요청하기 위해 보낸 보고서가 있다"며 보고서의 존재 사실을 시인했다.[277] 천안함 보고서 공개여부에 대해 "천안함 보고서는 일반에는 공개하지 않는다"고 했다가 이후에는 "국방부 홈페이지를 통해 공개하겠다"고 정정했고, 종합보고서 발간 시기도 6월말에서 8월 6일 전후, 8월 중, 9월 중순, 9월 13일로 계속해서 날짜가 바뀌어갔다.[260] 보고서의 여러 모순이 있어서 기뢰 아니면 어뢰가 확실하지 않다.[278]
- 폭발력: 2010년 9월 13일 발표할 예정인 천안함 조사 최종 보고서에 기재될 내용이 일부 공개된 가운데 국방부가 어뢰의 폭발력을 조작, 수정한 것으로 드러났다. 5월 20일 합동조사단의 공식 발표때는 "시뮬레이션을 한 결과 TNT 규모 250kg의 폭발력이 있었다"고 밝혔으나, 이 보고서에는 360kg으로 기재되어 있다. 이렇게 폭발력을 수정한 이유로는 수심 깊이에 따른 폭발력과 어뢰의 폭발력을 맞추기 위한 것으로 이렇게 되면 어뢰의 폭발이라는 설득력은 강해지지만, 당시 관측된 지진파를 분석한 결과는 TNT 180kg으로 나타났기 때문에 조사 결과가 모순이 되며, 지질 자원 연구원이 공중음파를 통해 밝힌 폭발규모인 TNT 260kg과도 맞지 않게 된다. 또한 합동조사단에 의해 200미터가량의 물기둥이 있었다는 진술이 있었으나, 폭발력을 더 올리면 물기둥도 더 커지게 되므로 초병의 얼굴에 물방울이 살짝 튀었다는 진술과도 더 멀어지게 된다. 또한 합조단이 밝힌 어뢰 폭발 수심이 6~9미터였으나, TNT 360kg으로 수정하면 수심도 변경해야 하므로 레일리-윌리스 공식을 대입하면 합조단의 조사 결과 자체가 잘못된 것이라는 지적이 제기되었다. 합조단은 그동안 TNT 규모 200~300kg의 폭발이 있었다고 수시로 밝히며 이에 대한 근거들을 제시해왔기 때문에 TNT 폭발 규모를 이렇게 대폭 수정하면 이전까지 주장해왔던 근거들이 잘못된 것이 된다.[279] 이에 대해 국방부는 "13일 오전 천안함 민군합동조사단이 최종보고서를 발표할 때 관련 자료를 공개하고 설명하겠다"며 답변을 피했다.[280] 합조단은 수중폭발 실험에 대해서도 "선체와 어뢰에서 나온 흡착물질은 거의 동일하고 수중 폭발로 얻은 물질의 성분도 일치한다"고 했다가, "수중 폭발 실험으로 발생한 흡착물은 천안함과 천안함 공격에 사용된 어뢰의 흡착물과는 성분과 양이 상이함을 확인했다"는 설명으로 뒤집었다.[260]
- 탄약고: 탄약고의 경우 정돈된 상태로 존재하는 40mm 탄약고와 76mm 탄약고 사진을 언론에 공개했지만, 9월13일 최종보고서에는 '하역하여 정리한 40mm 탄역상자', '하역하여 정리한 76mm 탄약상자'라는 설명으로 번복됐다.[260]
- 스크류 손상: 합조단은 또 스크루 프로펠러의 변형 문제의 경우, "해저에 부딪쳤기 때문"이라고 설명했다가, "천안함이 급정지 면서 관성력 때문에 생긴 것"이라고 설명이 바뀌었다. 스크루 프로펠러의 손상 문제도 "천안함 스크루에 손상은 없다"는 것이 합조단의 최초 발표였지만, "인양과정에서 생긴 손상"이라고 이후 말이 바뀌었다.[260]

### 군의 부적절한 대응
천안함 사건이 일어나기 직전 북한 잠수정과 해안포의 심상치 않은 움직임이 포착됐는데도, 우리 군이 적절한 대응조치를 취하지 않았다는 논란이 있다. 민주당 신학용의원은 천안함 사건 당일 아침 해군 2함대가 전파한 군 문자정보망 교신 내역을 공개하며 2~3일 전부터 북한 연어급 잠수정 한척과 이를 지원하는 배 6척이 기지에서 출동한 뒤 모습을 보이지 않고, 천안함 침몰 직전 시점에는 북한 해안포 10문이 모습을 드러냈는데도 이렇게 정보가 있음에도 불구하고 전투태세 및 경계태세는 발령되지 않은 점을 문제삼았다. 국방부장관은 "오늘날 지나고 나서 다 이 사건이 북한의 잠수함 어뢰공격이었구나 하는 것을 아니까 오늘날 우리가 이렇게 얘기할 수 있습니다만 그 당시에는 쉽지 않았다"며, 그것을 침투나 도발 징후로 인정하지를 않았다고 해명했다. 민주당 박지원 원내대표는 "많은 우리 장병들이 이로 인해 목숨을 잃었지만 실질적인 최고 책임자 김태영 국방장관은 오늘까지도 국방장관을 엔조이하고 있다"며 국방부장관을 해임하고 사전 정보를 알고도 처리하지 않았던 이들은 군법회의에 회부해야 한다고 주장했다. 이에 한나라당은 "그로 인해 장병들이 목숨을 잃었다"는 표현은 천안함 사건이 북한의 폭침에 의한 것임을 시인한 것”
이라며 "민주당은 지금부터라도 북한에 천안함 책임을 강하게 물어야 책임 있는 공당이 될 수 있다" 고 했다. 민주당 손학규 대표는 “우리는 한국의 공식 입장과 발표를 신뢰한다는 자세를 갖고 있다”면서도 “ 여러 의혹이 정부에 의해 분명히 밝혀지지 않는 것도 사실인 만큼 문제 제기는 야당의 당연한 임무”라고 말했다.

### 정보 은폐
- 어뢰 피격 보고 묵살: 사건 당시 침몰하는 천안함은 “어뢰 피격으로 판단된다”고 2함대사령부에 보고했다. 해군 작전사령부는 ‘폭발음 청취’ 등 외부 공격 가능성을 합참에 보고했다. 그러나 2함대사령부는 ‘어뢰 피격’ 내용을 합참 등 상급기관에 보고하지 않았다. 이로 인해 김태영 장관에게도 ‘폭발음 청취’ 내용은 보고되지 않았다.[285] 이로 인해 사건 발생 9일 뒤에야 어뢰 피격을 인지하게 되었다.[286]
- 교신 일지: 이종걸 민주당 의원은 천안함에 승선해 있던 한 장병이 가족과 휴대전화 통화를 하다 오후 9시16분쯤 갑자기 "지금은 긴급 상황이라 통화가 어렵다. 나중에 통화하자."라고 말한 뒤 전화를 끊었다는 점을 지적했다.[287] 국방부 자료에는 천안함과 제2함대 사령부 간의 교신 기록 중에 사고 직전인 9시 15분부터 22분까지 7분 분량의 내용만이 사라져 있다.[288]
- TOD 영상 은폐: 군 당국은 그동안 사고 발생 장면을 찍은 화면(TOD 영상)은 없다고 밝혀왔으나, 이 동영상이 존재하며, 민군 합동조사단이 봤다는 증언이 보도되었다.[289] 또한 천안함에 근무하다 전역한 장병들은 "TOD영상은 항상 녹화하고 있는게 원칙"이라고 증언하였으며, 40분짜리 영상을 1분 20초로 편집하여 공개했다가 나머지 영상을 다시 공개하여 은폐 혐의가 불거진 점, 그 이후에 또 "40분 영상 이외의 영상은 없다"고 했으나 다른 영상이 더 있던걸로 또 드러났던 점, 침몰 전후의 장면이 모두 있지만 사고시각인 9시 22분의 영상만 없다는 점들 때문에 TOD 영상 은폐 가능성이 꾸준히 일고있다.[290][291] 민주노동당 이정희 의원은 "합동참모본부 산하 정보분석처에 소속된 A대령과, 정보작전처에서 B대령을 비롯한 관계자들도 동영상을 봤다"고 주장했으며,[292]김태영 국방부장관은 TOD 동영상을 편집하라고 지시했다.[293] 국방부는 처음에 "TOD 동영상은 버튼을 눌러야 녹화 된다"라고 말했다가 "스위치를 눌렀는데 안 찍혔다"라고 말했다가 "자동 녹화된 TOD 동영상이 있다"라고 수차례 번복했다.[260]
- 생존 장병들의 외부인 접촉 차단: 생존 장병들은 전원 국군수도병원에 입원한 채, 정신과 치료가 필요하다는 이유로 외부인과의 접촉을 일시적으로 불허하기도 했으며, 또한 지방선거 기간중 경남 진해의 교육사령부에서 2주간 격리 교육을 받았다. 하지만 국방부는 이 사실을 감추고 "생존자들이 자유롭게 지내고 있다"고 말했다.[294]
- 천안함 절단면 비공개: 국방부는 유언비어를 차단한다는 이유로, 선체 인양시 함수와 함미의 절단면을 그물로 은폐하고, 언론의 300야드 이내 접근을 차단한 채 작업을 진행했다.[295] 그러나 국방부는 5월 20일 절단면을 공개했고 31일에는 일반인들에게도 공개하며 사진 촬영도 허가했다.
- 보안 서약서 요구: 인양 작업에 참여한 민간업체 관계자들에게 보안서약서를 요구했다. 언론매체와 인터뷰를 한 백령도 주민들에 대해 기무사와 경찰이 추궁했다.[296]
- 보고서 미공개: 국방부는 사고 경위를 조사한 결과를 담은 보고서를 비공개로 하였다. 국방부는 250여쪽의 보고서를 500여부 발간하여 배포할 계획으로 사실상 공개할 방침을 정했으면서도 국민들에게는 이를 공개하지 않고, 보고서의 내용을 재편집해 백서를 발표했다. 국방부 관계자는 "미국의 9·11테러 보고서도 공개하지 않았다" 며 "군사적으로 예민한 내용이 일부 포함돼 있기 때문에 언론이나 일반에게는 공개하지 않을 것"이라고 밝혔다[297]
- 가스터빈실 인양: 국방부는 가스터빈실이 침몰 해역에 그대로 있었는데도 이를 찾지 못하고 뒤늦게 인양하였다. 해난 구조 및 인양 전문가인 이종훈은 CBS와의 인터뷰에서 "가스터빈실은 함수, 함미가 부러진 자리에서 초기서부터 거기에 있었다. 군도 거기에 있었음을 처음부터 알고있었을 것이다. 하지만 그것이 왜 이제서야 인양됐는지는 모르겠다"라고 밝혔다.[298]
- 침몰 지역 해저에서 발견된 선박: 국방부는 천안함이 침몰한 사고 해역에서 해저에 침몰해있는 선박이 존재함을 알고있었음에도 이를 공개하지 않았다. 국방부는 "천안함 사고와 침몰 선박은 관계가 없고 원인 규명에도 도움이 안 돼 공개하지 않았다"고 해명하였으나, 그동안 천안함 침몰 사건의 원인 규명을 해오던 중 여러 가지 가능성을 염두에 두고 정보를 공개해야 하는 상황에서 부적절한 정보 은폐에 대한 비판이 제기되었다.[299]
- 조사단의 구성원 문제: 2010년 5월 3일 민간조사단으로 조사에 참여하고 있는 신상철은 "침몰사고의 원인이 무엇이든 지휘통제 부실의 책임을 져야 할 사람들이 조사를 전담하고 나서는 것은 문제가 많다", "국방부 발표를 보면 북한 소행으로 단정지어 놓은 상태에서 보복이니 응징이니 하면서 큰 소리를 치고 있다. 이런 조사를 믿을 수가 있나.", "비밀유지 각서를 썼기 때문에 말할 수 없다. 다만 어뢰나 기뢰에 의한 공격이 아닌 것만은 분명해 보인다"며 정부의 은폐, 조작에 대해 우려했다.[300]

조사단의 구성원 문제나 은폐 가능성을 제기했던 신상철(서프라이즈 대표)에 대한 비판도 존재한다. 민주당 안규백 의원은 12일 동아일보와의 통화에서 “외부 모 인사에게서 ‘신 씨가 가장 적합하다’는 얘기를 들었다”며 신상철을 추천한 경위를 밝혔다. 신상철은 조사단 회의에 1회에 한해 2시간밖에 안 있는 등 조사활동에 참여하지 않은 채 군사기밀 공개를 요청하고 진보성향 언론들을 통해 "미군 함선과 충돌했다" 혹은 "주한미군 사령관이 한주호 준위 분향소를 방문한 것이 미군이 연루된 증거다" 등의 주장을 내세웠다. 이에 국방부는 "전문성이 없는 인사가 조사위원으로 활동하기에 적절하지 않으며 이로 인해 공식결론에 반하는 내용을 조사위원 자격을 내세워 주장하는 등 대외적으로 불신 여론을 조장하여 공신력을 실추시키고 있다"고 밝히고 민주당에 교체를 요청했고, 신상철을 추천한 것에 대한 민주당의 책임론도 제기되었다.
민주당은 조사단 활동이 일주일 정도밖에 남지 않았기 때문에 교체는 어렵지만 문제가 되는 활동에 대해서 앞으로 공명정대하게 할 수 있도록 감독하겠다고 밝혔다.
- 선체 안에 있던 탄약: 천안함에 탑재돼있던 무기가 어떤 상황인지 알기 위해 언론이 취재를 요청하자 국방부가 이를 공개하겠다고 해놓고도 이후 이를 의도적으로 폭발처리한 것이 뒤늦게 드러났다.[308]

### 반대론자들에 대한 고소 고발
천안함 사태에 대해 문제를 제기해 논란을 일으켰던 사람들중 상당수는 고소, 고발을 당했다. 대표적으로 도올 김용옥, 천안함 조사위원이었던 신상철과, 박선원 전 청와대 통일안보전략비서관, 민주노동당 이정희 의원 등이다. 이러한 반대론자들에 대한 해군, 국방부 등의 고소, 고발은 반대론자들에 대한 탄압으로 비춰졌으며 천안함의 조사 결과에 대해 의문을 제기했던 이승헌 버지니아대학교 물리학 교수는 "정부의 천안함 결론에 대해 문제를 제기하는 사람들이 고소됐다. 이것은 현재 우리 사회가 합리적인 사회가 아니라는 것을 보여줄 뿐이다."라고 지적했다. 국방부는 허위사실 유포로 명예가 훼손되었다며 고소 이유를 밝혔다. 한편 김용옥은 보수단체로부터, 이정희는 해군 대령 개인으로부터 고소 당하였다. 국방부로부터 고소를 당한 박선원 전 청와대비서관은 어뢰피격설이나 암초설을 주장한 적이 없다며 언론사 관계자를 고소했다.
천안함 침몰 원인이 조선민주주의인민공화국에 의한 버블제트형 어뢰 폭발에 의한 것이라는 국방부의 근거에 대해 주로 대한민국 이외에 거주하는 학자들이 문제를 제기하고 있는 것에 대해서도 "(대한민국내 학자들이)보이지 않는 손에 의해 압박을 받고 있다", "의혹을 제기한 학자들이 군의 조사를 받았다"라는 증언이 나왔다.

### 성금 모금 훈장 수여와 징계
2010년 4월 14일 천안함 침몰 사건에 대한 성금 모금이 진행되었다. 이전까지 국민성금을 모아왔던 적은 많았으나, 불우이웃이나, 자연재해로 인한 피해 등 금전적 지원이 반드시 필요한 곳에서만 추진되어 왔다. 하지만 이번 사건에서는 개인에 대한 재산 피해도 없었기 때문에 금전적 지원이 필요한 경우라고 보기 어려웠으며, 천안함 침몰 원인이 밝혀지기는커녕, 실종자들의 생사조차 확인되지 않은 상황에서 이러한 성금 모금은 부적절하다는 지적이 제기되었다. KBS는 이를 특집으로 생방송하여 시청자 게시판에는 항의글들이 올라왔다. 또한 이 사건의 책임이 전적으로 정부와 국방부에 있음에도 국민들에게 책임을 지우기 위한 것이 아니냐는 지적이 제기되었다. 국방부는 희생자들에 대해 훈장을 수여하고 국민성금까지 모금하여 억대의 보상금을 지급하며 '영웅' 대접을 하면서도 생존자들과 군 지휘관들에게는 징계 또는 격리수용을 하며 책임을 묻고 있다는 점이 모순으로 지적되기도 한다. 도올 김용옥은 이번 사건은 패전이라는 지적했다. 중앙일보도 칼럼을 통해 '산 사람은 죄값을 받고, 죽은 사람은 훈장을 받는다'는 의미로 "생자유죄(生者有罪), 망자유공(亡者有功)"이라는 격언을 언급하며 모순을 지적했다. 또 "강릉무장공비 사건(1996), 동해 잠수정 침투 사건(1998), 북한군의 전방 사단 철책 통과 사건(2005) 등에선 지휘관을 형사입건하지 않았다."며 지휘관의 재량권을 인정해야 한다는 주장과 함께 최원일 함장이 58명을 구조한 공도 인정해야 한다는 견해도 있었다. 또한 천안함이 북측의 이든, 사고로 인한 것이든간에 근무를 제대로 하지 못했다는 것인데, 어느쪽이든간에 이들에게 영웅, 용사 등의 호칭을 사용하는 것이 적절한지에 대한 논란도 있다. 정부는 이들에게 공식적으로 '용사'라는 호칭을 사용하고 있으며 사건 1주기가 되는 2011년 3월, 기업, 학교에 천안함 용사 추모 현수막과 홈페이지 배너를 달라는 내용의 공문을 보냈다.

### 문제 제기한 누리꾼을 내사
천안함의 침몰 원인에 대해서 문제를 제기한 누리꾼들을 국가정보원이 내사했다. 국정원은 해당 누리꾼들의 수년치 이메일을 열람했고, 이들 누리꾼들은 북에 동조한 이유로 수사를 받았다.

### 기타
- 제3의 부표 논란: 한주호 준위가 함수도 함미도 아닌 제3의 부표에서 수색 작업을 벌이다 사망했다는 주장이 제기되었다.[322] KBS 단독 보도에 따르면 제3의 부표는 함수에서 북서쪽으로 1.8 km 떨어진 용트림 바위 앞 지점에 빨간색 부표가 설치된 곳으로, 작업 당시 대원들의 증언, UDT 동지회 추모회가 열렸을 때의 추도사("부표가 있는 곳에서 추도사를 읽겠습니다"라는 발언) 등을 증거로 제시했다. 이 제3부표에서 함께 수색 작접을 한 UDT 동지회 대원들은 자신들이 발견한 대형 구조물이 천안함 함수인 줄 알고 작업했다고 진술했으나 실제 함수는 다른 곳에 있었음이 밝혀져서 해당 구조물이 무엇인지 대해서도 논란이 일어났다.[323] 이에 대해 국방부가 강하게 항의하자 KBS는 해군의 반박 의견을 보도했다. 국방부는 대원의 증언은 착오나 거짓이며 추모회는 장소를 착각하고 열었던 거라고 반박했다. UDT 동지회는 보도에 대한 항의나 반박을 하지 않았다. 제3부표는 함수가 처음 발견된 곳이며 조류로 인해 함수가 현재 위치로 이동했다는 반론도 제기되었다.[324] 또한 한주호 준위의 영결식장에 월터 샤프 한미연합사령관이 방문하여 유가족에게 직접 흰색 봉투를 전달한 것도 논란이 되며 한미연합훈련 관련설, 미군 개입설 등이 제기되었다. 박영선 민주당 의원은 봉투를 금일봉이라 주장했으나 국방부는 위로의 편지가 담겨 있었다고 반박했다.[325]
- 공무원들에 대한 교육: 6월 23일 정부는 "전국 공무원들을 대상으로 4대강 사업과 천안함 사건에 대한 대대적인 교육을 실시하라"는 내용의 공문을 지자체와 각 부처에 발송해 비난을 받았다.[326]
- 네티즌 반응: 천안한 사건에 대해서 인터넷 상에 다양한 주장들이 제기되었다.[327] 경찰은 천안함 사건과 관련된 허위사실을 주장한 네티즌을 불구속 입건했다.[328]
- 초등학교 동영상 상영 요청: 2010년 9월, 서울 성동경찰서의 지시로 경찰 내부 교육자료로 쓸 목적으로 만든 천안함 침몰 홍보 동영상을 일선 초등학교들이 반대에도 불구하고 2개 초등학교에서 상영하였다.[329] 해당 동영상을 제작한 인터넷신문 '코나스'는 동영상 내용이 공식발표와 공개된 사실로만 제작되어 안보교육자료로 문제가 없다고 주장했다.[330][331]
- 천안함 보고서 만화 논란: 국방부가 9월 13일 발간한 최종 보고서에 기재된 만화의 내용중 "확실한 증거 없이는 기사 함부로 쓰지마라. 잘못했다간 한 방에 가는 수가 있다"라는 내용이 있어 기자들에게 보내는 경고 메시지가 아니냐는 비판을 받았다.[332]
- 조현오의 발언 논란: 2010년 8월 대통령 이명박이 내정한 조현오 경찰청장이 천안함 유족들이 '동물'처럼 울부짖었다는 발언으로 파문이 일었다.[333] 조현오는 후에 유족들을 찾아가서 사과하였으나, 일부 유족들은 "찾아오지도 않고 유족들을 경찰청으로 불러들인 것은 진정성이 없다"며 사과를 받아들이지 않았다.[334]
- KBS 추적60분 편집, 징계 논란: 2010년 11월 17일 방송된 KBS 추적 60분에서 어뢰 추진체 안에서 발견된 가리비에 대한 문제 제기와 국방부가 가리비를 제거한 것에 대한 이의가 제기된 내용, 그리고 천안함에 탑재돼있던 무기가 어떤 상황인지 알기 위해 취재를 요청하자 국방부가 이를 공개하겠다고 해놓고도 이후 이를 의도적으로 폭발처리한 정황을 잡은 내용 등을 방송할 예정이었으나 상부에 의해 삭제 지시가 들어왔고, 제작진이 이를 수용하지 않자 추적 60분 방송 취소를 하기 위한 이중 편성에 들어갔다. 결국 제작진은 이를 수용하였고 해당 내용은 삭제 후 방영되었다.[308] 이후 추적60분 제작진은 중징계에 해당되는 경고를 내렸다. 징계에 대한 근거로 방송심의에 관한 규정 9조(공정성), 14조(객관성) 조항을 들었다. 그러나 그 조항이 매우 모호하며 포괄적이라 입맛에 맞게 해석할 수 있다는 지적이 제기되었다.[335] 이에 대해 전국언론노조 KBS본부는 비판적 언론 보도에 재갈을 물리려는 시도라며 일제히 반발했다.[336] 이후 방송통신위원회는 뇌격에 의해 천안함이 침몰했다는 결론 자체가 오류로 해석될 여지가 있으며 방송심의규정의 ‘공정성’과 ‘객관성’ 등의 조항을 위반했다는 이유로 PD수첩 제작진에 대한 경고 징계를 결정했다. 이에 대해 PD들은 반발했다. 천안함편을 제작한 강윤기 PD는 "우리가 검증한 것은 여러 측면에서 종합한 것인데 무조건 틀리다는 식으로 주장하는 반면, 정부 발표는 전혀 문제점을 지적하지 않았다"고 지적했다. 같이 취재했던 심인보 기자도 "정부의견과 발표에 반하면 제재대상이 될 수 있다는 것으로 언론에 탐사보도를 하지 말라는 것과 같은 얘기이며, 단순히 정부의 발표와 다른 결론을 얘기하는 인상을 줬다는 것만으로 일방적인 판단을 내린 것에 불과하다"고 반발했다[337]
- 북한 검열단 파견 관련: 천안함 사건이 자신들과 관련 없다고 주장하는 북한은 자신들의 검열단을 파견해 조사를 해야한다고 주장했다. 북한 국방위는 "검열단 앞에 함선침몰이 우리와 연계되어 있다는 물증을 내놓아야 하며, 물증에는 단 한점의 사소한 의혹도 없어야 함을 미리 상기시킨다"고 주장했다.[338] 북한의 김영춘 인민무력부장은 "남측의 말대로 조사 결과가 객관적이고 과학적이라면 우리 겸열단을 받아들이지 못할 이유가 없다"고 주장했다.[339] 이에 대해 대한민국은 "천안함 사태가 북한의 소행으로 밝혀졌다"며 "이에 대한 시인과 사과, 책임자 처벌, 재발 방지 대책 등 책임 있는 조치부터 취하라"고 비판했다.[340]
- 시의원 아내 발언 논란: 아프리카TV에서 망치부인이라는 이름으로 방송하는 모 서울시의원 부인의 발언이 구설수에 올랐다. 그는 "미국이 북한에 '(한국의) 훈련 때 반발하지 않고 이명박 대통령 체면을 세워주면 이득을 챙길 수 있게 해주겠다'는 거래가 있었다"라고 주장했으며 이어 "미국은 (한국이) 약식으로 훈련을 하고 마치 대대적 승리를 한 것처럼 뻥튀기를 하기로 북한과 약속한 것"이라고 주장했다. 또한 "이명박 정부가 천안함 폭침이 북한의 소행이란 것을 인정받기 위해 한·미 FTA를 (미국에) 다 줘가며 추진하고, G20 개최로 (국민의) 눈을 가린다"라며 천안함 사건과 미국, 북한과의 거래 가능성을 제기했다.[341]
- 해경의 좌초 보고: 2011년 8월 22일 해경 501함정 부함장이었던 유종철 해경 경위는 천안함 문제 제기로 기소된 신상철 서프라이즈 대표에 대한 서울중앙지법 형사36부 첫 공판에서 이같이 말했다. 유 경위는 해경의 천안함 사고보고서에 최초상황이 ‘좌초’로 기재된 것을 알고 있냐는 질문에 “알고 있다”고 답했다. 그는 또 ‘좌초됐으니 가서 구조하라고 한 것이냐’는 질문에도 “그렇다”고 답했다. 그는 이어 “전문으로 (좌초라는 전달이) 왔다”며 “구조하러 가는 중에 ‘좌초’라고 연락을 받았다”고 말해 ‘좌초’라고 적시된 전문이 존재함을 최초로 공개했다. 그는 또 ‘좌초’의 의미에 대해 단순히 배의 침몰 상태 또는 모든 침몰 사고일 경우가 아니라 “암초에 걸린 해난사고일 때 좌초라는 말을 쓴다”고 밝혔다.[342]
- 북한의 천안함 공격 사전통보 가능성: 박선영 (1956년) 자유선진당 의원은 2011년 2월 11일 뉴시스와의 전화통화에서 "중국 대북 정보 계통의 고위층 인사로부터 북한이 천안함 사고를 일으키기 하루 전에 중국에 알려줬다는 말을 들었다. 더 구체적으로 말하자면 북한은 중국에 천안함을 명시하지는 않고 '한국을 상대로 손을 좀 볼 것이다. 작은 작전을 하나 하겠다'고 말했고 그 다음날 천안함 사건이 터졌다더라"고 주장했다.[343]
- 늑장 대응 논란: 이명박 대통령은 국가안전보장회의를 사고발생 11시간 후인 다음날 8시에 소집하여 늑장 대응 논란이 일었다. 제2연평해전에서 김대중 대통령이 약 5시간만에 열었던 것과 비교해도 너무 늦은 소집이라는 의견이 있었고 한편으로는 즉시 소집했어야 했다는 비판이 있었다.[344]

## 각계의 반응
조사단의 발표는 과학적이고 객관적인 것으로 평가되기도 하지만, 잠수함의 이동 경로에 대해서는 설명이 충분하지 않다는 지적이 있다.
독일, 미국, 스웨덴, 영국, 오스트레일리아, 일본, 캐나다, 태국, 등 각국(가나다순)은 조사단의 발표를 지지하는 성명을 발표하거나 인정하였다. 러시아와 중국은 신중해야 한다는 입장을 밝혔다. 이명박 대통령은 "대한민국에 살면서 북한 소행이 아니라고 믿는 것은 정말 아니라고 생각한다"고 말했다.

### 대한민국 국회
천안함 침몰 사건에 대해 대한민국의 여야 정당들은 정 반대의 해석과 책임론을 주장했다. 여당인 한나라당은 북한의 책임론을 주장하며 김대중, 노무현 정부의 대북정책에 비판을 가했으며, 야당인 자유선진당과 미래희망연대도 이에 동조했다. 다른 야당인 민주당과 민주노동당, 진보신당, 국민참여당 등은 정부의 조사 결과에 의문을 제기하는 한편, 합동조사단의 조사결과 발표 이후에는 해전에서 이렇다할 대응은커녕 적의 움직임조차 전혀 파악하지 못하고 타격당했다는 점을 들어 정부의 구멍뚫린 국방정책에 대한 비판을 제기하였다. 이러한 정치권의 대립되는 책임론은 2010년 6월 2일에 있을 지방선거에서 우위를 점하기 위한 전략이라는 해석이 지배적이다. 천안함 사건이 조선민주주의인민공화국의 공격에 의한 것일경우 조선민주주의인민공화국에 대해 비판적인 성향을 가진 보수주의자들을 결집시키는 결과를 불러올 수 있으며 지지율이 상승한다고 보는 것이다. 한편, 합동조사단의 천안함 사고 조사 발표날짜를 원래 5월 23일에 하기로 하였으나 이날은 노무현 대통령 서거 1주기이기 때문에 너무 노골적이라 미국측의 반대로 앞당겼다는 주장도 있었지만 국방부는 이를 부인했다. 최종 보고서에서도 정치권의 반응은 엇갈렸다. 한나라당은 "영국과 스웨덴이 참여한 객관적 조사를 세계 주요국들이 인정했다"며 의혹이 완벽하게 해소되었다고 주장했으며, 민주당 등 야당은 "여론조사에서도 국민 3명 중 2명이 믿지 못한다. 외국 언론이나 러시아 보고서들도 계속 의혹을 제기하고 있다"며 각종 문제가 남아있다고 주장했다. 이렇게 의혹이 해소되지 않았다는 주장들이 나오는데 대해 국방부는 "굉장히 많은 세력이 (진실과) 다른 방향으로 끌고 가려고 노력했고, 그게 성공했다"고 주장했다.
보고서에서 국방부의 대처나 반성에 대한 내용이 전혀 없던것도 지적된다. 민주당 신학용 의원은 "군의 책임에 대해선 단 한 줄도 언급을 하지 않았다"라고 지적했다.

### 각계 인사
- 도올 김용옥은 "천안함 조사 발표를 하는데 자기 부하들, 불쌍한 국민들을 다 죽여놓은 패잔병들이 개선장군처럼 앉아서 당당하게 발표하는 그 자세에 너무 구역질이 났다", "일본의 사무라이 같으면 그 자리에서 할복자살해야 할 감"이고,"나는 정부 발표를 0.00001%도 신뢰할 수 없다"라고 말했다.[355]
- 강정구 동국대 교수는 퇴임 고별강의에서 "(천안함 침몰은) 단순한 사건이 아니라 사건으로 만든 것이기에 '사건화'다"라며 천안함 사건에 의문을 제기한 뒤, "천안함 사건에 대해 합리적 의심을 제기하면 빨갱이로 몰리는 것이 한국사회"라고 말했다.[356]
- 한국 천주교 주교회의 민족화해위원장 김운회(루카) 주교는 민족 화해와 일치를 위한 기도의 날을 맞아 발표한 '행복하여라, 평화를 이루는 사람들! 그들은 하느님의 자녀라 불릴 것이다'[357]를 제목으로 한 담화에서 "희생당한 천안함 장병들의 영혼과 유가족들을 위해서 기도합시다. 또한 그들의 죽음이 헛되지 않고 평화의 씨앗이 되도록 해야 합니다."라고 말했다. 그리고 "이를 통해서 우리는 그동안 우리가 누렸던 평화로운 상황이 매우 취약한 것이었다는 사실과 함께 화해와 일치를 통한 평화로운 공존의 중요성을 다시 한 번 절실하게 실감하게 되었습니다. 이러한 상황에서 가장 우려되는 점은 남북의 대결양상이 장기화될 수도 있으며 심지어는 더욱 악화될 수도 있다는 사실입니다. 남북 간의 대결이 심화되면 남북 모두가 고통을 받게 됩니다. 특히 북한 주민들의 어려움은 더욱 악화될 것이고 미움과 거부감은 더욱 누적될 수밖에 없을 것입니다. 우리는 이 같은 남북 간의 대결상황이 하루빨리 해소되기를 기대합니다."라고 말하면서 "우리 정부는 기존의 대북정책이 갖는 한계를 겸허하게 수용하여 대북정책의 기조를 보다 유연하게 수정할 필요가 있으며, 북한은 대한민국과의 긴장 국면을 내부 정치에 활용하려는 의도를 포기하고 어떠한 경우라도 군사력을 동원하는 무력행동을 해서는 안 될 것입니다. 어떠한 이유로도 폭력과 전쟁을 통한 문제해결은 정당화 될 수는 없기 때문입니다."라고 촉구했다. 또한 신자들에게도 "평화를 위한 끊임없는 기도가 필요합니다. 북한 지도부에 대한 미움 때문에 기도가 멈추게 되면 그 자리에 미움이나 원망, 보복이 자리 잡게 됩니다. 기도가 계속되어야 화해와 용서의 메시지를 전할 수 있고 진정한 평화를 이룰 수 있습니다. 주님께서는 우리에게 화해의 임무를 맡기셨습니다. 2010년에 맞이하는 민족의 화해와 일치를 위한 기도의 날인 오늘, 한국 천주교회의 모든 신앙인들은 이 화해의 직분을 어느 때 보다도 훌륭하게 수행할 마음을 갖추고, 이 나라 이 땅에 새 하늘과 새 땅, 정의와 평화와 화해와 일치의 하느님 나라가 건설되기를 기도합시다."[358]
- 피델 카스트로 쿠바 국가평의회 전 의장은 "미국이 일본에서 철수 논란을 빚고 있는 오키나와 기지 주둔을 유지하기 위해 해군 특수부대인 네이비실을 통해 한반도에 긴장감을 높이려는 목적으로 천안함을 격침"고 주장했다.[359]
- 최장집 고려대학교 명예교수는 "정부가 선거 가까이 천안함 같은 이슈를 만들고 여론을 동원하는 스타일을 보여줬는데, 과거 권위주의 정권이 하던 걸 재현한 것이죠. 퇴행입니다. 지금 온세계가 평화를 지향하고 있는데, 한반도에서 다시 전쟁 가능성이 운위된다는 건 곤란하죠"라고 말했다.[360]
- 소설가 이외수는 자신의 트위터에서 "천안함 사태를 보면서 한국에는 소설쓰기에 발군의 기량을 가진 분들이 참 많다는 생각을 했다"며 "나는 지금까지 30년 넘게 소설을 써서 밥 먹고 살았지만 작금의 사태에 대해서는 딱 한 마디밖에 할 수가 없다"면서 "졌다"고 말했다.[361]
- 그동안 천안함 침몰 사건에 대해 여러 가지 문제를 제기해왔던 박선원 브루킹스연구소 초빙연구원과 존스홉킨스대학교의 서재정 교수, 버지니아대학교의 이승헌 교수, 캐나다 매니토바대학교의 양판석 교수등 4명은 9월에 발표된 국방부의 천안함 최종 보고서에 대해서 의문이 남아있다고 주장하며 독립적으로 연구를 해 나갈것이라고 밝혔다.[362]
- 도널드 그레그 전 주한 미국 대사는 뉴욕타임스에 기재한 <‘북한의 반응 살피기’>라는 제목의 기고에서 자신의 러시아 친구가 "러시아가 천안함 보고서를 공개하지 않는 이유는 러시아의 조사 결과가 이명박 대통령에게 큰 정치적 타격을 주고 버락 오바마 대통령을 당황하게 만들 수 있기 때문"이라고 말한 것을 인용했다. 그는 러시아가 조사 결과를 공개하지 않는 이유에 대해서 믿을만한 친구에게 물어본 결과 이같은 대답을 얻었다고 밝혔다.[363] 그는 또한 교통방송 영어 FM과의 인터뷰에서도 "정보기관(CIA) 고위간부 출신인 내 판단으로는 북한이 3차 정상회담을 제안하고 이희호 여사의 평양 방문을 초청해 추진하던 상황에서 남한 군함을 격침시켜 스스로 (남북관계의) 일정을 흩트린다는 건 이해되지 않는다"라며 정황상 맞지 않는다는 주장을 제기했으며, MBC 뉴욕특파원과의 인터뷰에서도 "한국 정부가 러시아 조사단의 천안함 조사 활동을 막았다"는 주장을 제기했다.[364]
  - 토머스 허바드 전 주한 미국 대사는 `천안함 침몰이 사고일 가능성이 있다'는 도널드 그레그 전 주한 미국 대사의 주장에 대해 `객관적 근거가 없다'며 북한 어뢰가 천안함을 격침했다는 국제조사단의 조사결과를 전폭적으로 신뢰한다고 밝혔다. 허바드 전 대사는 그레그 전 대사가 자신이 파악한 러시아의 자체 조사결과를 하나의 근거로 주장하는데 대해 "이 문제에 대한 러시아의 다른 정보와 판단을 보지 못했으며, 이번 사안에 대해 러시아 정부가 어떤 공식적인 입장을 냈다고도 생각하지 않는다"고 말했다. 그레그 전 대사가 북한이 천안함을 공격했다면 `왜 그런 행동을 했는지 동기가 불분명하다'는 나름의 주관적 해석이나 이 사건에 대한 러시아 정부의 공식적 입장이 아닌 정체불명 보고서에 기대어 '사고 원인이 북한의 뇌격이 아닐 수 있다'는 주장을 했다는 설명이다.[365][366]
- 강원 강릉 잠수함 침투사건의 무장간첩 출신인 이광수는 "천안함이 날조되었다는 북한 주장은 엉터리" 라고 강조했다. 그는 "북한에서는 어뢰를 손수 정비한다. 정비하기 위해 분해하면서 (조립 때 혼선을 막을 목적으로) 1, 2, 3번 등 번호를 적는다."고 밝히고 "의혹을 제기하는 일부 인사들 언급을 보면 무슨 생각을 가졌는지 모.르겠다."고 말했다. 이씨는 북한에서 14년간 잠수함에서 어뢰를 다루는 조타수와 수뢰수병으로 근무했었다.[367]
- 이상우 국방선진화추진위원장은 북한이 천안함을 공격한 사건은 북측이 비정규전이나 특수전을 특징으로 하는 제4세대 전쟁을 준비해왔음을 입증한 사례라고 밝히고 소규모 특수전부대로 대형 수상함을 격침시킬 수 있음을 보여줬다며 북한이 이런 비대칭전과 정규전을 배합하는 전쟁을 기획하고 있다면 우리에게는 새로운 위협”이라고 강조했다.[368]
- 홍성기 아주대 교수는 좌초설 주장은 암초가 있는 것부터 확인해야 하는데,암초가 없다는 것도 확인되지 않았다고 주장하는 점이 문제라고 지적했다. 합조단의 주장에 대해서는 조목조목 문제점을 지적하고 증거를 요구하면서 좌초설 신봉자의 모든 의혹과 주장은 아무런 증거제시의 요구 없이 액면가로 받아들인다면서 단순한 의문이 아니라 어떤 주장을 하는 순간 입증의 의무가 발생한다고 말했다. 또 좌초가 천안함 침몰 원인에서 배제된다면, 어뢰와 기뢰에 의한 외부폭발 이외에는 다른 원인이 있을 수 없고 그렇다면, 형광등, 견시병 이야기, 부상의 유형, 프로펠러 등등에 대한 문제제기는 실은 아무런 의미가 없는 ‘곁다리 의문’에 불과한 것이라고 주장했다. 그러나 합조단이 가장 중요한 천안함 함체 자체를 외부폭발의 증거로 제시하면, 조작설 신봉자들은 소소한 곁다리 의문 열 개를 늘어놓으면서 해명보다 의혹이 더 많다고 길길이 뛰고 있다고 지적했다.[369]
- 부산참여자치시민연대와, 민주노총 부산본부, 6·15 공동선언실천 남측위원회 부산 본부, 부산경남우리민족서로돕기운동, 부산 평화와 통일을 사랑하는 사람들 등 5개 단체는 기자회견을 열어 천안함 사건에 대한 국정조사를 촉구했다. 이들은 생존 장병이 보지 못했다는 물기둥의 존재 여부, 절단면에 폭발의 흔적이 없다는 점, 사건 초기 티오디영상 미공개, 연어급 잠수함의 실체, 외국 조사단의 활동과 역할 등에 대한 정보 공개를 촉구했다.[370]
- 한상렬 진보연대 상임고문은 "이명박 정부가 6·15 남북 공동선언을 파탄 내고 한미군사훈련 등으로 긴장을 고조시킴으로써 천안함 승조원들의 귀한 목숨을 희생시켰다"고 주장했다. 그는 또 "이명박식 거짓말의 결정판", "한·미·일 동맹으로 자기 주도권을 잃지 않으려는 미국과 이명박 정권의 합동 사기극 가능성"등을 제기했다.[371]
- 봉은사 주지 명진스님은 "천안함 침몰이라든가 이런 사건도 이상훈 국방장관이 관련됐던 율곡비리 때부터 국방장비를 잘못 들여오고 잘못 만들고 한 것 때문에 일어났다"라며 "그 전에 과거 정권에서 군납비리하고 뇌물사건으로, 율곡비리사건으로 구속이 됐던 분이다. 전직 국방장관이라는 그런 위치를 갖고 있으면서 그런 비리에 연관됐던 분"라고 비판했다.[372]
- '알렉산드르 제빈' 러시아 극동연구소 한국연구센터장은 칼럼에서 러시아측이 제기한 의문점들을 언급하며 "누구에게 유리한 것인지 생각해보라”는 로마의 격언을 상기한다면, 이번 사건을 통해 가장 득을 본 것은 바로 미국"이라고 지적했다.[123]
- 장기표는 천안함 침몰은 북한의 소행이 분명해 보이며 이는 정부의 증거보다 북한의 공격이 아닌 경우 그 원인을 찾을 수 없기 때문이라고 밝혔다. 내부폭발이나 좌초 또는 다른 배와의 충돌에 의한 것에 대한 증거가 없고 그 경우 수많은 사람들이 그러한 사실을 알고 있을 텐데, 이를 은폐하는 것을 불가능할 것이라고 말했다. 또 2009년 11월 대청해전 참패의 책임을 지고 물러났던 북한의 정명도 해군사령관이 천안함을 침몰로 대청해전에서의 참패를 설욕하여 대장으로 승진된 점, 중국이나 러시아가 대북한 압박에 적극 동참하지는 않았지만 천안함사건이 조작되었다고 주장하지 않는 것도 근거로 들었다.[373] 또한 감사원의 감사 결과 드러난 새떼 조작 보고서와, 최초 어뢰 타격에 의한 보고가 묵살된 점 등을 들며 국방부와 이명박 정부의 조치가 천안함에 대한 광범위한 의혹과 음모론을 야기시켰다고 주장했다.[373]
- 구상찬 의원은 천안함 사태에서 중국인은 한국과 미국으로 탓을 돌리고, 한국인은 북한 탓으로 돌린다고 설명하였다.[374]
- 신상철은 "천암함 침몰 원인과 관련해 정부와 다른 의견을 제시한 것은 죄가 되지 않는다"라고 말하였다.[375]
- 한국일보 토론 기사에서[376] 안병준 교수와 정세현 전 장관의 대담으로 이명박 정부가 사태를 대비 못한 책임 있다라는 견해를 표현하였다.
- 사건이 발생한 원인에 대해 북한 군사문제와 군수산업에 정통한 고위 탈북인사는 "1999년 연평해전에서 참패한 북한이 이후 10년간 준비해 온 결과"라고 말했다. 북은 연평해전에서 연이은 패전에 대한 충격으로 군의 사기가 땅에 떨어졌고 이를 만회해야 한다는 목소리가 높아져 1999년부터 이를 준비했다는 것이다. 그는 이어 "북한은 남측 함정이 내는 고유한 선체소음을 어뢰 CPU(중앙처리장치)에 저장, 10km 이상 떨어진 원거리에서도 감지해 추적·격발되도록 해놓았다"며 "이는 천안함이란 특정 함정을 깨기 위해 목표를 정해놓고 기회를 노리고 있었다는 의미"라고 주장했다.[377]
- 만화가 주호민은 이 사건을 비하하는 삽화를 그려서 큰 논란에 휩쌓였다. 이후 이 사건으로부터 9년이 지난 뒤에 천안함 피격 사건에 대한 자신의 행보에 대해 사과했다.[378]

### 여론 조사
조사초기인 4월 11일 리서치플러스의 여론결과 정부의 수사가“신뢰가 안 간다”는 응답이 59.9%였고, “신뢰한다”는 응답은 34.9%였다.
합동조사단의 조사결과가 발표된 5월 20일과 21일 실시된, 코리아리서치센터(KRC)의 여론조사에서는 '합조단의 발표대로 북한 소행이 분명하다'는 응답이 72.0%였고, '북한 소행이라는 합조단 발표를 신뢰할 수 없다'는 응답은 21.3%였다.
이명박 "대통령의 대응 및 국가 위기 관리 능력"에 대해서 긍정적이라는 응답이 60.5%였고, "정부 여당이 국가안보 사안을 정치적 목적으로 악용한다"는 응답은 26.5%였으며, "국가안보사안을 정치적으로만 해석하는 야당의 주장에 동의 안한다"는 응답은 58.3%였다.

5월 30일 있었던 여론조사에서 '정부의 조사를 신뢰한다'는 응답이 64%였다. '여당의 정치적 의도가 있다'는 응답은 67.2%였다. 군 책임자 문책에 대해 찬성한다는 응답이 73.9%였다. 9월 8일에 실시된 여론조사에서도 국민들의 32%만 정부의 발표를 믿는다고 답변하여 불신이 여전한 것으로 드러났다. 최종보고서가 발표된 9월 14일에 실시된 여론조사에서 응답자의 47.8%가 신뢰한다고 밝혔으며, 40%가 정부의 발표를 신뢰하지 않는다고 답변하였다. 침몰 원인에 대해서도 '북한의 도발에 의한 침몰'이라는 의견이 57.2%로, 좌초나 충돌에 의한 침몰이라는 의견 15.1% 보다 훨씬 많았다. 여성보다는 남성이 신뢰한다는 답변이 많았고 지역별로는 대구, 경북지역에서 신뢰한다는 의견이 높은 반면, 전남, 광주에서는 신뢰하지 못한다는 답변이 많았다. 또한 한나라당의 지지자들은 신뢰한다는 답변이 많았으나, 야당 지지층들은 불신이 더 높았고, 연령대별로는 50대 이상에서 북한의 소행이라는 답변이 많았고, 젊은층일수록 불신한다는 답변이 많아 계층별로 신뢰의 정도에 차이가 많았다. 9월 17일 문화일보가 실시한 여론조사에서는 57.9%가 최종보고서의 내용을 신뢰한다고 밝혀 여론조사 기관이나 주최측에 따라서 차이를 보였다. 이렇게 국민들중 상당수가 믿지 못하고 있는 것에 대해 김종대 군사잡지 편집장은 "국민들은 보다 자기의 판단이 개입된 참여적인 분위기를 원하는데 쇼윈도에 갇혀있는 진실만 구경하는 피동적인 위치로의 전락이 심리적인 반발을 일으켰다"고 분석했다.
천안함 사건 1주년을 맞아 한국 리서치에 의뢰해 전국 성인남녀 1천명을 대상으로 시행한 여론조사를 한 결과 ‘천안함 사건은 북한의 도발에 의해 발생했다고 보는냐’는 질문에 응답자의 80%가 ‘그렇다’고 답했다. 지난해 9월 조사 결과 72.6%보다 늘어난 수치다.‘그렇다’라고 밝힌 응답자중 ‘천안함 사건이 북한 도발에 의해 발생했다고 생각한 때는 언제쯤인가’라는 질문에 64.2%가 ‘천안함 사건 직후’라고 답했다. 이어‘정부와 군 조사 결과 발표 이후’(23.3%), ‘북한의 연평도 포격 이후’(11.7%) 순으로 응답했다.

### 각국 정부
천안함 침몰 사건에 대해 국제사회는 많은 관심을 보였고 조사결과 발표 후 각국으로부터 국제사회의 대북규탄 메시지가 잇따르고 있다. 2010년 5월 27일까지 국제기구 4곳 및 21개국이 대북 규탄성명을 발표했다.
반기문 UN사무총장:  "대한민국 정부가 천안함 사건에 대해 절제와 인내심을 가지고 침몰 원인의 규명을 위해 국내외 전문가들을 통해 객관적이고 과학적인 조사를 진행해 온 것을 평가한다"며 이같이 밝혔다.
반 총장은 특히 "보고서에 적시된 사실 관계는 매우 엄중하다"며 "유엔 사무총장으로서 이 문제에 대해 계속 깊은 관심을 가지고 대처해 나갈 예정"이라고 강조했다.
 미국 : 백악관은 천안함 조사 결과 발표와 관련한 성명에서 "이번 공격 행위는 북한이 국제법을 무시한 용납할 수 없는 또 다른 사례"라고 비난하고 북한의 행위는 "고립을 심화시킬 뿐"이라고 지적했다. 또한 힐러리 클린턴 미국 국무장관은 5월 26일 천안함 사태와 관련, "이명박 대통령이 강하면서도 인내를 가지고 철저하게 진실을 규명한 것과 그 후 대응책을 마련한 방식을 치하한다"며 "대한민국 정부가 취하는 조치들을 전적으로 지지한다"고 밝혔다. 하지만 북한을 테러지원국으로 재지정하는 문제에 대해서는 이번 사건을 "테러는 아니다"라고 선을 그었다.
 독일 : 독일 외무장관은 "민군합동조사단이 확인한 조선민주주의인민공화국에 의한 천안함 침몰을 강력히 규탄한다"면서 "이것은 유효한 국제법에 대한 중대한 위반 행위"라고 지적하고 대한민국 국민과 대한민국 정부에 대해 전폭적인 지지와 공감을 약속한다"고 밝혔다.
 유럽 연합 : 유럽 연합(EU) 외교 총책인 캐서린 애슈턴 외교·안보정책 고위대표는 아프리카 순방 중 성명을 내고 “나는 이처럼 악질적이고 지극히 무책임한 행위를 강력히 규탄한다”고 밝혔다. 조사결과에 따른 적절한 후속 조처를 취하는데 한국 정부 및 다른 이해당사자들과 긴밀히 협력할 것”이라고 말해 유엔 안전보장이사회 회부 등 국제사회의 대응에 적극적으로 협력하겠다는 의지를 보였다.
 프랑스 : 프랑스 외교부는 대변인 발표를 통해 조선민주주의인민공화국의 뇌격에 대한 대한민국 조사 결과 발표를 지지하고 조선민주주의인민공화국의 이 같은 도발은 중단돼야 한다고 강조했다. 이어 "프랑스는 조선민주주의인민공화국 측이 폭력 행위를 포기하고 국제적 협상 테이블로 복귀해 대화의 장에 참여해야 한다는 입장"이라고 덧붙였다.
 스웨덴 : 천안함 사건 조사에 참여한 스웨덴은 20일 북한의 소행으로 결론을 내린 조사결과 보고서가 만장일치로 채택됐다면서 조선민주주의인민공화국에 대한 외교적 조치가 필요하다고 밝혔다. 빌트 장관은 "조선민주주의인민공화국 어뢰가 천안함을 침몰시켰다는 보고를 받았다"면서 "우리는 이같은 행위를 단호하게 규탄하고, 유엔의 어떤 조처를 할지 지켜봐야 한다"고 강조했다.
 오스트레일리아 : 스티븐 스미스 오스트레일리아 외무장관은 "천안함은 의심의 여지없이 북한의 뇌격을 받아 침몰한 것"이라며 "국제법과 지난 1953년 정전협정을 위반한 북한의 행동은 변명의 여지가 없다"고 밝혔다. 이와 함께 국제사회가 조선민주주의인민공화국을 강력하게 비난해야 한다고 언급했다. 케빈 러드 호주 총리도 천안함 사태를 적대적, 정당성이 없는 행위라고 비난 했다.
 인도 : 인도 외무부는 이날 발표한 '대한민국의 천안함 침몰' 제하 성명을 통해 "대한민국 정부는 천안함 침몰 사건 원인 규명을 위한 민군합동조사단의 조사 내용을 우리와 공유했다"며 "우리는 이번 사건을 규탄하며 비극적 인명손실과 관련 한국 정부에 애도를 표한다"고 밝혔다. 성명은 이어 "인도는 대한민국이 지역 평화와 안정을 유지하기 위해 성숙함과 자제력을 갖고 이번 사건을 처리해 온 점을 높이 평가한다"고 덧붙였다.

 뉴질랜드 : 머레이 매컬리 뉴질랜드 외무장관은 21일 해외 전문가들이 포함된 조사단이 전날 천안함 침몰 원인으로 규정한 북한의 뇌격을 "한반도와 지역 안보에 대한 심각하고, 고의적이며, 정당한 이유없는 도전"이라고 규정한 뒤 "북한의 지도자들은 국제사회가 이 문제를 얼마나 엄중하게 보는지에 대해 어떠한 착각도 해선 안될 것"이라고 말했다. 또한 "뉴질랜드는 한반도 안정을 꾀하기 위한 적절한 대응을 모색하는 과정에서 대한민국과 유관국들을 지지할 것"이라며 "한국이 장병 46명의 생명을 앗아간 비극적 사건을 조심스럽고 신중하게 처리하고 있다는 점을 치하한다"고 덧붙였다.

 러시아 : 메드베데프 러시아 대통령은 25일 천안함 침몰 원인이 북한의 뇌격으로 드러난 것과 관련, "한반도 평화와 안전을 보장하면서 북한에 제대로 된 신호를 주도록 노력하겠다"고 말했다. 이어 "대한민국 측과 긴밀하게 협력해 나갈 준비가 돼 있다"고 강조했다.
 캐나다 : 스티븐 하퍼 캐나다 총리는 천안함 침몰과 관련, 이명박 대통령에 대한 흔들림 없는 지지를 표명하며 조선민주주의인민공화국에게 강력한 국제적 조치가 취해지도록 한국 및 여타 파트너, 동맹국들과 계속 논의하고 협력해 나갈 것이라고 밝혔다.
 일본 : 하토야마 총리는 5월 22일 "북한이 터무니없는 일을 저지르고 있다"며 "국제적으로 협력해 확실히 싸우지 않으면 안 된다"고 말했다. 또 "일본이 대한민국을 확실히 지지하는 것이 중요하다. 두 번 다시 북한이 이런 일을 일으키지 않도록 국제적 환경을 만들어야 한다"고 덧붙였다.

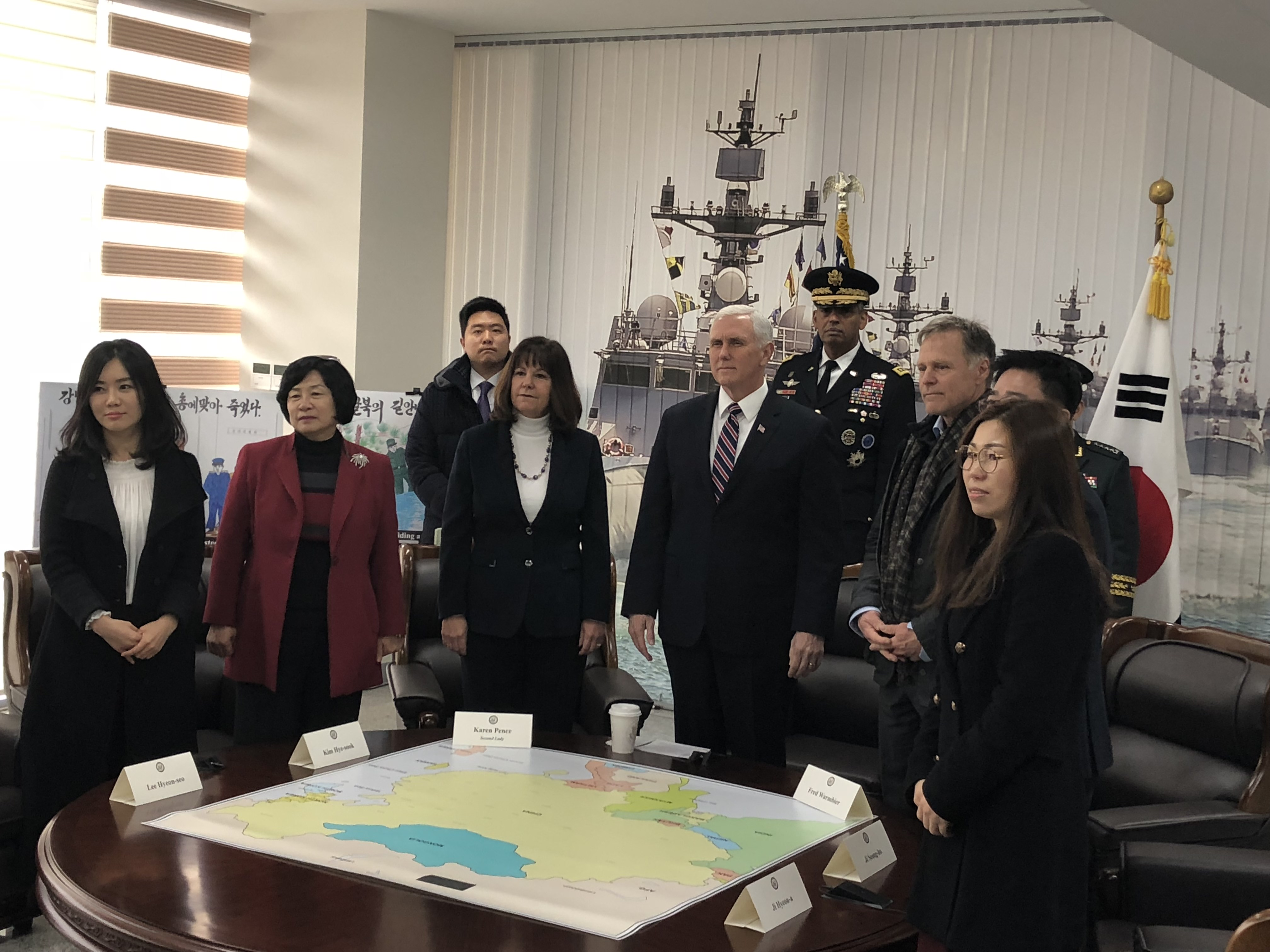
2018년 2월 8일, 천안함 기념관을 방문한 마이크 펜스 미국 부통령 내외, 빈센트 브룩스 주한 미군 사령관, 오토 웜비어의 아버지, 탈북민들

그 외 국가: 세계 자유지도자 70명은 대한민국 민·군 합동조사단의 조사결과를 전폭적으로 신뢰하며, 대한민국 정부의 대북 대응조치를 적극 지지한다”고 밝혔다. 세계 및 아태 자유민주연맹 2010 연차총회에 참석한 참가국(70개국) 대표단은 북한이 최소한의 책임 있는 태도를 취할 때까지 인도적 지원을 제외한 모든 대북지원 및 교류를 전면 중단할 것을 총회 참석 대표들의 정부에 요청하기로 했다”며 “대북 제재 결의안이 유엔 안보리에서 채택될 수 있도록 자국 정부의 협조와 동참을 이끌어내기 위해 노력한다”고 결의했다.

### 당사국 이외의 언론
공식조사발표 전
- 4월 말, BBC는 "조선민주주의인민공화국의 소행이라면 그런 행동이 얼마나 도발적인 건지를 알면서도 조선민주주의인민공화국이 해군 방어를 강화하지도 않은 채 공격을 감행했을 리 없다", "만약 3차 세계대전을 시작할 의도가 없었다면 (조선민주주의인민공화국은) 그렇게 못한다"며 "이것이 바로 (조선민주주의인민공화국의 어뢰가 아닌) 기뢰라고 생각하는 이유"라고 보도했다.[404]
- 4월 26일, LA타임스는 국제위기관리그룹(ICG)의 조선민주주의인민공화국 전문가 대니얼 핑크스톤과의 인터뷰를 보도했다. 그는 "이번 사건을 추적하고 있는 워싱턴의 관리들이 자신에게 천안함이 뇌격을 받았다면 매우 경악할 것"이라고 말했다며 "관리들은 기뢰 가능성에 더 신뢰를 보이고 있다"고 말했다.[404]
- 4월 22일, 파이낸셜타임스는 "대한민국은 통일을 갈망하면서도 경제·사회적인 비용을 감내하려는 모습을 보이지 않고 있다"고 지적했다.[405]
- 4월 30일, 아사히신문은 "국제합동조사단이 지금까지 현장주변에서 입수한 파편 약 330점은 모두 천안함 함체였다."며 "조선민주주의인민공화국 개입설을 입증할 증거는 없다"고 보도했다.[404]
- 5월 19일. 영국 파이낸셜타임스(FT)는 대한민국 국민 사이에서는 예상외로 조선민주주의인민공화국에 대한 공분이 나타나지 않고 있다며 지난 수십 년간 조선민주주의인민공화국의 테러공격과 핵위기 조장 등을 경험하면서 조선민주주의인민공화국의 행동에 둔감해졌고 "대한민국 국민의 엇갈린 감정은 동포애에서 비롯된 것"이라면서 "어릴 때부터 학교에서 통일을 궁극적인 목표라고 배워온 이 같은 민족주의를 무시할 수 없다"고 말했다. 특히 그는 "만약 천안함이 일본의 실수로 인해 침몰했다고 가정해 보라. 대한민국 국민의 분노는 엄청났을 것"이라고 말했다.[406]

공식조사발표 후
- 5월 20일, 영국 파이낸셜타임스(FT)는 사설을 통해 “실패로 끝난 화폐 개혁과 식량위기, 김정일 국방위원장 후계 문제 등을 비롯한 내부 문제로 조선민주주의인민공화국은 파괴 행위와 암살에 의존하는 70년대식 전술로 돌아섰다”면서 “조선민주주의인민공화국의 공격을 묵과하는 일이 없도록 해야 한다”고 주장했다. 북한의 해외 자금원을 봉쇄하는 것은 효과적인 방안일 수 있다”고 권고했다.
- 5월 20일, 월스트리트저널(WSJ)는 이날 ‘천안함호 침몰의 교훈’이라는 제목의 논평에서 “조사 과정에 해외 전문가들을 참여시키는 등 대한민국 정부가 매우 신중히 결론을 내렸다”고 긍정 평가한 뒤 “미국과 대한민국의 대북 포용정책은 실패로 귀결됐다”고 지적했다. 이어 “이번 사건은 조선민주주의인민공화국이 핵무기를 절대 포기하지 않을 것이란 점을 보여줬다”며 “유화정책은 조선민주주의인민공화국의 행동을 변하게 하기는커녕 악화시켰다”며 강경 대응을 주문했다.
- 5월 20일, 산케이 신문은 "대한민국 정부의 발표가 사실일 경우 조선민주주의인민공화국의 잠수정 운용 능력이 ‘세계 최고’ 수준"이라고 보도하였다. “사고 현장은 수심이 40~45m. 로 얕은 바다에서 잠수함 작전 행동은 곤란하다며“과거에도 좌초하거나 어망에 걸리는 등 조선민주주의인민공화국의 조함(操艦)기술도 낮다고 여겨졌다”라고 말하고 “이번 작전에 특화된, 기량 향상을 위한 맹훈련을 반복했다고 밖에 생각할 수 없는 ‘숙달된 모습’”이라며 놀라움을 표현하며 “조선민주주의인민공화국이 이번 공격과 같은 능력을 갖춰왔던 것이 사실이라면, 대한민국뿐만이 아니라, 주한미군이나 일본 해상자위대에게도 큰 위협이 될 것”이라고 말했다.[407]
- 5월 21일, 요미우리신문은 사설을 통해 “미국, 영국, 오스트레일리아, 스웨덴 전문가가 참가한 합동조사단이 물증까지 제시한 만큼 이번 사건이 조선민주주의인민공화국의 소행이었다는 한국 정부의 발표는 객관적으로 설득력을 지니고 있다”고 평가했다. 특히 조선민주주의인민공화국이 전날 발표를 ‘날조’라고 주장하고 있는데 대해 “지난 1983년 아웅산 테러사건이나 일본인 납치 등의 전례를 감안하면 그대로 받아들이기 어렵다”고 주장했다.
- 5월 21일, 아사히신문은 조선민주주의인민공화국 공격설을 부정하던 입장을 바꿔“더이상 조선민주주의인민공화국이 폭거를 되풀이하도록 방치해서는 안된다”고 주장했다.[408]
- 5월 26일, 중화인민공화국 인민일보의 국제문제전문지인 환구시보(環球時報)는 사설에서 조선민주주의인민공화국은 한국의 천안함 침몰사건에 대한 증거제시와 대응조치에 격렬하게 반발하고 있으나 이에는 사실상 설득력이 있는 내용이 없다고 지적하고 조선민주주의인민공화국의 반응은 국제사회에서 인정을 받지 못하고 있다며 성의있는 진실규명을 촉구했다. 대한민국이 제시한 천안함 침몰증거와 대응조치가 미국,일본,서방 등 국제사회의 지지를 받고 있고 더구나 국제 언론들의 보도와 한국 외교의 노력으로 세계 여론이 대한민국에 유리하게 돌아가고 있으며 조선민주주의인민공화국의 대응은 수동적이라는 점을 조선민주주의인민공화국은 직시해야 한다고 강조했다.[409]
- 5월 29일, 파이낸셜타임스는 천안함 침몰 사건 이후 대응 과정에서 이 대통령이 "권위와 결의를 보여줬다"면서 "김정일이 경고를 받았다"고 평가했다. 이 신문은 또 비핵화와 경제지원을 철저히 연계하는 이명박 대통령의 대북정책이 "원칙적이지만 완강하다"라고 평가했다.[410]

의혹 제기
- 5월 24일, 영국의 기자출신 저널리스트 스콧 크레이튼은 자신의 블로그에서 수거된 어뢰잔해와 합동조사단이 제공한 어뢰 설계도면이 일치하지 않는다고 지적했으나[411] 합동조사단은 이를 일축했다[412].
- 5월 26일, 독일 도이체벨레 및 베를리너 모르겐포스트는 독일 총리실 직속 외교정책연구원 수석 연구원 마르쿠스 티텐 박사와의 인터뷰를 통해 대한민국 정부의 천안함 조사 발표내용 신뢰성에 의문을 제기하였다. 마르쿠스 티텐 박사는 민군 합동 조사위원회는 대한민국과 미국 정부가 주축이 되는 위원회이며 대한민국의 선거를 앞두고 특정 목적이 있었던 것은 아니냐는 주장을 하였다.[413][414]
- 5월 31일, 미국의 탐사저널리스트 웨인 매드슨은 글로벌 리서치에 기고한 글에서 천안함 사건은 미국 특수부대의 자작극이라고 주장하였다. 미국은 한반도의 긴장관계를 이용해 일본의 오키나와 해군기지 존속을 도모하고자 하고 있다고 주장했다.[415][416]
- 5월 31일, 러시아 모스크바 일간지 프라우다(PRAVDA)는 "러시아, 한국 갈등에 휘말리다"라는 기사에서 러시아 과학아카데미의 한국연구센터 책임연구원인 콘스탄틴 아스몰로프의 말을 빌려 "천안함 사건 조사결과는 러시아 옵저버(참관단)들이 초기 조사과정부터 참여했다면 더욱 객관적이었을 것"이라며, "사망자 명단에는 병 들만이 있고, 장교는 없다. 더욱이 환자들은 뇌격시 통상 나타나는 타박상이나 골절상을 입은 이들이 없다"는 점을 들며 "전체적인 스토리가 맞아떨어지지 않는 여러 팩트가 있다"고 보도했다.[417] 러시아의 또 다른 일간지인 리아노보스티도 극동담당 대통령 특사를 지냈던 콘슨탄틴 풀리코브스키와 인터뷰를 통해 "나는 개인적으로 북한이 그 배를 침몰시켰다는 데 대해 심각한 의심을 갖고 있다"며 "왜, 무슨 이유로 그랬는지 나는 어떤 논리로도 이해되지 않는다"고 보도했다.[418]
- 알렉산드르 제빈 러시아 극동연구소 한국연구센터장은 칼럼에서 러시아 언론매체에서 제기되는 주요 의문점들을 정리했다. 첫째, 천안함 침몰 당시 해안의 수심이 얕아서 쉽게 노출될 수밖에 없는 서해 연안에서 단 한 척의 북한 군함도 관측되지 않았다는 점, 서방국가들 사이에서 북한의 장비들이 이미 '고물'이 되어버렸다고 인정되는 상황에서 천안함을 한 한 방에 명중시키고 흔적도 없이 사라진 점, 수심 45m 수준의 바다에서 잠수함을 운용하기가 매우 어렵다는 점 등이 있다.[419]
- 7월 8일 과학 학술지 네이처는 천안함 관련 의혹들을 보도했다. '흡착물의 성분'에 대한 의문을 제기한 이승헌 버지니아대 물리학과 교수와, 서재정 존스홉킨스 대학 교수의 말도 인용하며 보도했다. "실험결과 급냉시 알루미늄이 산화되는 비율이 합조단이 주장한 것 보다 많이 낮다는 것을 발견했고, 합조단에 의해 분석된 샘플이 오래됐거나 부식된 알루미늄에서 나왔다"고 말한 양판석 매니토바대학교 지질학과 교수의 말도 인용했다.[420]
- 7월 9일 일본 도쿄소재 외국특파원 클럽(The Foreign Correspondents' Club of Japan)에서 기자회견을 통해, 이승헌 버지니아대 물리학과 교수와 서재정 존스홉킨스 대학 교수는 합조단의 주장에 치명적인 모순들이 있음을 밝히며, 새로운 독립적인 국제조사단에 의한 천안함침몰사건에 대한 재조사를 촉구했다.[421]
- 일부 중국 언론들은 천안함 사건에 대해 여전히 의문의 시각을 나타냈다. 2011년 6월 대한민국 해병대가 야간에 보초근무를 서던 중 아시아나항공 여객기를 향해 소총으로 10여분간 사격을 실시했다. 그러나 사거리보다 먼 거리였기 때문에 항공기가 타격을 입지는 않았으나, 해병대에 대한 비판이 제기됐다. 해당 항공기는 항로를 이탈하지 않았기 때문에 초병이나, 해병대측의 착오가 있었고 그로 인해 위험한 상황이 발생했다는 것이다. 이에 대해 중국 언론은 "민항기가 총격을 받고 추락했다면 ‘제2의 천안함 사태’가 발발했을 것"이라면서 대한민국 해병대를 비판함과 동시에 천안함 사건의 의문을 다시 제기했다.[422]
- 2018년 3월 28일 KBS 추적 60분에서 천안함 침몰 사건의 논란에 대하여 다뤘다.[423]

언론의 분석
- 산케이 신문 등 일본의 주요일간지들은 1월18일 종합기계공장’에서 2년 전에 제조된 것이라는 분석이 있다고 일제히 보도.[424]
- 신문은, 미국 정보당국을 인용해서 평안남도 개천시에 있는 공장에서 제조된 것으로 파악됐다며 북한은 이 어뢰를 남미국가에 수출하려는 계획도 세웠던 것 이라고 전했음. .[425]
- 천안함 폭침에 사용된 어뢰는 북한이 지난 1960년대에 구 소련에서 제조법을 알게 됐고 그 후에 평안남도와 함경북도 등 최소 6곳 이상의 공장에서 어뢰를 만들어 왔다고도 밝혔으며 신문은 북한이 천안함 공격에 관여하지 않았다고 부인하고 있지만, 침몰 현장에서 발견된 것과 같은 형태의 어뢰나 부품을 만들 수 있는 곳은 북한 외에는 있을 수 없다 며 미국 정보당국의 분석 내용을 타전했다.[426]
- 일본 마이니치신문에 따르면 한 대북소식통은 “천안함 침몰 사건에 북한이 사용한 것으로 추정되는 연어급 잠수함은 이란과의 군사 교류 과정에서 이탈리아의 소형 잠수함 건조 기술을 이용해 건조된 것”이라고 말했다. 로이터통신이 입수한 유엔기밀보고서에 따르면 이러한 기술 교환은 인접한 ‘제3국’(중국)을 통해 이뤄졌다.[427]

## 영향
- 2010년 3월 26일: 미국 뉴욕시장에서 6월 인도분 금 선물가격은 온스당 1015.40 달러로 전일 대비 11.30달러(1%) 올랐다. 관련 전문가는 '대한민국 해군 초계함 침몰 사건'과 같은 불확실한 정치, 경제적 상황에는 금을 보유하려는 경향이 강하다고 언급했다.[428][429]
- 2010년 3월 26일: 미국 뉴욕 증시인 다우존스·S&P500·나스닥 지수는 프랑스와 독일이 그리스 지원안에 대해 합의했다는 소식을 호재로 받아들이며 순조롭게 출발하다가 초계함 침몰 소식이 전해지자 일제히 하락세로 돌아섰다. 그러나 장 막판에는 소폭 상승했다. 하락세로 돌아서게 된 이유로는 북한의 개입 가능성이 제기됨에 따른 한국의 지정학적 리스크가 있었다.[430][431]
- 2010년 3월 31일: 미국 국방부는 "천안함 침몰 원인 아직 불명확하며, 실종자 수색 작업을 도울 것"이라고 밝혔다.[432]
- 2010년 3월 28일~2010년 4월 29일: 대한민국의 일부 예능 방송이 약 한 달간 중단되었다. 뮤직뱅크를 비롯한 가요 프로그램과, 개그콘서트, 무한도전 등 코미디 프로그램이 2~5주 결방했다. 해당 방송 시간대는 상대적으로 오락성이 낮은 예능 재방송 프로그램과 특선영화, 드라마 재방송 등으로 대체 편성되었다.[433]
- 2010년 5월 21일: 대한민국 기획재정부는 천안함 사태로 인해 나타나는 경제적 영향과 이에 따른 대책을 마련하기 위해 '경제·금융 합동대책반'을 구성하였다.[434]

- 2010년에 실시된 지방선거에서 천안함 사태로 인한 북풍, 그리고 이명박 정부의 안보정책이 가장 중요한 변수중 하나로 꼽혔다. 이 선거에서 한나라당은 패배를 하였는데 그 원인중 하나로 천안함의 북풍몰이로 인한 역풍이라는 주장도 있다.[435][436] 반면 뒤이어 치러진 보궐선거에서는 민주당이 패배를 하였는데 그 원인 중 하나로 민주당이 북한을 감싸고 대북규탄결의안에도 반대한 데 대한 반감때문이라는 분석도 있다.[437]
- 2010년 10월 15일 KBS는 '김정일의 장남 김정남이 2010년 8월 중국을 방문했던 아버지를, 현지에서 만나 "김정은이 천안함 사태를 일으키도록, 왜 묵인했느냐"며 강하게 항의했다.'고 말한 김정남의 측근의 말을 인용하여 보도했다. 이 보도에서 김정남은 "동생이 자기 잘못을 인정 못 하고 계속 앞으로 이런 일을 추진하게 되면 그리고 아버지가 계속 묵인해 준다면 자기 길을 가겠다."고 말했으며[438] 북한의 3대 세습을 비판하는 등 형제간의 갈등이 격화되었다. 하지만 김정남의 측근이라고 전해진 사람의 신원이 밝혀지지 않았으며, 이 보도에서 측근이 김정은과 어떤 관계가 있는지 설명도 없고, 당사자에 대한 직접적인 확인취재 내용이 없어 신뢰성에 의문이 제기되기도 하였다.[439] 한편, 김정은은 김정남을 해하려는 계획을 세웠지만 중국이 "우리땅에선 절대 그를 건드리지 말라"고 경고한 것으로 알려졌다.[440][441] 이에 앞서 2010년 4월에는 최성용 납북자 가족모임대표는 "김정은 대장이 신무기를 만들어 괴뢰 천안함을 쓰러트렸다고 소문이 자자하다."며 뉴데일리와의 인터뷰에서 북한 장교와의 통화녹취를 공개했다. 그는 “김정은이 천안함 작전을 주도했고 성공하자 김정일이 김정은을 치켜세우며 칭찬했다고 북한 고위 장교가 말했다”고 밝혔다.[442]
- 2010년 7월 자유아시아방송은 북한이 내부적으로 천안함을 연상시키는 포스터를 이용해 선전을 하고 있다고 보도했다. 포스터 사진을 보면 '덤벼들면 단매에'라는 문구와 함께 천안함과 비슷하게 생긴 군함을 주먹으로 내리치고 있다.[443]

## 사후 조치
- 사고 직후 미국은 원인 조사와 구조 작업에 적극적으로 협력하였다. 천안함 침몰 직후인 4월 1일 미국의 오바마 대통령은 이명박 대통령에게 위로 전화를 걸고 사고 조사와 구조지원을 아끼지 않겠다고 밝혔다.[444]
- 미군은 사건 발생 즉시 해군 ‘살보함’등 4척을 현지에 파견하여 한미합동 구조 활동을 전개했다. 월터 샤프 한미연합사령관은 4월 7일 오전 황의돈 부사령관과 함께 사건 현장인 백령도 해상 독도함을 찾아 한미 구조장병들을 격려했다. 캐슬린 스티븐스 주한 미 대사와 존 맥도널드 작전참모부장, 구마타오 주한 미 해군사령관도 동행했다. 샤프 사령관은 이 자리에서 “그동안 한미는 동맹에 입각해 긴밀한 협조를 통해 승조원 구조에 전력을 다해 왔으며, 앞으로 인양작전에 대해서도 긴밀히 협조할 것”이라고 말했다.[445]
- 천안함 침몰 원인 규명을 위한 미국 전문조사단 15명이 4월 16일 민.군 합동조사단에 합류했다. 조사단 인원들은 20척의 퇴역함정에 대한 폭발 및 무기실험을 한 경험이 있고 해군 안전조사와 구조물 파괴공학, 무기사고 조사 및 피해, 통제, 인양 분야의 전문가이며 이들 중 3명은 지난 2000년 10월12일 예멘 아덴항에서 미 해군 구축함 `콜'이 자살테러범에 의해 폭발했을 당시 사고조사에 참여했다고 국방부는 밝혔다.[446]
- 미국은 천안함 침몰 원인이 북한의 소행으로 드러날 경우 안보리에 회부하겠다는 대한민국의 입장에 대한 지지 입장을 표명했다.[447]

- 2010년 6월27일 G8 정상들은 천안함 침몰 사건을 일으킨 북한을 규탄하는 공동성명을 발표했다. 이 날 성명에는 천안함 공격을 북한의 소행으로 단정한 다국적 조사 결과를 언급한 뒤 “북한이 한국에 대한 어떤 공격이나 적대적인 위협도 삼갈 것을 요구한다”고 밝혔다. 이 성명에는 그간 유보적인 입장을 보이던 러시아가 동참했다.[448] 하지만 러시아는 이 과정에서 "천안함 사건 조사결과를 최종적인 것으로 간주하지 않는다"는 입장을 밝혔기 때문에 북한을 구체적으로 비난하는 성명을 발표하지는 못했다.[449]
- 2010년 9월 16일, 대한민국의 정부는 천안함과 핵문제를 연동할 경우 핵문제 논의에 진전을 기대하기 어렵다는 결론에 따라 천안함 사건과, 북핵문제를 분리해서 대처한다고 밝혔다.[450]
- 2010년 북한이 김영철 인민무력부 정찰총국장의 경질을 검토 중이라는 주장이 제기되었다.[451] 대북 방송인 열린북한방송의 보도에 따르면 김 총국장이 천안함 폭침사건을 지휘했으며, 한국 정부와 합동조사단의 조사 결과 물증이 나왔기 때문이라고 한다. 그러나 김영철 정찰총국장은 당중앙군사위 위원으로 진입하며 건재를 과시했다. 천안함과 무관하다는 북한의 의지 표현이라는 의견과 김정은 승계를 위한 자연스런 결과라는 의견이 있다.[452]

### 대한민국 국회 대북결의안 채택
대한민국 국회는 2010년 6월 29일 국회 본회의를 열어 '북한의 천안함에 대한 군사도발 규탄 및 대응조치 촉구 결의안'(천안함 대북결의안)을 채택했다.
이날 표결에는 한나라당, 자유선진당, 미래희망연대, 국민중심연합, 및 무소속 의원들이 찬성표를 냈으나 민주당과 진보신당은 반대표를 던졌다. 민주당 의원들은 민군합동조사단의 5월 20일 발표도 최종 발표가 아닌 중간 조사 결과에 불과하고, “국회 천안함 진상조사특위 활동이 끝나지 않은 상황에서 철저한 진상조사가 우선”주장했다.

### 유엔 회부
대한민국 정부는 유엔 안전보장이사회에 이 사건을 회부하는 것 등을 적극 검토하겠다고 밝혔으며 미국은 대한민국, 중국, 일본과 공동방안을 마련하겠다고 밝혔다.
이에 대해 유엔사 군정위는 "북한군의 뇌격을 받고 천안함이 침몰한 결론에 대해 북한의 정전협정 위반 여부를 조사할 예정 이라고 밝혔다.

#### 안전보장이사회 회부
윤덕용 천안함 사건 민·군 합동조사단장은 6월 14일 국제조사단과 함께 안보리 이사회에 참석, 23분간의 브리핑, 7분간의 비디오 프레젠테이션 등을 통해 사건의 개요와 어뢰 추진체 인양 모습을 공개하고, 1시간 30분가량 질의응답을 받았다. 남북한 양측의 브리핑을 들은 유엔 안전보장이사회 이사국들은 대한민국 조사결과에 대해 대부분 전폭적인 신뢰를 보낸 반면 북한 주장에 대해선 "일방적인 주장만 있고 근거가 희박하다"고 평가했다 프랑스·오스트리아·터키·일본의 유엔주재 대사 등은 "과학적이다" "철저하다" "지극히 확신을 준다"고 평가했다. 지금까지 유보적인 태도를 취하고 있는 중화인민공화국과 러시아 대표도 이날 의문을 제기하는 질문은 전혀 하지 않은 것으로 알려졌다. 조선민주주의인민공화국의 신선호 유엔대표는 한국의 브리핑에 이은 별도 설명회에서 "우리는 희생자이며 이번 사건과 아무런 관련이 없고, 한국의 조사는 날조된 것"이라고 주장했다. 이에 대해 토마스 마이르-하팅 오스트리아 대사는 "한국의 브리핑은 철저한 '조사(investigation)'인 반면 북한의 브리핑은 '주장(allegation)'"이라고 말했다.
에르투룰 아파칸 터키대표는 "한국의 과학적 조사에 수긍이 가며 전적으로 동의한다"고 말했고, 다카스 일본대사는 "한국의 조사가 지극히 확신을 준다(extremely convincing)"고 했으며, 오스트리아 대표는 "한국은 철저한 조사를 했다"고 평가했다.
2010년 7월 9일 안보리 의장 성명이 발표되었다. 이 내용에는 '북한이 천안함 침몰의 책임이 있다는 결론을 내린 합동조사단의 조사결과에 비추어 깊은 우려를 표명한다', '천안함 침몰을 초래한 공격을 규탄하며 한국에 대한 공격이나 적대행위를 방지하는 것이 중요하다'는 내용이 있었으나 천안함 사건과 관련이 없다는 북한의 입장에 유의한다는 문장을 포함시켜 북한의 반론을 병기함으로써 G8 공동 성명보다 후퇴했다는 지적이 일었다. 또한 뇌격이나, 북한에 대한 명시도 없어 북한에 대한 사과를 촉구하는 내용이 빠진점도 외교적 한계로 지적되었다. 이후 북한 외무성대변인은 의장성명을 사실상 수용하는 입장을 밝혔다.

#### 참여연대 서한 논란
2010년 6월 14일 참여연대는 천안함 침몰 사건의 조사결과에 대한 의문점을 담은 서한을 안전보장이사회와 이사국들에 보냈다. 이는 큰 파장을 불러왔으며 정치권에서도 논쟁의 중심이 되었다. 각국 안보리 관계자들은 엄격하고 전문적인 무대에 시민단체가 느닷없이 뛰어든 것도 상식밖이고 대한민국의 시민단체가 사건의 책임자를 규탄하려는 정부의 노력을 방해하는 것을 이해할 수 없다는 반응을 보였다. 이곳 외교관들은 "이스라엘의 폭격으로 팔레스타인인들이 무참히 죽어서 이스라엘이 유엔 안보리에 회부됐는데, 갑자기 팔레스타인 시민단체가 '이스라엘의 소행이라는 조사 결과에 무수한 의혹이 있다'고 팩스를 보내 말리는 꼴"이라는 말까지 나왔다. 한나라당은 국론분열을 야기한다며 비판하였고, 민주당 등 야당은 "민단체의 영역인 비판적 활동을 친북 이적행위로 매도하는 것은 매카시즘"이라고 반박했으며, 참여연대측도 "NGO들이 국제사회의 논의과정에 참여하는 것은 유엔의 참여자로서 갖는 당연한 권리이고, 이번 유엔안보리 서한 역시 이같은 취지에서 이뤄진 것"이라고 해명했다. 이러한 논란 끝에 검찰은 참여연대에 대한 수사를 착수하였다. 그러나 법조계에서는 "의혹제기는 허위사실 유포가 아니다"라며 법적 조치를 할 수 없다는 해석이 나오기도 하였다. 또한 미국의 경우 2005년 부시 행정부가 대량살상무기 확산방지구상(PSI)의 근거를 만들기 위해 안보리 결의 1540호를 제안하자 미국내 비정부기구(NGO)들은 유엔 안보리 의장에게 서한을 보내 반대 의견을 개진한 전례가 있으며 다른 국가들에서도 비정부기구들이 유엔에 정부와 다른 의견을 개진하는 것은 일상적인 일이고 유엔도 이러한 비정부기구들의 의견들을 존중하고 있기 때문에 검찰의 이러한 표현의 자유를 침해하는 수사는 무리라는 지적들이 제기되었다. 이러한 논란 가운데 법학교수와 변호사 등 법률가 342명은 참여연대에 대한 검찰의 수사를 중단하라는 내용의 시국선언을 발표했다. 이들은 "참여연대에 명예훼손죄와 국가보안법을 적용하겠다는 것은 정부와 다른 입장 표명을 이적행위로 보고 있는 것"이라며 "21세기 국가보안법의 대표적인 악용 사례로 기억될 것"이라고 강조하며 "생각이 다른 사람을 물리력까지 동원하여 배제함으로써 생각을 통일하고야 마는 전체주의를 대하는 전율을 느낀다"고 비판했다. 아시아의 대표적인 인권 단체로 평가되는 아시아인권위도 "참여연대에 대한 한국 정부와 보수단체의 옭죄기를 막아달라"는 내용의 서한을 반기문 UN 사무총장에게 보냈다. 이들은 서한에서 "정부의 시민사회단체 예산 지원 재검토 발언과 참여연대에 대한 검찰의 국가보안법 위반 혐의 수사 등이 표현의 자유를 위협하고 있다"며 "한국 정부가 유엔과 교류하는 시민사회단체를 직·간접적으로 옭죄는 것을 막기 위해 반 사무총장이 필요한 행동을 취해주길 바란다"고 말했다. 검찰이 국가보안법을 적용하여 참여연대를 기소하려는 움직임을 보이자 국제 인권단체인 엠네스티는 우려를 표명했다. 서재정 존스홉킨스대 교수는 "참여연대에 대해서는 정부가 오히려 칭찬해줘야 한다. 유엔이라는 국제무대에 시민단체가 이견을 제시한 것은 한국 민주주의의 성숙성을 보여주는 것이며, 국격을 높이는 데 엄청난 기여를 했다고 본다"고 평가했다. 조국 서울대학교 법대 교수도 "참여연대의 문제제기가 옳은 것인지 그른 것인지 과학적인 토론과정을 통해서 밝혀내야 한다"며 천안함 사태에 대한 원인 분석이 정부가 맞았든, 참여연대가 맞았든 토론을 거쳐 해결해야 할 문제라고 지적했다.
이러한 가운데 참여연대의 서한이 언론이 제기한 의혹을 모아놓은 수준에 불과한 등 비전문적이고 조사결과가 잘못되었다는 지적보다는 '내가 이해할 수 없다'는 주장에 불과한 것"이라는 비판도 제기되었다. 바른사회시민회의는 "국민 대다수의 시각을 외면하고 국제사회에 국내 여론을 비틀어 호도하는 것"이며 “국민이 부여하지 않은 권리와 대표성을 가지고 유엔 안보리를 직접 상대하겠다고 나선 것은 오만과 독선이다”라고 평가했다. 이러한 가운데 참여연대의 행동을 규탄하는 시민단체들의 기자회견 및 시위가 이어졌고 이들중 '고엽제 전우회'는 가스통과, 시너가 든 소주병을 들고 참여연대로 질주해 경찰이 막아섰다. 참여연대의 홈페이지는 항의하는 네티즌들의 접속으로 다운되었다. NKnet는 5개 시민단체들은 참여연대의 서한에 대해 긴급세미나를 열고 참여연대가 오류를 했다고 주장하며 그 이유를 '오류를 인지 못하는 능력부족, 믿고 싶은 것만 믿는 심리적 문제, 북한에 대한 감상주의적인 환상에 빠졌기 때문'이라고 설명하면서 "참여연대는 과학적 증거를 외면하고 지엽말단의 의문점에서 헤매고 있는 형국"이라고 비판했다. 또한 언론과 인터넷을 통해 어떤 정보가 정보시장에 나오게 되면, 취향에 따른 취사선택이 이루어지고, 그 정보가 잘못되었다는 명백한 증거가 나와도 생명력을 가지고 특정한 집단 내에서는 교정되지 않고 계속 유통되는 현상이 벌어지고 있다"며 정보유통에 구조에 대한 문제도 제기되었다.

### 국방부에 대한 감사원 조사와 징계
사고가 발생한 직후부터 국방부에 책임을 물어야 한다는 주장이 제기되어 왔다. 대한민국의 군형법 22조에는 "지휘관이 그 할 바를 다하지 아니하고 적에게 강복하거나 부대, 진영, 요새, 함선 또는 항공기를 적에게 방임한 때는 사형에 처한다"라는 조항과, "지휘관 또는 이에 준하는 장교로서 그 임무를 수행함에 있어 적과의 교전이 예측되는 경우에 전투준비를 태만히 한 자는 무기 또는 1년 이상의 징역에 처한다"라는 35조 1항의 조항을 들어 비판이 제기되었다.
이러한 논란 끝에 이번 사건에서 군의 대응실태를 조사한 감사원은 허위보고, 음주근무 등 초기 대응에서의 총체적 문제점이 드러나 합참의장 등 장성급 장교들을 포함해 총 25명에 대해 징계를 요청했으며 이중 12명은 형사처벌이 필요하다고 밝혔다. 당시 합참의장은 만취상태에서 통제실을 이탈했으며, 비상경계태세 발령을 부하가 했는데도 불구하고 자신이 지시한것처럼 꾸몄다. 세떼 보고서와 발생시간도 역시 의도적으로 조작한 것으로 드러났다. 하지만 김태영 국방부장관은 감사원의 대규모 징계 요청과 형사처벌이 필요하다는 의견에 반대했으며 국방부는 합참의장이 자리를 비우고 문서를 조작했다는 감사원의 조사 결과도 사실이 아니라고 반박하며 국방부와 감사원간의 갈등이 빚어졌다. 이렇게 대규모 징계가 결정되면서 국방부의 대대적 인사가 뒤따르게 되었다. 그러나 감사원의 감사 결과가 발표된 이후 3개월이 넘도록 4명을 입건하는데만 그쳤다. 또한 감사원 감사에서 처벌 대상이 아니었던 최원일 함장이 입건 명단에 포함되면서 형평성 문제도 불거졌다. 결국 11월에 발표된 최종 징계안에서 기소된 사람은 한 명도 없었다. 이에 대해 야당은 "국민들이 납득할 수 없다"며 반발했다.

### 법원의 판단
2016년 1월, 천안함 침몰이 발생한 지 약 6년 만에 이 사건이 북한의 뇌격에 의한 폭발로 비롯됐다고 법원이 판단했다. 1심을 맡은 서울중앙지법 형사합의36부(이흥권 부장판사)는 25일 "천안함은 수중 폭발로 발생한 충격파와 버블 효과에 의해 절단돼 침몰했고, 여기에 사용된 무기는 북한에서 제조된 CHT-02D 어뢰, 또는 그와 같은 계열의 어뢰"라는 결론을 내놨다.

## 관련 자료

### 서적
- 《천안함 폭침의 진실과 망언들》국가정상화추진위원회, ISBN 978-89-90673-21-3
- 《전 국방부 조사본부장 윤종성 장군이 들려주는 천안함 사건의 진실》윤종성, ISBN 978-89-90673-21-3
- 《천안함 피격사건 백서》대한민국정부, ISBN 978-89-89768-63-0
- 《천안함은 좌초입니다》신상철, ISBN 978-89-8429-150-8
- 《과학의 양심, 천안함을 추적하다》이승헌, ISBN 978-89-364-8568-9
- 《봉인된 천안함의 진실》김보근 등저, ISBN 978-89-8431-427-6
- 《천암함을 묻는다, 의문과 쟁점》강태호 역음, ISBN 978-89-364-8567-2
- 《천안함 피격 사건》대한민국국방부 저, ISBN 978-89-7677-711-9
- 《천안함 외교의 침몰》 서보혁 등저, ISBN 978-89-7474-149-5
- 《천안함 루머를 벗긴다》 이정훈, ISBN 978-89-87669-96-0

### 영상
- 2010년 11월 17일 - 추적 60분 - 의문의 천안함, 논쟁은 끝났나?
- 2010년 3월 30일 – MBC PD수첩 '긴급 취재! 천안함 침몰'
- 2010년 6월 22일 - 국방부 천안함 피격사건 홍보 동영상
- 2013년 9월 5일 - 영화 천안함 프로젝트

### 기사
- 조숭호. “北, 천안함 폭침 버블제트 어뢰 1990년대부터 개발”. 동아일보. 2012년 12월 8일.
- 정용수. “북한, 천안함 폭침 잠수정 승조원 6개월 뒤 대거 승진시키고 표창”. 중앙일보. 2012년 12월 8일.
- 2012년 3월 27일 – “천안함, 김정은 지시로 피격됐다”...탈북자 증언. 해럴드생생뉴스. 2012년 3월 27일
- 2010년 4월 17일 – SBS 그것이 알고싶다. 천안함 미스터리
- 2010년 5월 20일 – 국방부 공식 발표[깨진 링크(과거 내용 찾기)]
- 오대양. 미 조사단장, “흡착물 분석은 보고서에서 빼라”. 뉴스타파. 2014년 10월 7일.
- 최승호. 러시아 보고서 드러나다. 뉴스타파. 2014년 10월 7일.
- 北의 천안함 폭침 직전, 기상청 접속 갑자기 급증. 조선일보 2015년 3월 24일

## 같이 보기
- PCC-772 천안
- 98금양호 침몰 사고
- 연평도 포격
- 백령도
- 어뢰
- 기뢰
- 피로파괴(fatigue fracture)
- RDX
- 케르키라 해협 사건(Corfu Channel Incident)
- 연어급 잠수함 - 천안함을 공격했을 것이라 거론되는 북한 잠수함
- 쿠르스크 호 침몰 사고
- RMS 루시타니아
- 이명박 대통령 천안함 추모연설
- 5·24 조치